# Reinado de José I de España

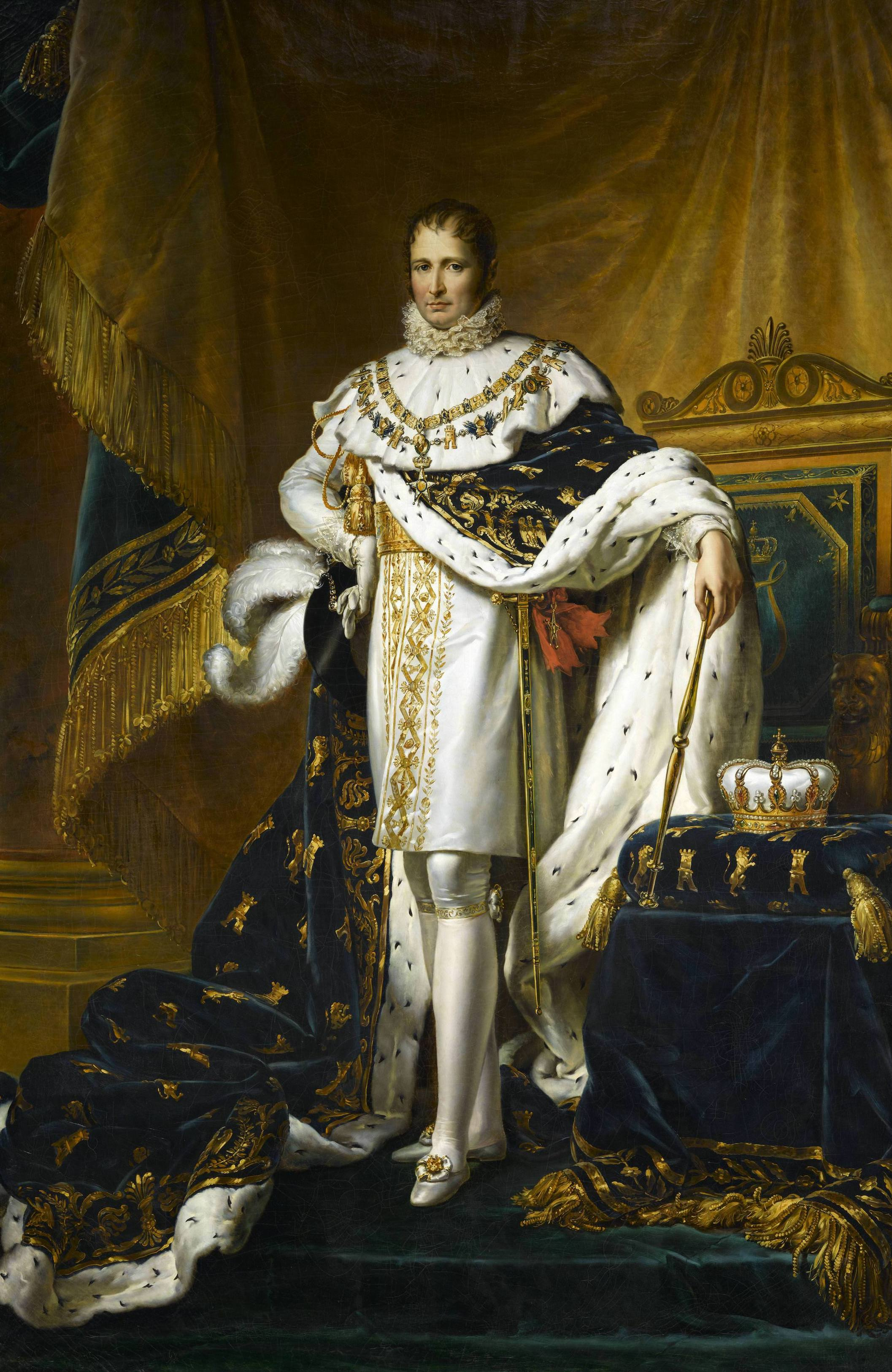
Retrato de José Napoleón I por François Gérard (Museo de Fontainebleau, 1810). Toma como modelo el retrato de Luis XIV de Hyacinthe Rigaud.

El reinado de José I Bonaparte, oficialmente José Napoleón I, conocido por los españoles que le negaban la legitimidad para ser el rey de España y las Indias como el «Rey Intruso», comenzó el 6 de junio de 1808 con la designación para la Corona española por parte de su hermano el emperador Napoleón Bonaparte, quien había obtenido los derechos al trono español cedido bajo presión de Fernando VII y Carlos IV en las llamadas «Abdicaciones de Bayona», comprometiéndose a respetar la integridad del Imperio español, como hizo la Casa de Borbón (España) en el siglo XVIII. Estos acuerdos no fueron reconocidas por los «patriotas» que solo consideraban como su rey a Fernando VII, cautivo de Napoleón en el Château de Valençay —José Bonaparte tampoco fue reconocido en las provincias españolas en América y nunca consiguió reinar sobre todo el territorio español, con Cádiz como capital de la «España patriota»—. El reinado terminó oficialmente el 11 de diciembre de 1813 con la firma del Tratado de Valençay por el que Napoleón «devolvía» los derechos de la Corona española a Fernando VII, aunque José I Bonaparte ya hacía seis meses que había abandonado España tras la derrota del ejército napoleónico en la batalla de Vitoria. Le habían acompañado los partidarios de la monarquía josefina conocidos como los «afrancesados», constituyendo así el primer exilio de la historia contemporánea de España. Durante todo ese tiempo se desarrolló la que sería conocida como la Guerra de la Independencia que «además de su carácter fundamental de lucha contra el ejército francés… fue también una guerra entre españoles… De un lado la España patriota… y del otro la Monarquía bonapartista encarnada en José I».
La España de José Bonaparte, también conocida como la España napoleónica, fue vista como un «reino vasallo» del Imperio francés, al igual que el reino de Holanda de Luis Bonaparte, el Reino de Westfalia de Jerónimo Bonaparte o el Reino de Nápoles de Joachim Murat, casado con Carolina Bonaparte. Como han destacado Ángel Bahamonde y Jesús A. Martínez, «en la estrategia imperial España no dejaba de ser más que una pieza satélite del sistema. Que se le concediera mayor o menor autonomía dependería de cuestiones militares». Así, el «proyecto nacional» de José I estará siempre mediatizado por el «proyecto imperial» de su hermano Napoleón. Por su parte, Juan Francisco Fuentes ha hablado de la existencia de una «dualidad de poderes» «semillero de conflictos»: «por un lado, una administración civil, formada exclusivamente por españoles, que actuaba con arreglo a los principios reformistas del Estatuto de Bayona y que contaba con el respaldo de un monarca prudente y conciliador, pero extremadamente débil; por otro, un régimen militar de facto, representado por los generales napoleónicos que, con el beneplácito de Napoleón, gobernaban con mano de hierro la zona bajo su mando».
Según Manuel Moreno Alonso, José I ha sido probablemente el rey más calumniado de toda la historia de España. «Desde el primer momento se impuso una caricatura ―inexacta, calumniosa, insostenible, por completo discutible― que ha llegado hasta nuestros días». Lo mismo opina Rafael Sánchez Mantero, aunque cree que «es hoy un personaje más conocido y mejor valorado». El poeta Manuel José Quintana fue uno de los que más se distinguió en la difusión de esa caricatura como cuando se refirió al ambiente en que se movía el rey, «desde el seno de sus festines impíos, de entre los rufianes viles que le adulan y de las inmundas prostitutas que le acompañan». Dos de los insultos más difundidos por los «patriotas» fueron el de «Pepe Botella» y el de «Rey de Copas» ―cuando ni era un borracho, ni un jugador empedernido―. Estos motes se «basaban» en dos órdenes firmadas por José I en febrero de 1809. Por la primera se liberalizaba la fabricación, circulación y venta de naipes; por la segunda se desgravaba la venta de aguardientes y licores. También se le tachó de «tuerto» cuando no era en absoluto cierto. El historiador Juan Mercader Riba advirtió en 1971 en su libro José Bonaparte, rey de España. 1808-1813 que «de ningún modo, máxime ahora, a tantos años vista, pueden ser incluidos estos vocablos [‘Pepe Botella’, ‘Tío Copas’, y demás por el estilo] en una historia ecuánime y rigurosa, y no solamente porque nunca correspondieron a la auténtica realidad, sino porque siendo como son el engendro de mentalidades obtusas y torpes, o en el mejor de los casos, obnubiladas por una santa indignación, en nada favorecen al pueblo que en mala hora hubo de acuñarlas». Más recientemente Víctor Mínguez Cornelles ha señalado que «los tópicos y las calumnias sobre su persona pervivieron durante doscientos años, y el que pudo haber sido el mejor rey y el impulsor de la modernización progresista del país quedó para siempre en la memoria popular e intelectual transmutado en el rey intruso y borracho que el pueblo expulsó. Pocas veces una campaña propagandística apoyada en la manipulación de la imagen ha tenido tanto éxito».
El contrapunto de esta visión caricaturesca y calumniosa de José I se puede encontrar en el novelista francés Stendhal que escribió: «Aceptando a José como rey, los españoles hubieran tenido a un hombre bondadoso, inteligente, sin ambición, hecho a propósito para ser rey constitucional, y hubieran anticipado en tres siglos la felicidad de su país». Sorprendentemente la valoración del historiador español del siglo XIX Modesto Lafuente no se alejó demasiado de la de Stendhal, aunque insistiendo en su carácter ilegítimo por haber sido impuesto por Napoleón: «José en otras condiciones y con autoridad y procedencia más legítima, por sus deseos y cualidades de príncipe habría podido hacer mucho bien a España. […] Pero era tal el aborrecimiento que la conducta de Napoleón había inspirado al pueblo, que el vulgo, no viendo ni juzgando por la impresión del odio, sólo veía en su hermano al usurpador y al intruso, y lejos de reconocer en él prenda alguna buena, figurábasele un hombre lleno de defectos y de vicios».

## Advenimiento de José Bonaparte a la Corona de España e Indias (junio-julio de 1808)

### Intervención de Napoleón en España: las abdicaciones de Bayona

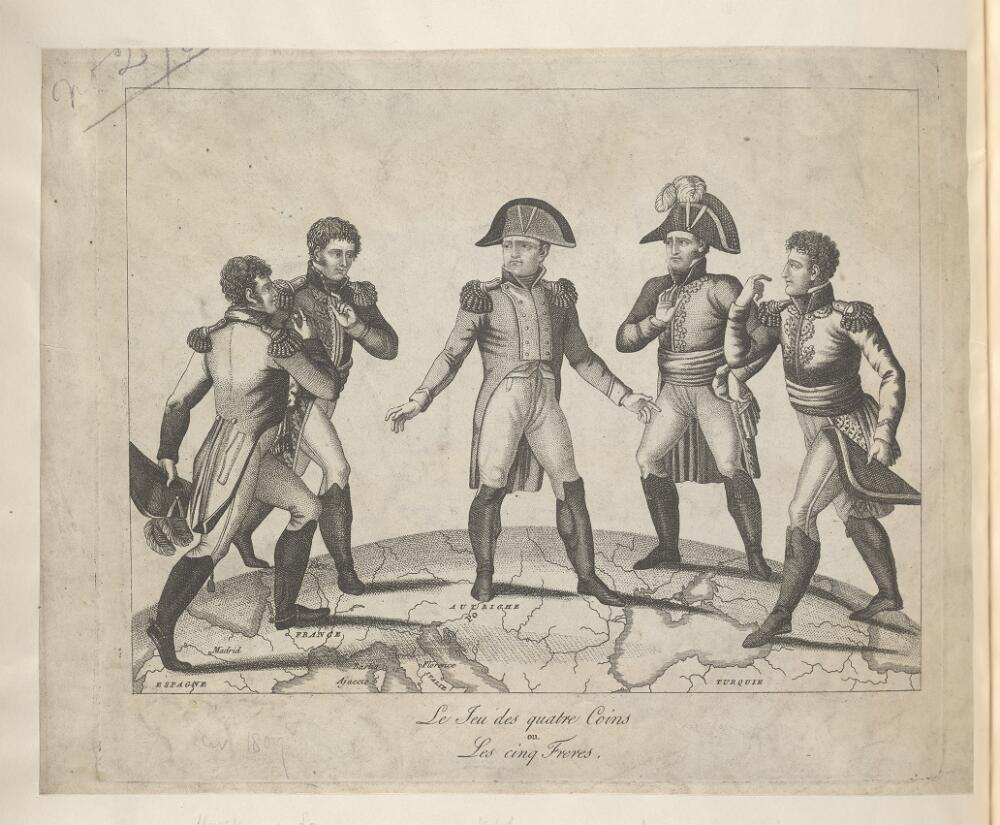
Caricatura satírica del Imperio napoleónico y de la Casa Bonaparte titulada "El juego de las cuatro esquinas o los cinco hermanos" (1807). Aparecen José Bonaparte, rey de Nápoles; Luis Bonaparte, rey de Holanda; el Emperador Napoleón Bonaparte (en el centro); Jerónimo Bonaparte, rey de Westfalia; y Joachim Murat, cuñado de los cuatro hermanos Bonaparte.

El momento en que Napoleón decidió intervenir abiertamente en la monarquía de Carlos IV, aliada de la República Francesa desde la firma del Tratado de Basilea de 1795, ha sido objeto de debate. Miguel Artola lo ha situado después del complot de El Escorial descubierto el 27 de octubre de 1807 ―el intento frustrado del Príncipe de Asturias Fernando de poner fin al gobierno del «favorito» Manuel Godoy y de probablemente obligar a su padre a abdicar en él la Corona de España― porque le demostró al emperador lo inestable que era su aliado del sur ―cuya política exterior, por otro lado, venía mediatizando desde 1801―. Lo mismo afirma el historiador francés Thierry Lentz: «Es probablemente en esta época cuando la decisión definitiva de intervenir en España, y no sólo para escoger entre Carlos y Fernando, tomó forma». También pudo influir en la decisión el embajador francés François de Beauharnais, que había estado implicado en el complot y que le escribió al emperador: «Es únicamente de Su Majestad Imperial que la nación española espera su salvación y se puede asegurar que en todo el reino no hay más que amigos calurosos de Francia».
Sin embargo, según Michael Glover, la desconfianza de Napoleón sobre los Borbones españoles venía de lejos. En 1805 le dijo al mariscal Jean-Baptiste Jourdan repetidas veces que «un Borbón en el trono de España era demasiado peligroso como vecino», subrayando al mismo tiempo la necesidad de recrear el Imperio carolingio, «tanto para consolidar la posición de su propia dinastía como la seguridad de Francia». En su cautiverio en la isla de Santa Elena Napoleón escribirá: «No podíamos dejar a España a nuestras espaldas, a la disposición de nuestros enemigos. Era preciso encadenarla, de grado o por fuerza, a nuestro sistema». «La nación española despreciaba su gobierno; pedía a gritos el bien de la regeneración. Podía esperar a realizarla sin derramar sangre; las disensiones de la familia real la habían manchado con el general desprecio», escribió también. Thierry Lentz ha indicado que en la idea de intervenir en España también influyó «un sentimiento de superioridad respecto de un reino que se le tomaba poco en serio… Esta España tragicómica se resumía, en los espíritus franceses, en un país caracterizado por el oscurantismo religioso, la vanidad de la nobleza, la pobreza y la ignorancia del pueblo… Lo peor es que estos sentimientos se podían encontrar palabra por palabra en los numerosos informes que llegaban al despacho del emperador».
Artola ha señalado que en aquel momento Napoleón no se planteó la sustitución de los Borbones, sino anexionarse las «provincias» españolas al norte del Ebro, trasladando a este río la frontera franco-española, como en los tiempos del Imperio Carolingio ―operación que se completaría con el casamiento del príncipe Fernando con una princesa de su familia, pero que no se llevaría a cabo por la negativa de Luciano Bonaparte a dar su consentimiento a que la elegida fuera su hija mayor Carlota―. Para realizar su plan de desmembración de España Napoleón aprovechó la oportunidad que le ofrecía el Tratado de Fontainebleau, firmado el mismo día en que se descubrió el «complot de El Escorial», que permitía que un ejército francés atravesara España para conquistar el Reino de Portugal. A pesar de que el 30 de noviembre el mariscal Junot ya había entrado en Lisboa, entre el 22 de diciembre de 1807 y el 6 de febrero de 1808 cruzaron la frontera franco-española tres nuevos cuerpos de Ejército. El 20 de febrero el mariscal Joachim Murat era nombrado lugarteniente general de las tropas francesas que se encontraban en España (entre 80 000 y 100 000 hombres).
Mientras tanto Napoleón intentó estar bien informado de lo que sucedía en el país. Un ayudante suyo que había enviado a España le dijo a su vuelta el 20 de diciembre: «España, en sus desgracias, mira a S.M.I. [Napoleón I] como el único que puede salvarla; se espera que se dignará tomar al príncipe de Asturias bajo su protección, elegirle una mujer y librar a España de la tiranía que la oprime… No puede hacerse idea de la ruina en que se encuentra España». En un documento que hace llegar a Carlos IV a finales de febrero de 1808 bajo el título Especies y cuestiones proponibles Napoleón «descubre su juego», en palabras de Miguel Artola, y le plantea intercambiar Portugal por las provincias fronterizas con Francia. Para sellar el acuerdo le propone el restablecimiento de «un pacto equivalente al viejo pacto de familia… y aún más perfecto todavía».

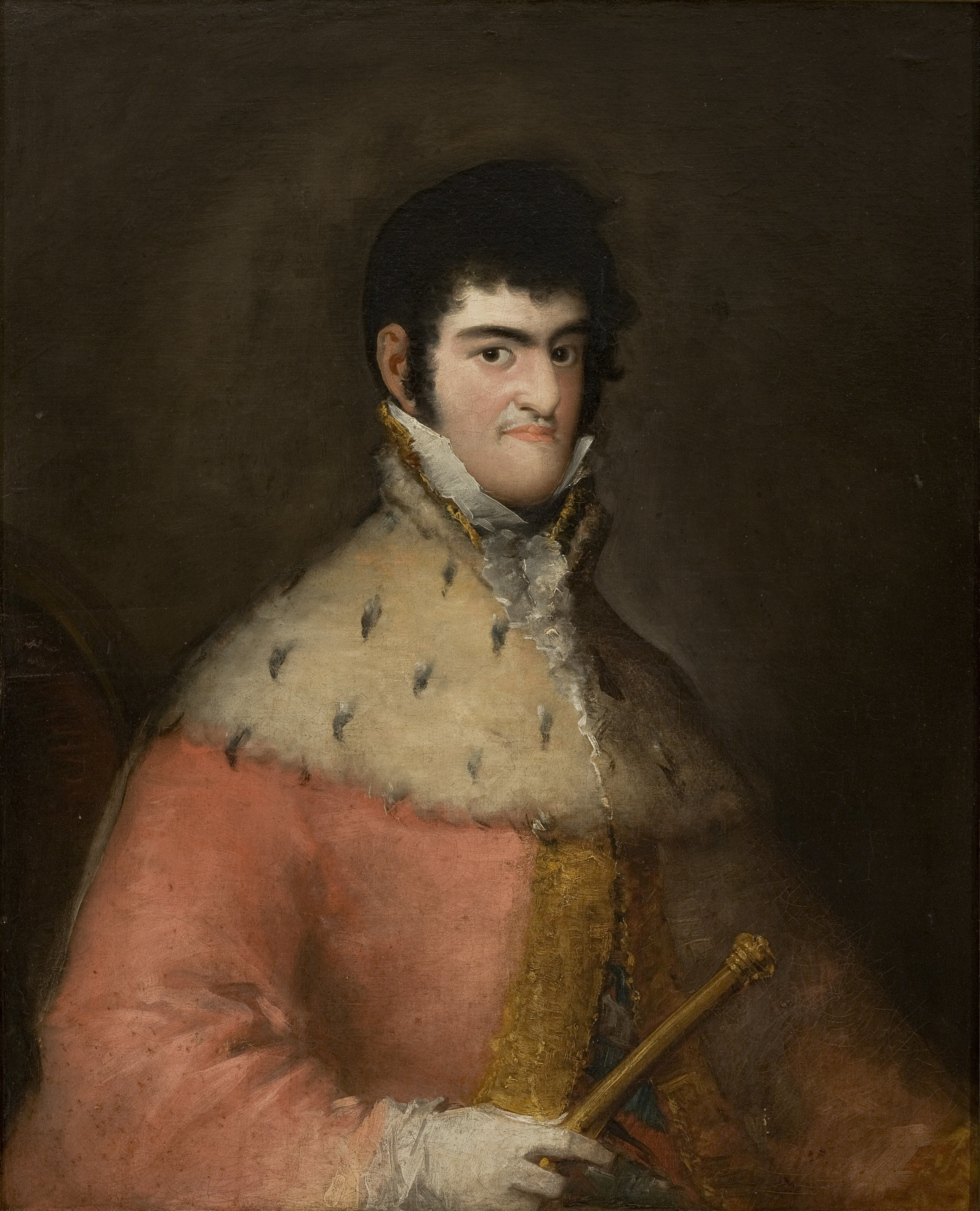
Retrato de Fernando VII por Goya (1808). Como consecuencia del motín de Aranjuez (18-19 de marzo de 1808) su padre Carlos IV abdicó en él la Corona española. Napoleón no lo reconoció como rey de España y siguió refiriéndose a él como príncipe de Asturias.

El «caos», en palabras de Artola, provocado por los sucesos conocidos como el «motín de Aranjuez» ―la destitución de Godoy y la abdicación de Carlos IV a favor del heredero al trono, Fernando― es lo que decide finalmente a Napoleón a sustituir a los Borbones por un miembro de su familia. «Ya carecía de sentido la anexión de una parte del reino, porque el emperador no podía confiar en Fernando tras sus reprobables manejos para destronar a su padre y la crueldad mostrada con Godoy. Sólo cabía prescindir de la Casa de Borbón y aplicar en España el sistema seguido en otros lugares, esto es, situar en el trono a miembro de la familia de Napoleón», ha afirmado Emilio La Parra López. Al parecer fue su ministro Talleyrand el primero que le aconsejó que tomara esa determinación. En una Memoria que le entregó a Napoleón le decía: «No hay en el trono más que una sola rama de la casa de Borbón, la de España, que, colocada a nuestras espaldas, cuando se trate de hacer frente a las potencias de Alemania, será siempre amenazadora… Ha llegado el momento de declarar que la última casa de Borbón ha cesado de reinar… Un príncipe de la casa imperial ocupando el trono de España completaría el sistema del Imperio… Para todo esto bastaría un ejército de 30 000 hombres». El ministro Champagny, tras el «motín de Aranjuez», le presenta un amplio informe, en cuya redacción ha intervenido el propio Napoleón, justificando la decisión: «He expuesto a V.M. las circunstancias que le obligan a tomar una gran decisión. La política lo aconseja, la justicia lo autoriza, los disturbios de España fuerzan la necesidad. V.M. debe, pues, proveer a la seguridad de su Imperio y salvar a España del influjo inglés».
Nada más conocer lo acontecido en Aranjuez, Napoleón le escribió al mariscal Joachim Murat, que el 23 de marzo había entrado en Madrid al frente de una gran desfile militar: «Estoy perplejo... ¿Debería ir a Madrid? ¿Debería aparecer como el Gran Protector y arbitrar entre padre e hijo? Sería difícil devolver a Carlos IV al trono: su gobierno y su favorito son tan impopulares que no durarían ni tres meses. Por otro lado Fernando es el enemigo de Francia y es por eso que le han hecho rey... La revolución [de Aranjuez] demuestra que el los españoles tienen espíritu. Tienes que tratar con un pueblo rejuvenecido. España esta llena de coraje y hallarás allí todo el entusiasmo que se ha levantado en un pueblo poco acostumbrado a las pasiones políticas. La aristocracia y el clero están por encima de todos en España. Si temen por sus privilegios y por sus vidas, levantarán el país contra nosotros y provocarán una guerra que podría durar para siempre. Tengo algunos partidarios en España, pero, si aparezco como conquistador, los perderé». Michael Glover comenta: «esta visión realista tan pronto como llegó desapareció. El 29 de marzo, el mismo día que le recomendaba prudencia a Murat, le ofrecía la corona de España a uno de sus hermanos».

### Designación de José Bonaparte
Algunos historiadores han afirmado ―basándose en las Memorias de André-François Miot de Melito, hombre de confianza de José Bonaparte― que Napoleón le ofreció la Corona de España a su hermano mayor en la reunión que mantuvieron en Venecia a principios de diciembre de 1807, pero los historiadores que niegan que se produjera entonces tal ofrecimiento argumentan que en las cartas que se cruzaron los dos hermanos en los meses siguientes no solo no se menciona el asunto ―lo que sería extraño al tratarse de una correspondencia privada y secreta―, sino que José le habla de sus planes a largo plazo en su reino de Nápoles sobre los que Napoleón le da su opinión ―algo absurdo si ya hubieran acordado el cambio de coronas―. Al primero que le ofreció la Corona de España fue a su hermano Luis Bonaparte, entonces rey de Holanda. En la carta que le envía con fecha de 27 de marzo, el mismo día en que ha recibido la noticia de la abdicación de Carlos IV, le dice:

Convencido de que no tendré paz firme con Inglaterra si no es verificando una gran transformación en el continente, he decidido colocar un príncipe francés en el trono de España. El clima de Holanda no os conviene. Por otra parte, Holanda no conseguirá resurgir de sus cenizas… En este estado de cosas, pienso en vos para el trono de España. Serás el soberano de una nación generosa de once millones de almas, y con importantes colonias en ultramar.. Dime lo que piensas del plan. ¿Si te nombro Rey de España, aceptarías? ¿Puedo contar contigo?... No menciones el asunto de esta carta a nadie. Una cosa como esta se ha de hacer antes de admitir haberla hecho.

Luis Bonaparte rechazó la oferta con firmeza. «No soy un gobernador de provincias; para un rey no hay más promoción que el cielo. Todos son iguales. ¿Con qué derecho podría pedir un juramento de fidelidad a otro pueblo si no permanezco fiel al que he dado a Holanda al subir al trono?». Ante esta negativa Napoleón recurre a su otro hermano Jerónimo Bonaparte ―en una fecha indeterminada pues no se ha encontrado la carta original del ofrecimiento―, pero este también rechaza la Corona española. Es entonces cuando Napoleón escribe a José ofreciéndole cambiar el reino de Nápoles por el Reino de España e Indias. Thierry Lentz comenta: José es «el único de sus hermanos capaz de cumplir tal misión: la experiencia napolitana había demostrado su capacidad para gobernar». Por su parte, Manuel Moreno Alonso advierte: «Con un desconocimiento profundo de las cosas de España y de sus Indias, Napoleón pensó que poniendo en manos de su hermano José aquella joya, las consecuencias para el Imperio [francés] serían fabulosas. Napoleón no comprendió tampoco la situación de aprieto permanente del Tesoro español. Para él todo era consecuencia de los malos gobiernos de España».

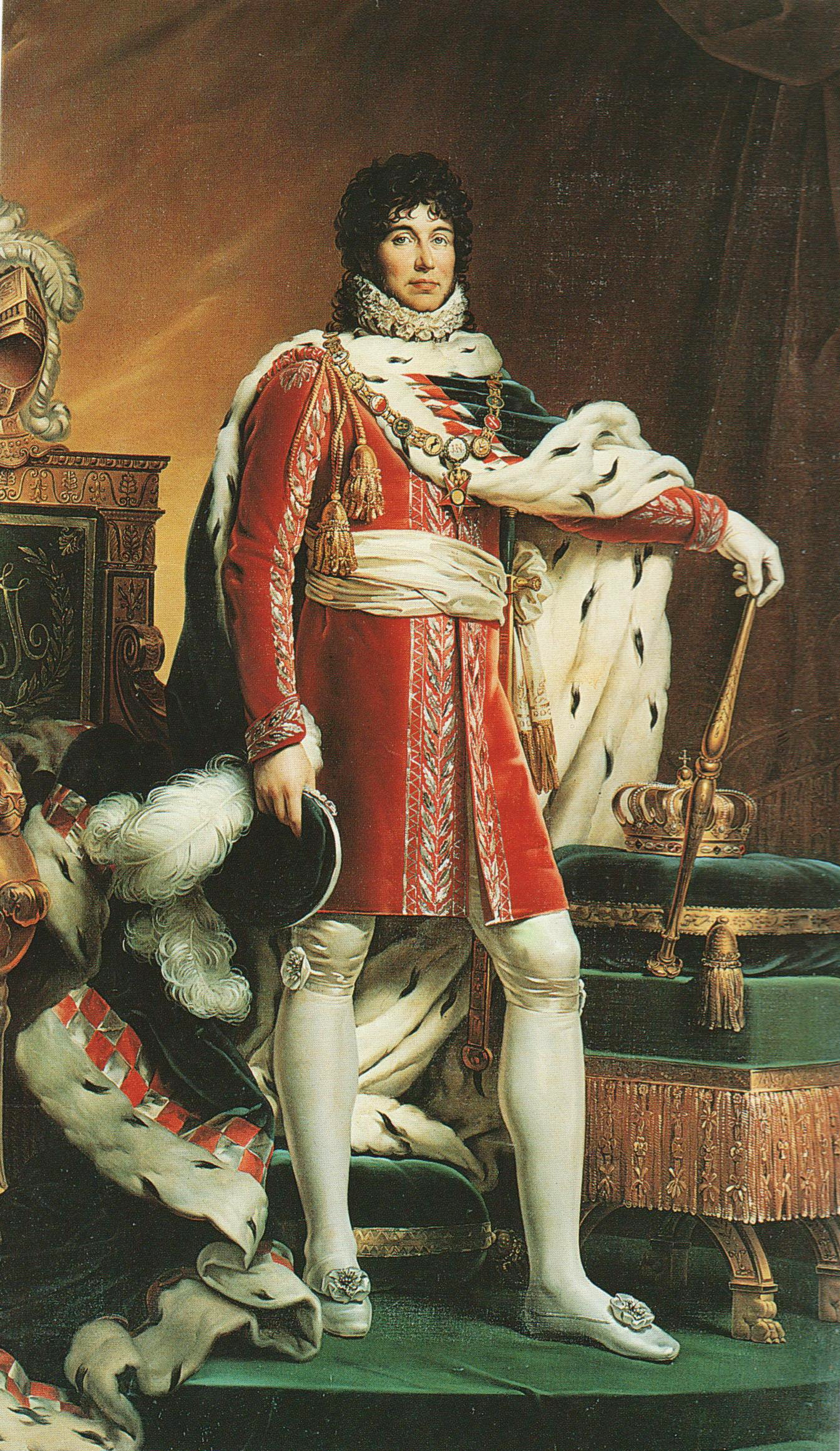
El mariscal Joachim Murat como Rey de Nápoles. Murat, lugarteniente de Napoleón en España, se encargó del proceso de designación de los notables de la Asamblea de Bayona que legitimaría el cambio de dinastía. Murat esperaba haber sido él el nuevo rey de España. Como compensación Napoleón lo nombró rey de Nápoles, ocupando el trono que dejaba vacante José Bonaparte.

La primera carta a su hermano José se la envía Napoleón el 18 de abril ―el 3 de abril, según Lentz―: «Las circunstancias quieren que cubra Europa con mis tropas. No sería imposible que os escribiese dentro de cinco o seis días para que vinieseis a Bayona». Le vuelve a escribir el 6 de mayo para decirle que ha conseguido que el rey Carlos IV le ceda los derechos de la Corona española y que también lo ha hecho su hijo Fernando VII. «Nos acercamos al desenlace», le dice. También le informa de que cuatro días antes, el 2 de mayo, se ha producido en Madrid una «gran insurrección» que ha sido aplastada por el mariscal Joaquim Murat, su lugarteniente en el reino de España. Más de dos mil individuos del «populacho» fueron muertos, le dice, y «hemos tomado ventaja de esta ocurrencia para desarmar la ciudad». El 11 de mayo —el 10 de mayo, según Lentz— es cuando Napoleón le dice claramente a su hermano José que lo va a nombrar rey de España y le pide que acuda a Bayona:

La nación, por medio del Consejo de Castilla, me pide un rey. Es a vos a quien destino esta corona. España no es lo que el reino de Nápoles; se trata de once millones de habitantes, más de 150 millones de ingresos, sin contar con las inmensas rentas y las posesiones de todas las Américas. Es una corona que, por los demás, os establece en Madrid a tres días de Francia, que cubre totalmente una de sus fronteras. Estando en Madrid, estáis en Francia; Nápoles es fin del mundo. Deseo pues que inmediatamente después de haber recibido esta carta, dejéis la regencia a quien queráis, el mando al mariscal Jourdan, y que partáis para dirigiros a Bayona. [...] Vuestro viaje excitará demasiada sospecha, pero diréis que vais al norte de Italia para conferenciar conmigo sobre cuestiones de la mayor importancia.

Al día siguiente, 12 de mayo, Napoleón, en posesión de «todos los derechos» de la Corona española, le pidió al Consejo de Castilla, «la institución más representativa del Antiguo Régimen español», que designara a su hermano José como nuevo rey de España y que enviara a Bayona de cien a ciento cincuenta diputados para que ratificaran el cambio de dinastía. Esta decisión de que fuera le Consejo de Castilla el organismo que convocara la que sería conocida como la «Asamblea de Bayona» se debió al empeño de Napoleón «en respetar la "cadena de mando" prevista por la legalidad tradicional española y establecer una continuidad histórica sustancial entre la vieja y la nueva dinastía».
A pesar de las presiones del mariscal Murat ―de quien había partido la idea de convocar una asamblea de notables para dotar de legitimidad el cambio dinástico―, el Consejo dio una respuesta bastante vaga a la petición del Emperador, aunque esta satisfizo a Napoleón. Por otro lado, la noticia de que el designado para ocupar el trono español iba a ser José Bonaparte sorprendió a Murat, convencido como estaba de que iba a ser él el nuevo monarca español ―Murat acabará ocupando el trono de Nápoles por designación de Napoleón―. La convocatoria de la que sería conocida como la «Asamblea de Bayona» fue publicada en La Gaceta de Madrid el 24 de mayo e iba firmada por la Junta de Gobierno que presidía Murat. Un día antes había salido de Nápoles José Bonaparte.
Cuando a mediados de mayo se conoce lo ocurrido en Bayona la rebelión antifrancesa se extiende por toda España, mientras que el nuevo rey no llegará a Madrid hasta finales de julio. Este «interregno», según Miguel Artola, fue «el primer error napoleónico». «En este momento, cuando era más necesaria la existencia de un Gobierno fuerte, capaz de mantener el orden, la autoridad máxima es el general en jefe de los ejércitos franceses [Murat], poder extraño al país, y que, por añadidura, está enfermo y no se ocupa del gobierno. El pueblo ―abandonado por sus reyes, que han abdicado―, sin el nuevo monarca ―que no llegará hasta el 20 de julio―, se encuentra, durante casi dos meses, ante un extraño e inesperado interregno, ante un trono vacío». Los cada vez más frecuentes y angustiosos despachos del nuevo embajador francés en Madrid conde de La Forest pidiendo a Napoleón que acelerara el proceso no surtieron efecto. «Cuando llegue José será demasiado tarde. La nación abandonada ha tenido tiempo de decidir por sí propia acerca de su futuro, y su respuesta es la guerra», concluye Artola.

### Proclamación de José Napoleón I y aprobación de la «Constitución de Bayona»

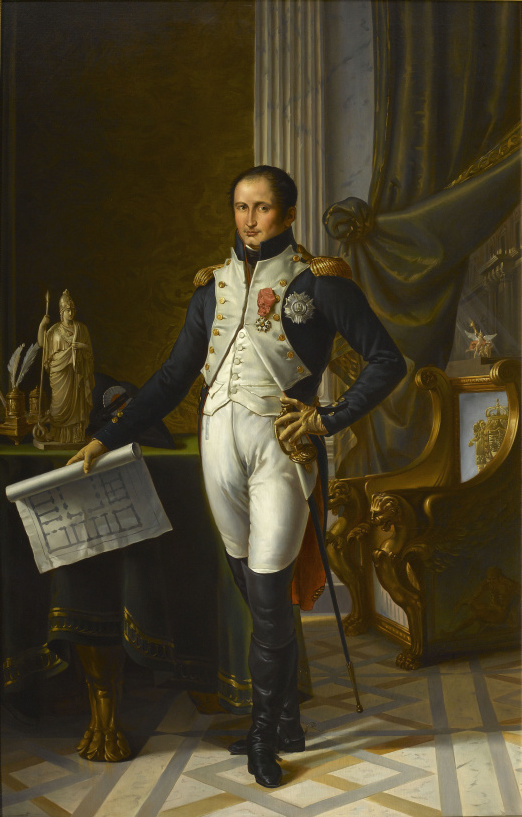
Retrato de José Bonaparte, rey de Nápoles, por Jean Baptiste Joseph Wicar (Museo Nacional de Versalles, 1808).

El 25 de mayo de 1808 Napoleón hizo pública una proclama «a los españoles» en la que les comunicaba que contaba con «todos los derechos» a la corona española y que había «mandado convocar una asamblea general de diputaciones de las provincias y de las ciudades» para conocer por sí mismo cuáles eran «vuestros deseos y cuáles vuestras necesidades». Una vez convocada esta «asamblea general», Napoleón anunciaba que entonces cedería «todos» sus derechos y colocaría la «gloriosa» corona de España «en las sienes de otro yo mismo [cuyo nombre no desvelaba], garantizándoos una constitución que concilie la santa y saludable autoridad del soberano con las libertades y privilegios del pueblo». Napoleón se presentaba como el «regenerador» de la monarquía española.
Pero la extensión de la rebelión antifrancesa por toda España, que el manifiesto de Napoleón no consiguió aplacar, impidió que el proceso de elección de los diputados se realizara con normalidad y hasta una treintena de ellos serían nombrados directamente por el mariscal Joachim Murat, lugarteniente de Napoleón en España. Al final, de los 150 diputados convocados, solo llegarían a Bayona 91, entre otras razones porque algunos de ellos fueron detenidos por los «insurgentes» y obligados a regresar a sus lugares de origen. «En suma, una Asamblea compuesta por individuos caracterizados de las elites políticas, económicas y culturales. Algunos de ellos asistieron plenamente convencidos porque habían asumido el discurso napoleónico de la regeneración del país. Pero el hecho de que la mayoría acabara a corto plazo, y, sobre todo, después de la batalla de Bailén, por alimentar las filas de la resistencia o la inhibición, nos lleva a un complejo marco de motivaciones y actitudes…».
José Bonaparte llegó a Bayona el 6 de junio ―el 7 de junio, según Lentz―. Dos días antes Napoleón había promulgado el decreto en el que proclamaba «a nuestro muy amado hermano José Napoleón» «rey de las Españas y de las Indias». En el decreto se decía: «La Junta de Estado y el Consejo de Castilla, la villa de Madrid..., habiéndome hecho conocer por mensajes que el bien de España exigía que se pusiese un rápido fin al interregno, hemos decidido proclamar, como proclamamos por la presente, a nuestro bien amado hermano José Napoleón, actualmente rey de Nápoles y Sicilia, rey de las Españas y de las Indias». Según Ángel Bahamonde y Jesús A. Martínez, «resulta indudable que [el decreto] formaba parte de una estrategia napoleónica de integrar en el sistema imperial la península Ibérica, traspasando a España el modelo familiar ya ensayado en otros territorios europeos que asociaba la estabilidad imperial a una endogamia familiar de testas coronadas».
El decreto de Napoleón del 4 de junio de 1808 garantizaba «al rey de las Españas la independencia y la integridad de sus Estados, sea de Europa, sea de África, sea de América». Así, la entrada en Bayona de José Bonaparte, acompañado de su hermano que había salido a su encuentro, se hizo con la solemnidad que le correspondía al nuevo rey de España ―las tropas le rindieron honores, sonaron las campanas de las iglesias y se dispararon salvas de artillería, mientras el gentío lo aclamaba a él y al emperador―.
El 8 de junio los veintiséis diputados que ya se encontraban en Bayona ―a quienes el rey José les había dicho el día de su llegada: «Nos proponemos reinar para el bien de los españoles y no para el nuestro»― hicieron pública una proclama dirigida a los «Amados españoles, dignos compatriotas» a favor del nuevo rey José I, «cuyas virtudes son admirables por sus actuales vasallos».

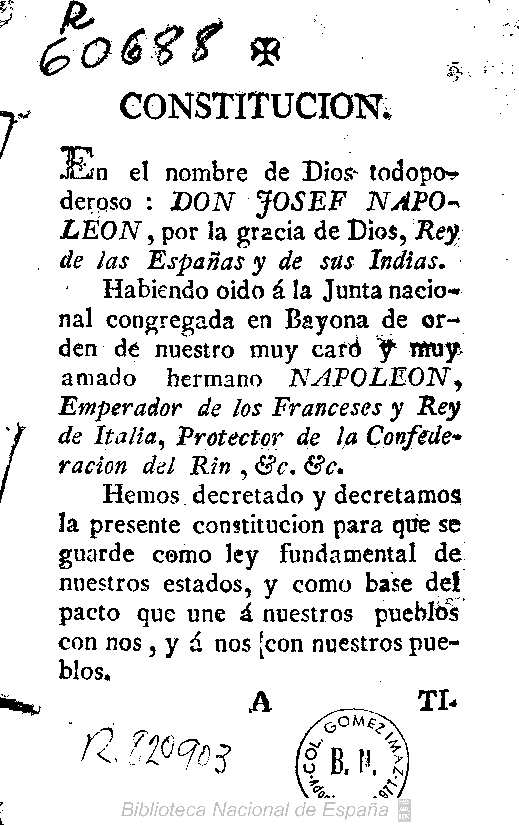
Constitución de 1808 p. 1 BNE.

Sin esperar a que llegaran todos los convocados, el 15 de junio inauguró sus sesiones la «asamblea de Bayona» ―conocida oficialmente como «Junta de Notables de España»― Estaban presentes 65 de los 150 diputados previstos. En esa primera sesión se dio lectura a la circular del Consejo de Castilla por la que se ordenaba publicar en España el decreto de Napoleón del 4 de junio en el que se proclamaba «rey de España y de las Indias» «a su amado rey José». La «Asamblea de Bayona» cerró sus sesiones el 30 de junio, con la presencia de 91 diputados, habiendo aprobado la «Nueva Constitución que ha de regir en España e Indias».
El proyecto de Constitución había sido entregado al presidente de la Asamblea Miguel José de Azanza por el propio Napoleón que había introducido algunas modificaciones en el texto original a propuesta de algunos juristas y políticos españoles. Tal vez el cambio más importante aceptado por Napoleón fue la supresión del artículo en que se abolía la Inquisición. El emperador también desistió en su propósito de implantar en España el Código Civil napoleónico. Así pues, como ha destacado Juan Mercader, «el proyecto de Constitución venía a la Asamblea bastante maduro y bien poco pudo ésta alterar». El proyecto «fue aprobado tal y como lo había presentado Napoleón». Según Ángel Bahamonde y Jesús A. Martínez, la «Constitución de Bayona» establecía una «monarquía autoritaria» en la que el rey era el «centro del poder político» debido a su capacidad «para nombrar y deponer ministros, elegir el Senado y disponer de la iniciativa legislativa». Según Juan Francisco Fuentes, «se trataba de un texto híbrido, de 147 artículos, en el que resultaba evidente la influencia del constitucionalismo napoleónico, pero también el intento de preservar aspectos incuestionables de la España del Antiguo Régimen, como la unidad religiosa o el protagonismo de la nobleza y el clero en la vida nacional».
El mismo día 30 de junio que clausuró sus sesiones la Asamblea de Bayona se leyó a los diputados una carta de Fernando VII enviada desde el castillo de Valençay, donde se hallaba recluido, en la que mostraba «la satisfacción de ver instalado» a José Bonaparte en el trono de España y «prometiendo la lealtad que le debo al Rey de España». «No podemos ver a la cabeza de ella un monarca más digno, ni más propio por sus virtudes para asegurársela, ni dejar de participar al mismo tiempo del grande consuelo que nos da esta circunstancia», decía la carta ―que circuló por Madrid tras la entrada de José I en la capital―. El historiador británico Michael Glover comenta: «Incluso los Borbones españoles nunca se hundieron más bajo que esto». Por su parte, el presidente de la Asamblea Azanza propuso que se acuñaran dos monedas para ofrecérselas a Napoleón.

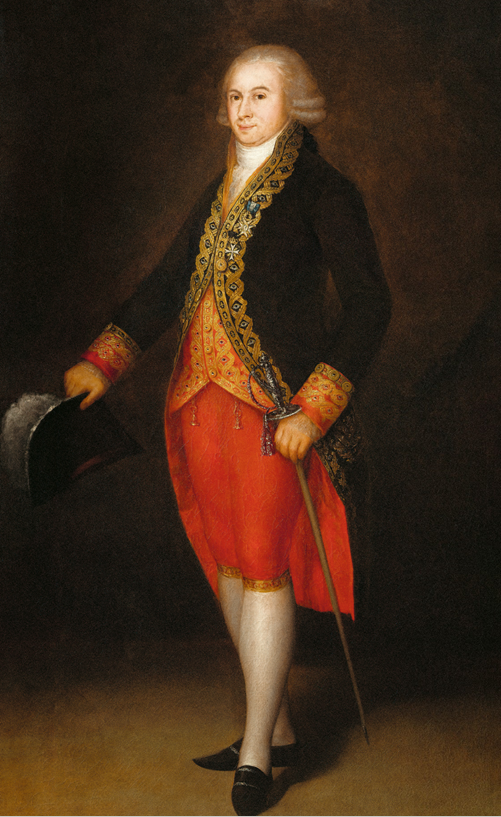
Retrato de Mariano Luis de Urquijo, ministro-secretario de Estado, por Francisco de Goya (Real Academia de la Historia, 1799).

El 7 de julio José I Bonaparte, rey de España «por la gracia de Dios y por la Constitución del Estado», prestó solemne juramento en el Ayuntamiento de Bayona (en francés), según lo prescrito en la Constitución, ante el arzobispo de Burgos (uno de los dos únicos eclesiásticos, junto con el obispo de Pamplona, que había acudido a Bayona, de los ocho arzobispos y obispos previstos):

Juro por los Santos Evangelios respetar y hacer respetar nuestra santa religión, observar y hacer observar la Constitución, conservar la integridad y la independencia de España y de sus posesiones, respetar y hacer respetar la libertad individual y la propiedad, y gobernar sólo con miras al interés, la felicidad y la gloria de la nación española.

Después del juramento, tras una misa pontifical oficiada por el arzobispo de Burgos, los diputados juraron a su vez fidelidad al nuevo monarca: «Juro fidelidad y obediencia al rey, a la Constitución y a las leyes». Algunos de ellos le aseguraron que «España entera acogería con entusiasmo al nuevo soberano». Pero lo cierto era, como ha destacado Rafael Abella, que se abría un profundísimo «cisma en el cuerpo social hispano». «Frente a los que se llamaban a sí mismos “patriotas” [que no reconocían la legitimidad de José I y defendían los derechos de Fernando VII], empezó a nombrarse despectivamente de “afrancesados” o “josefinos” a los que se dispusieron a colaborar con el régimen encarnado por José I».
En Bayona, José I nombró, entre las personalidades «de mejor concepto y de mérito distinguido del país», su primer gobierno integrado por ocho ministros, algunos de los cuales eran hombres del primer gabinete de Fernando VII (Pedro Cevallos, en Negocios Extranjeros, aunque pronto se pasó a la causa «patriota» ―Napoleón había aceptado con reservas su nombramiento―; Gonzalo O'Farrill, en Guerra; Miguel José de Azanza, en Hacienda; Sebastián Piñuela Alonso, en Gracia y Justicia) y otros que habían vuelto a la corte tras la caída de Godoy, como Mariano Luis de Urquijo, que ocuparía la Secretaría de Estado ―nuevo cargo en España, intermediario entre el rey y los demás ministros, sin que esto supusiera que él presidía el gobierno, lo que correspondía únicamente al rey― y el conde de Cabarrús, que ocupó el Ministerio de Hacienda, pasando Azanza al Ministerio de Indias ―de todos los ministros Cabarrús era el único conocido personalmente por el rey, por lo que desde el primer momento tuvo un gran ascendiente sobre José I―. Napoleón influyó en algunos nombramientos como el del almirante José de Mazarredo, como ministro de Marina, a quien apreciaba. El Ministerio de Policía quedó vacante y más adelante lo ocuparía Pablo Arribas. La composición del gobierno se hizo pública el 4 de julio.
Hubo contactos con Jovellanos, el ilustrado español de mayor prestigio, para que se sumara al gobierno josefino ―el rey le ofreció la cartera de Interior―, pero se mantuvo fiel a la causa «patriota» ―en su opinión la nación se había declarado en contra de José I «con una energía igual al horror que concibió al verse cruelmente engañada y escarnecida»―. Cabarrús, amigo de Jovellanos, intentó convencerle con una carta en la que, tras afirmar que «nuestra infeliz península va a ser el teatro de una guerra cruel y de cuantos excesos la acompaña», le aseguraba que José Bonaparte era «el más sensato, el más honrado y amable que haya ocupado el trono, que usted amaría y apreciaría como yo si le tratase ocho días… Este hombre va a ser reducido a la precisión de ser un conquistador, cosa que su corazón abomina, pero que exige su seguridad». Terminaba diciéndole: «Yo me hallo embarcado, sin haberlo solicitado, en este sistema, que he creído y creo aún la única tabla de la nación…». Jovellanos le contestó: «España lidia por su Constitución, por sus leyes, por sus costumbres, por sus usos, en una palabra por su libertad… Pues qué, ¿España no sabrá mejorar su Constitución sin auxilio extranjero? Pues qué, ¿no hay en España cabezas prudentes, espíritus ilustrados capaces de establecer su excelente y propia Constitución, de mejorar y acomodar sus leyes al estado presente de la nación?». Jovellanos también le escribió al almirante Mazarredo, asimismo amigo suyo, a quien le dijo que «la guerra civil era inevitable». Finalmente el Ministerio del Interior lo ocuparía Manuel Romero Echalecu, sumándola a la de Justicia tras la retirada de Sebastián Piñuela. En diciembre de 1809 sería sustituido por José Martínez de Hervás, marqués de Almenara.
En cuanto a los miembros de su corte José I nombró a algunos grandes de España, aunque sólo el duque de Frías permanecería a su lado mientras los demás irían pasando al bando «patriota». Por un decreto del 18 de agosto de 1809 José I suprimiría la Grandeza de España y solo reconocería los títulos otorgados por él mismo, aunque se daba la opción de presentar una nueva solicitud, exhibiendo sus antiguos nombramientos. De esta forma muchos títulos quedaron confirmados.

### De Bayona a Madrid

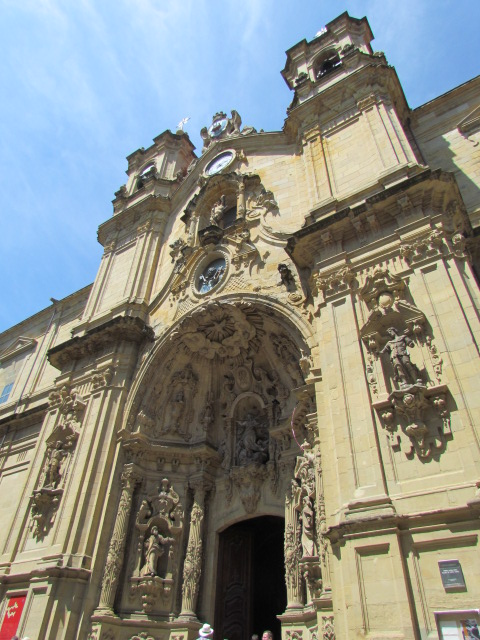
Basílica de Santa María del Coro de San Sebastián donde José I fue recibido bajo palio y se celebró una misa en su honor el 10 de julio de 1808.

José Napoleón I salió de Bayona a las cinco de la mañana del sábado 9 de julio de 1808 acompañado de un enorme séquito compuesto por un centenar de carruajes escoltados por 1500 soldados imperiales y precedidos por una brigada de caballería ―con él iban los miembros de la Asamblea de Notables―. Napoleón se despidió de su hermano en la frontera y allí le impuso la cruz de la Legión de Honor. A las doce del mediodía entró en España. Nada más cruzar el puente del río Bidasoa recibió al virrey y a los miembros de la Diputación del Reino de Navarra y a continuación se dirigió a San Sebastián donde fue recibido con todos los honores ―al día siguiente, 10 de julio, se celebró una misa en su honor en la iglesia de Santa María donde había entrado bajo palio―. En esa misma ciudad recibió a una representación de Santander cuyos miembros le juraron fidelidad en nombre de ésta —lo que había sucedido era que pocos días antes Napoleón le había impuesto a la ciudad el pago de doce millones de reales por haber tratado irrespetuosamente al cónsul francés—. El 12 de julio llegó a Vitoria, donde el día anterior la ciudad lo había proclamado «rey de las Españas e Indias». Allí fue recibido como en San Sebastián con todos los honores. En aquel momento solo había desplegados en España 91 000 soldados franceses y no de primera clase.
Desde Vitoria José I lanzó una proclama: «Españoles, reuníos todos; ceñíos a mi trono; haced que disensiones intestinas no me roben el tiempo, ni distraigan los medios que únicamente quisiera emplear en vuestra felicidad…». En ella también insistió en las mejoras que traía consigo la Constitución de Bayona: «Hace revivir vuestras antiguas cortes, mejor establecidas ahora; instituye un senado que, siendo el garante de la libertad individual, y el sostén del trono en las circunstancias más críticas, será también, por su propia reunión, el asilo honroso con cuyas plazas se verán recompensados los más eminentes servicios que se hagan al estado. Los tribunales, órganos de la ley, impasibles como ella misma, juzgarán con independencia de todo otro poder. El mérito y la virtud serán los solos títulos que sirvan para obtener los empleos públicos». Pero también reconoció por primera vez la hostilidad de una parte de la población española hacia su monarquía (aunque la achacó a las «intrigas» de Inglaterra): «Unas pasiones ciegas, unos rumores mentirosos y las intrigas del común enemigo del continente, que sólo desea la separación de las Indias y de España, han lanzado a algunos de vosotros en la anarquía más horrible: mi corazón se desgarra ante esta realidad; pero ese mal, por grande que sea, puede cesar en un minuto…».
Salió de Vitoria el 14 de julio, para dirigirse a Burgos a donde llegó el día 16. De nuevo fue recibido con todos los honores, especialmente por parte del arzobispo Manuel Cid Monroy que era quien lo había consagrado como rey de España en Bayona. Allí le llegó la noticia de la victoria francesa en la batalla de Rioseco. «Es una victoria gloriosa… Es el acontecimiento más importante de la guerra española; la cosa ya empieza a enderezarse», le escribió Napoleón a su hermano José I. Pero también conoció que Medina de Rioseco había sido saqueada por los soldados franceses que habían cometido asesinatos y violaciones y que la villa había sido incendiada a su marcha. «José I quedó sumido en el horror», comenta Rafael Abella.
Partió de Burgos en la madrugada del 18 de julio ―Napoleón le había escrito: sobre todo «llegad a Madrid»― y a mediodía del miércoles 20 ya se encontraba en Chamartín, a las puertas de la capital. Entró en Madrid entre las seis y las siete de la tarde de ese mismo día. La entrada en Madrid, según comentaron los miembros de la comitiva, fue fría y escasa de gente. Miot de Mélito, confidente de José I, escribió: «Fue una escena melancólica. El silencio y las miradas desdeñosas de los habitantes eran tanto más significativas cuanto que se daba tanta solemnidad al ceremonial». El embajador francés reconoció que no hubo «demostraciones populares» y que «la afluencia de pueblo en las calles habría podido ser más considerable». Al poco de llegar a la capital José I le escribió a su hermano que la acogida que había recibido había sido muy diferente a la de Nápoles —aunque menos mala de la que esperaba—, añadiéndole a continuación: «Persuadiros de que las disposiciones de la nación son unánimes contra todo lo que se ha hecho en Bayona». Antes de la llegada a Madrid se había difundido «el grosero y sucio estribillo de seguidilla» que decía: “Anda salero, salero / no cagará en España / José Primero”. Según el testimonio del liberal conde de Toreno, «interrumpíase la silenciosa marcha con los solos vivas de algunos franceses establecidos en Madrid y con el estruendo de la artillería» francesa que le rendía honores. Quien no estaba para recibirlo era el mariscal Murat que el 29 de junio había abandonado Madrid, dejando en su puesto al general Savary, nombrado directamente por Napoleón. «Sus primeros días madrileños confirmaron al nuevo rey que su tarea sería difícil», ha afirmado Thierry Lentz.
Para intentar atraerse al pueblo de Madrid se organizaron corridas de toros que estaban prohibidas desde 1805 y se rebajó el precio de las entradas a la mitad. También se representaron obras de teatro en las que se comparaba a José I con el famoso emperador Tito que había conseguido imponer la pax romana. En un momento de abatimiento José I le escribió a Napoleón: «No hay un solo español que se declare a mi favor excepto el pequeño número de personas que viajan conmigo. […] Para salir lo mejor posible de este trance de un hombre destinado a reinar es preciso desplegar grandes fuerzas… No me asusta mi posición, pero es única en la historia: no tengo aquí ni un solo partidario…». No le ayudó en nada que sus discursos en castellano, «lengua que no le era familiar», estuvieran llenos de «vocablos y acentos de la [lengua] italiana» por lo que «en vez de cautivar los ánimos, sólo los movían a risa y burla», según el testimonio del conde de Toreno. El día 24 de julio volvía a escribirle a su hermano el emperador:

Tengo por enemiga a una nación de doce millones de habitantes, bravos y exasperados hasta el extremo. Se habla públicamente de mi asesinato, pero no es éste mi temor. Todo lo que se hizo aquí el 2 de mayo fue odioso… Los hombres honrados no son más afectos a mí que los pícaros. No, sire, estáis en un error: vuestra gloria se hundirá en España…

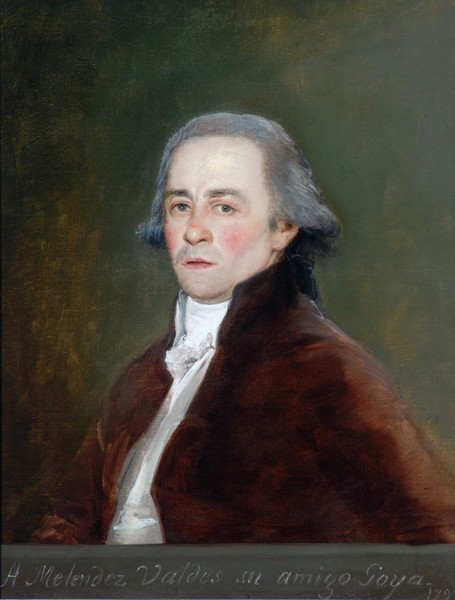
Retrato de Juan Meléndez Valdés por Francisco de Goya (1797). El poeta y jurista Menéndez Valdés fue uno de los afrancesados más destacados. Fue nombrado por José I miembro del Consejo de Estado.

Moreno Alonso matiza que «no todo el pueblo estuvo en contra de José, porque hubo componentes fundamentales de éste, gente perteneciente a la clase media, que desde el primer momento en que se produjo el levantamiento advirtió que la resistencia estaba marcada por el fuego de la revolución social, “desde los pueblos ―dirá un comerciante de Burgos―, desconociendo su verdadero interés, prefirieron la insurrección y la anarquía a la tranquilidad y buen orden”. Fue el temor a estos “patriotas” lo que decidió a gente del pueblo a colaborar finalmente con el Intruso». Josep Fontana coincide con Moreno Alonso cuando afirma que el «carácter popular de la resistencia» al cambio de dinastía fue lo que les confirmó en su decisión de apoyarla. Fue el caso, por ejemplo, de los ministros Azanza y O'Farrill, para quienes las sublevaciones populares «dieron indicios de la horrorosa anarquía que amenazaba al reino, y este fue un nuevo motivo para que la gente sensata se inclinase a abrazar un gobierno capaz de comprimir con su fuerza al pueblo». Ángel Bahamonde y Jesús A. Martínez también achacan al rechazo de la «dinámica de la insurrección» que los afrancesados apoyaran a la nueva dinastía, «tratando de evitar el peligroso vacío de poder». Juan Francisco Fuentes asimismo ha señalado que los afrancesados apoyaron a la Monarquía de José I por «el papel de los franceses como salvaguardas de la paz y el orden», pero añade que también por la posibilidad que ofrecía «de regenerar un país sumido en una profunda crisis histórica, sin romper definitivamente con el pasado, pero introduciendo algunas reformas que muchos consideraban inaplazables». Por su parte Juan López Tabar ha afirmado que los afrancesados «el vacío de poder, asociado a la anarquía cada día más incontenible en el pueblo y la imposibilidad de resistirse al poder omnipotente del Emperador, hizo que, desde su patriotismo, optaran por apoyar a la nueva dinastía en un intento de evitar males mayores».
Aunque no todas las personas notables apoyaron a José Napoleón I. «Cientos de familias se marcharon de la Corte desde antes incluso de llegar Madrid, una vez que se produjeron los sucesos de mayo». El historiador Manuel Moreno Alonso comenta: «La movilización mental que se hizo en España en su contra fue de proporciones gigantescas. A los argumentos antiguos de la galofobia tradicional, se sumó todo cuanto, por inverosímil que fuera, pudiera herir la sensibilidad de cualquier súbdito que, en principio, pudiera aceptar la alternativa de José como rey de España».
El 25 de julio José I nombró a los miembros del Consejo de Estado establecido en el Estatuto de Bayona, entre los que se encontraban Pablo Arribas, Francisco Angulo, Juan Meléndez Valdés y el canónigo Juan Antonio Llorente. Por supuesto, en su círculo más cercano había muchos franceses, algunos de los cuales los había traído de Nápoles, entre los que destacaban André-François Miot de Mélito, su principal consejero; el mariscal Jean-Baptiste Jourdan, su jefe de Estado Mayor; y Jean Deslandes, su secretario. Un español que se ganó la confianza del rey fue José Martínez de Hervás, marqués de Almenara, que acabará siendo nombrado ministro.
Ese mismo día 25 de julio, festividad de Santiago, «patrón de las Españas», tuvo lugar la ceremonia de la proclamación pública del nuevo rey «Don Josef Napoleón I, que Dios guarde». Los nobles hicieron su acatamiento en palacio, pero solo dos, el duque de Frías y el marqués de Campo Alange, asistieron al acto público. Se repartieron refrescos y dinero y pan para los pobres, hubo espectáculos gratuitos y una corrida de toros, también gratuita. El corregidor de Madrid dijo: «Señor, los interesados en el bienestar público se hallan contentos de vivir bajo un gobierno que muestra en todo ideas tan liberales y esperan con agrado los innumerables beneficios que la nación obtendrá del reinado en medio de las mayores dificultades dedica una atención tan generosa a la comodidad de los habitantes de Madrid».
Los partidarios de la monarquía josefina «no eran muchos, pero constituían la élite: la oligarquía económica, buena parte del aparato burocrático ilustrado ―funcionarios, oficiales del ejército, amplio sector del alto clero― y la minoría ilustrada». Uno de los personajes más activos en su defensa fue el canónigo Juan Antonio Llorente, empeñado en demostrar la legitimidad de la nueva dinastía bonapartista. Según Rafael Abella los que colaboraron con el rey José I lo hicieron «movidos por dos razones primordiales: primero por evitar una guerra que juzgaban estéril contra Napoleón I, y segundo por poder llevar a cabo un programa de reformas políticas y sociales de signo liberal. Su actitud aparecía a medio camino entre un reformismo ilustrado equidistante tanto del despotismo absolutista como del caos revolucionario». El dramaturgo Leandro Fernández de Moratín apoyó a José I porque esperaba de él «una extraordinaria revolución capaz de mejorar la existencia de la monarquía, estableciéndola sobre los sólidos cimientos de la razón, la justicia y el poder».

## Huida de Madrid e intervención de Napoleón (agosto-diciembre de 1808)

### La derrota de Bailén y el abandono de Madrid

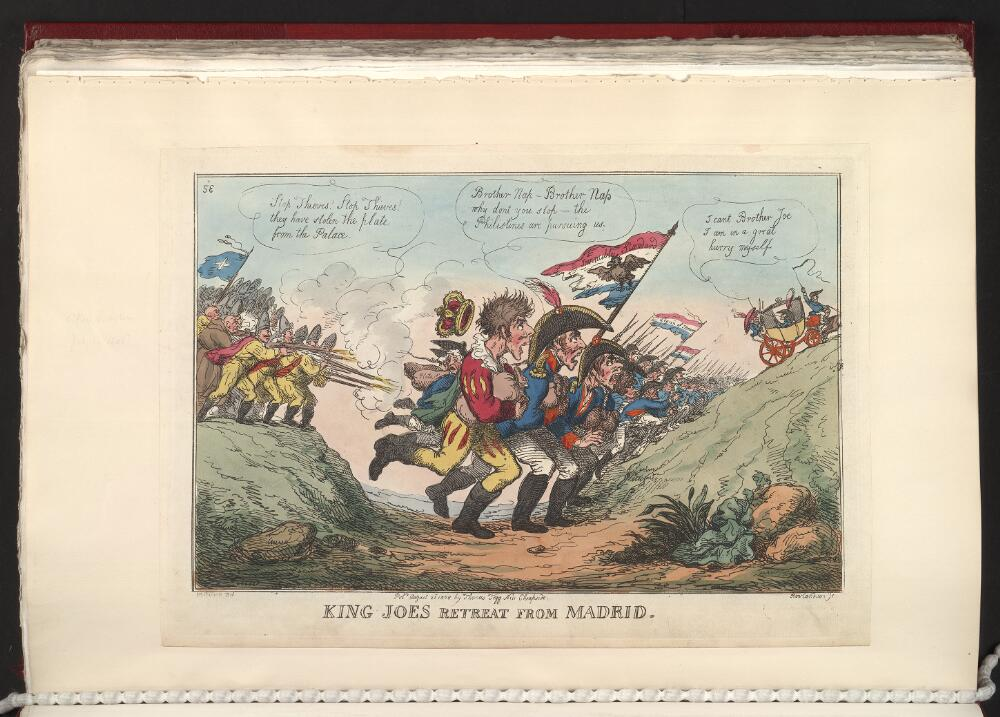
Caricatura satírica del inglés George Moutard Woodward sobre la huida de José I de Madrid tras la derrota francesa en la batalla de Bailén (agosto de 1808).

La estancia de José Napoleón I en Madrid solo duró once días. El 28 de julio se conoció la derrota de las tropas francesas mandadas por el general Pierre-Antoine Dupont de l'Étang en la batalla de Bailén ―«por primera vez un cuerpo de ejército imperial era derrotado»― y el 1 de agosto el rey, el gobierno y toda la corte abandonaron la capital ―también el embajador francés La Forest―. «Fue un tremendo error no defender Madrid, aprovechando las defensas de la ciudad», comenta Manuel Moreno Alonso. «Con menos de 20 000 hombres bajo su mando, José no podía defender [la capital]», comenta por el contrario Thierry Lentz. Madrid «estaba abierta a ser atacada por un número abrumador de tropas españolas», comenta Michael Glover. José I consultó con el general Savary la decisión de abandonar la capital. Este le recomendó que así lo hiciera. «El enemigo posee ahora una gran superioridad moral sobre nosotros. Sabe que las tropas que podemos oponerle son solo las del general Dupont. Tomará especial cuidado, por lo tanto, en no perder ninguna oportunidad de adquirir nuevos laureles que parezcan estar a su alcance», le dijo.
Según el testimonio del afrancesado Juan Antonio Llorente, en cuanto los franceses evacuaron Madrid se desataron las represalias contra muchas «personas respetables» sin otra causa que haber manifestado que la resistencia «al poder colosal de la Francia, sería la ruina de las ciudades, villas y aldeas de España». Por otro lado, a los soldados franceses hechos prisioneros en la batalla de Bailén no se les permitió volver a Francia, incumpliendo los acuerdos que sí se aplicaron a los oficiales superiores, y todos ellos permanecerán detenidos en los pontones de Cádiz y en la isla desierta de Cabrera. Muy pocos de ellos estarán con vida seis años después, cuando acabe la guerra.

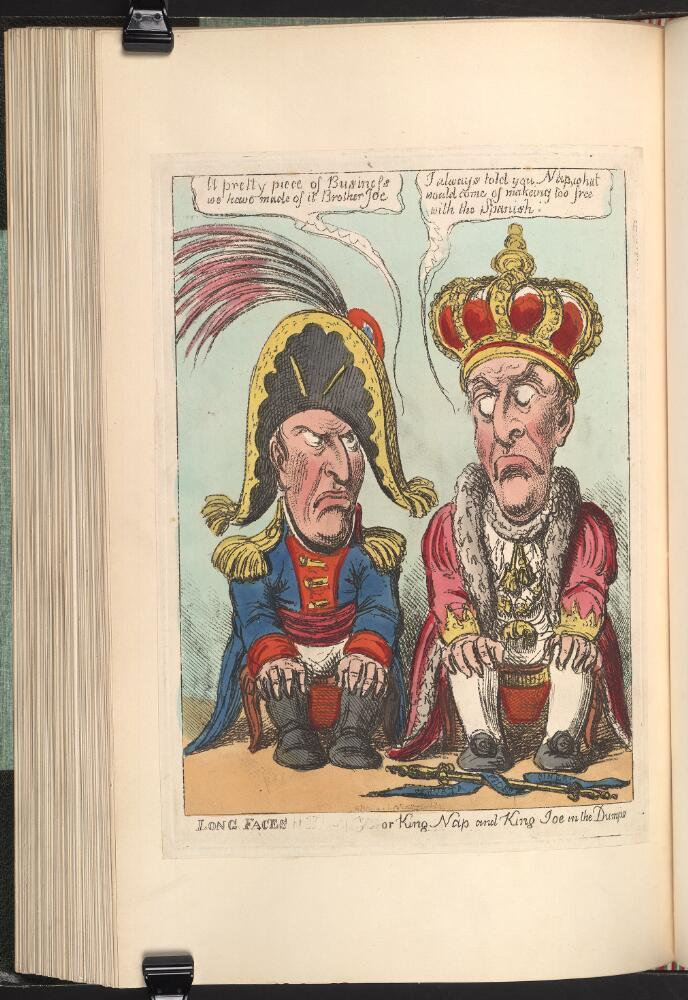
Caricatura satírica del inglés George Moutard Woodward titulada "Caras largas o el rey Nap y el rey Pepe en la basura" (agosto de 1808).

Como ha indicado Juan Francisco Fuentes, «la inesperada derrota francesa en Bailén sembró de dudas el campo afrancesado... La sensación de haber cometido un error de cálculo llevó a los más oportunistas a abandonar las filas afrancesadas para cambiar de bando». «Las defecciones alcanzaron proporciones inauditas», ha afirmado Thierry Lentz. Fue el caso de los ministros Pedro Cevallos y Sebastián Piñuela Alonso, que abandonaron a José I. Muchos funcionarios se escondieron y tampoco le siguieron. Incluso los dos mil empleados de las caballerizas reales no acudieron a sus puestos en el momento de llevar a cabo la evacuación. El resto de ministros continuó a su lado y unos le aconsejaron que pidiera ayuda a Napoleón, mientras que Urquijo le propuso que abdicara y José I se lo llegó a plantear. La contundente respuesta de Napoleón lo impidió: «El general que emprendiese semejante operación sería un criminal». En su huida hacia el norte las tropas francesas, desobedeciendo a sus mandos, cometieron todo tipo desmanes, incluyendo saqueos, violaciones y profanaciones de iglesias. También hubo robos de cosechas y de ganado y algunas casas campesinas fueron incendiadas.
José I, su gobierno y su corte, tras pasar por Burgos el 9 de agosto ―desde allí José Bonaparte le escribió una carta a Napoleón pidiéndole que le dejara volver a Nápoles, pero el emperador se negó porque además ya había designado al mariscal Joaquim Murat como nuevo soberano de aquel reino― y el 17 por Miranda de Ebro, donde fijó su cuartel general para establecer en el río Ebro la línea defensiva, se instalaron en Vitoria. Allí permanecerían más de tres meses. Tras conocerse la victoria de Bailén algunas ciudades del norte, como Bilbao, se sublevaron. La rebelión fue sofocada por las tropas napoleónicas que impusieron fuertes tributos a las villas ocupadas para que estas sufragaran su mantenimiento, lo que las hizo aún más odiosas. Tuvo que intervenir, por orden de José I, el almirante Mazarredo, ministro de Marina y natural de Bilbao, para suavizar esas medidas y conseguir que fueran aceptadas, además de lograr que las Juntas Generales del Señorío de Vizcaya reconociera a José I como su nuevo rey y señor. En el discurso que pronunció dijo: «No se os oculta pueblo de Vizcaya que estos males de aquí y los incalculables que han padecido y padece el reino vienen mucho del error en que se ha hecho caer a la opinión pública excitándola a que prevalezcan ciertos sentimientos, ya inútiles, del corazón sobre la razón y la conveniencia».
José I introdujo cambios en su gobierno. El conde de Campo Alange fue nombrado ministro de Negocios Extranjeros, el cargo que había dejado vacante Ceballos; el Ministerio de Policía General lo pasó a ocupar Pablo Arribas; Cabarrús se hizo cargo provisionalmente del Ministerio del Interior, que Jovellanos había rechazado; y el consejero de Estado Manuel Romero Echalecu fue nombrado ministro de Gracia y Justica, tras la deserción de Piñuela (retirado a un convento madrileño). Además, el 20 de octubre instituyó la Real Orden de España, con la finalidad de crear una nueva aristocracia fiel a la monarquía josefina y para premiar a los que la sirvieran ―su divisa era Virtude et fide y su distintivo una estrella de rubí sostenida por una cinta roja―. Sobre esta medida el embajador Laforest comentó lo siguiente: «Ahora tan sólo serán hechas presentes aquellas personas ligadas, de grado o por fuerza, pero irrevocablemente, al nuevo monarca». «Contra lo que podría creerse, la actitud de José en aquellas circunstancias tan difíciles fue firme. Tal vez sacando fuerzas de flaqueza, fue el primero en hacer frente a la situación», comenta Manuel Moreno Alonso. El 1 de octubre había promulgado un decreto por el que dejarían de cobrar sus sueldos o pensiones los funcionarios que no juraran fidelidad y obediencia «al rey, a la Constitución y a las leyes», tal como establecía el artículo 7 de la «Constitución de Bayona». El ministro Cabarrús escribió: «Este hombre, el más sensato, el más honrado y amable que haya ocupado el trono... va a ser reducido a la precisión de ser un conquistador, cosa que su corazón abomina, pero que exige su seguridad».
José I fue llamado despectivamente el «Rey Intruso» a partir de la derrota del ejército francés en la batalla de Bailén el 19 de julio de 1808 «y no en los dos meses anteriores, cuando la adhesión al rey fue general». No pensaba lo mismo Fernando VII quien desde su «cautiverio» en Valençay le escribió a José I para pedirle que le dejara entrar en la Orden Real de España que acaba de fundar. La carta finalizaba así: «Deseo probar a Vuestra Majestad la sinceridad de mis sentimientos y mi confianza en Vos. El devoto hermano de Vuestra Católica Majestad, Fernando». Tras la marcha precipitada de José I y de su corte de la capital comenzaron a circular coplas como las siguientes:

En la plaza hay un cartel
 que nos dice en castellano
 que José, rey italiano, 
 viene de España al dosel. 
 Y al leer este cartel
 dixo una maja a su majo
 que me cago en esa ley
 porque aquí queremos rey
 que sepa decir ¡carajo!

Es mi voluntad y quiero,
 ha dicho Napoleón, 
 que sea rey de esta nación
 mi hermano José Primero. 
 Es mi voluntad y quiero, 
 responde la España ufana, 
 que se vaya a cardar lana
 ese rey José postrero.

Ya viene por la Ronda
 José primero, 
 con un ojo postizo
 y el otro huero. 
 Ya se fue por las Ventas, 
 el rey Pepino
 con un par de botellas
 para el camino.

Por su parte el Consejo de Castilla acordaba el 12 de agosto el secuestro de «los bienes de todos los que han emigrado a Francia siguiendo los ejércitos franceses, y se les forme causa, por si pudiesen ser habidos, lo mismo que aquellas personas que han sido infieles a la patria y le han hecho traición, sirviendo a los enemigos de España, teniendo correspondencia con ellos desde los ejércitos españoles, y sobre todo, aquellos que han escrito y publicado los libelos infamatorios en los diarios y demás papeles, contra nuestros reyes don Carlos y don Fernando, contra la nación española, y han proferido especies escandalosas contra la buena memoria de estos soberanos y el honor español». Miot de Mélito, el hombre de confianza de José I, escribió: «Se hicieron violencias inútiles contra las familias de los españoles que, siguiendo al gobierno al que se habían unido, habían creído poder dejar a los suyos seguros en Madrid o no habían podido llevarlos consigo por falta de medios. Se sometió a depuraciones odiosas y a menudo ridículas a individuos desconocidos». «El hecho cierto es que las prisiones se llenaron, el Retiro tuvo que ser habilitado como punto de concentración de los arrestados, pues el rigor persecutorio llegó hasta conserjes, ujieres y simples oficinistas que, manteniéndose en sus puestos, igual habían servido al Borbón que al Bonaparte», confirma el autor actual Rafael Abella. El entusiasmo de los madrileños alcanzó su cénit el 23 de agosto cuando hizo su entrada en Madrid aclamado por la multitud el general Castaños, el vencedor de Bailén. «Creían, ¡pobres ilusos!, que con las parciales victorias obtenidas habían logrado terrorizar y hacer huir a los franceses», escribió años más tarde Mesonero Romanos, entonces un niño.
Como ha destacado Miguel Artola, «la batalla de Bailén planteó, a la recién avenida dinastía y a sus seguidores, un problema clave cuya resolución les ocupará el resto de los días de su gobierno. Se trata de la no aceptación de los cambios sucedidos en Bayona por la mayor parte de la población, negativa ésta que no podían aparentar ignorar pese a la mejor voluntad». De hecho los «patriotas» formaron una Junta Suprema Central que el 25 de septiembre proclamó como rey a Fernando VII, que estaba cautivo en el Château de Valençay. «Tres meses después de los acontecimientos de Bayona, había de nuevo en España dos soberanos, incluso si el Borbón se mantenía tranquilo en Valençay. Una nueva "mediación" de Napoleón, armada esta, se revelaba necesaria», ha afirmado Thierry Lentz.

### La intervención de Napoleón

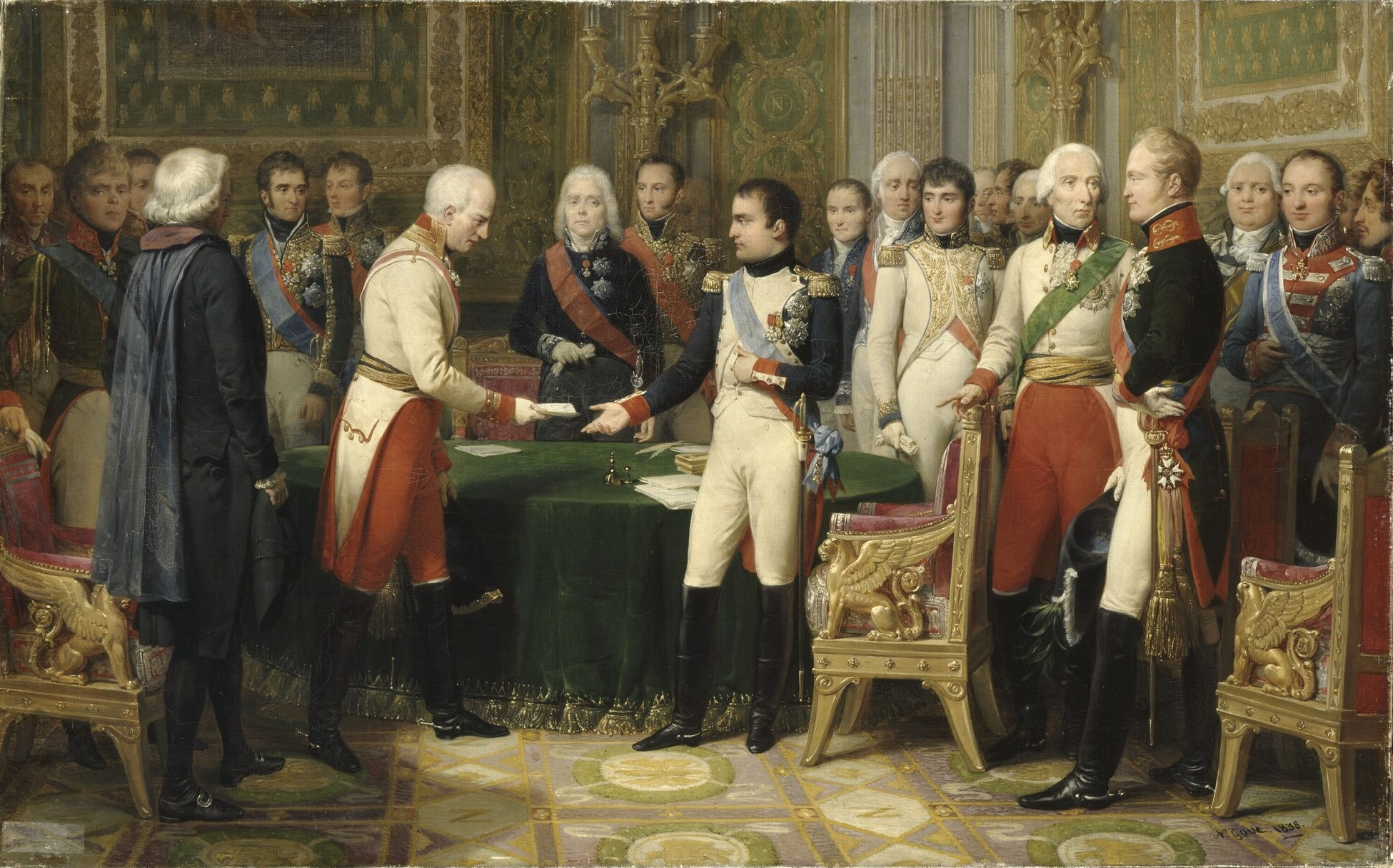
Cuadro de Nicolas Gosse sobre la Conferencia de Erfurt. Muestra el momento en que el emperador francés Napoleón Bonaparte recibe junto al zar Alejandro I de Rusia (3.º dcha.) al embajador de Austria. Durante la reunión el zar reconoció el cambio de dinastía en España.

Al conocer la derrota de la batalla de Bailén Napoleón exclamó indignado: «Dupont ha deshonrado nuestras banderas. ¡Qué inepcia! ¡Qué bajeza!». Después le dijo a uno de sus ministros que aquella «guerra de campesinos y de frailes» la iba a hacer suya, e iba a castigar a aquella «canalla». Tras asegurarse la «neutralidad benévola» de Alejandro I de Rusia en la conferencia de Erfurt en la que el zar aceptó el cambio de dinastía en España, Napoleón comunica al Cuerpo Legislativo el 25 de octubre de 1808 que dentro de pocos días saldrá de París «para ponerme a la cabeza de mi ejército y, con la ayuda de Dios, coronaré al Rey de España en Madrid y plantaré mis águilas en las murallas de Lisboa». Por una orden del 6 de noviembre Napoleón asumía efectivamente el mando del ejército. Según Miguel Artola, «Napoleón entiende que por el mismo acto ha regresado a sus manos la corona española, que nuevamente considera disponible, lo que provoca la colisión con su hermano y determina la ulterior política... El Emperador actuará en rey de España hasta que abandone Madrid en diciembre». A uno de sus ayudantes le dijo: «Es preciso que España sea francesa. Es para Francia por lo que hemos conquistado España... Soy francés por todos mis afectos, al igual que lo soy por deber... No busco más que la gloria de Francia... No se trata de volver a empezar aquí [la historia de] Felipe V».
Napoleón se puso al frente de un enorme contingente de más de 180 000 hombres, distribuidos en seis cuerpos de ejército mandados, respectivamente, por los mariscales Victor, Moncey, Soult, Mortier, Lefebvre-Desnouettes y Ney, más un cuerpo de ejército de reserva al mando del mariscal Bessières, y a principios de noviembre atravesó la frontera franco-española ―Il faut que j’y sois [‘Tengo que estar allí’] le había escrito a José I el 19 de octubre―. El día 5 de noviembre se encontró de incógnito con su hermano en Vitoria y en una audiencia pública celebrada al día siguiente el emperador se lamentó, medio en italiano y en francés, de que el pueblo de España hubiera «menospreciado tontamente las ventajas que le reportaría el cambio político por él proyectado» y arremetió «contra los frailes». «Son ellos los que os engañan; yo soy tan buen católico como vosotros, pero vuestros frailes son pagados por los ingleses; esta misma gente que se dice que viene a ayudaros, en realidad lo que pretenden es vuestro comercio y vuestras colonias».
Desde Vitoria la Grande Armée se dirigió a Burgos, derrotando a un ejército español que le salió al paso en la batalla de Gamonal. En la capital castellana Napoleón quemó el estandarte que había servido para proclamar a Fernando VII. Permaneció en Burgos dos semanas, acompañado de su hermano José, que había seguido «la marcha de las tropas, a retaguardia, sin signos externos que denotasen su regia condición». Allí Napoleón firmó un decreto por el que declaraba «enemigos de España y Francia y traidores a ambas Coronas» a los duques del Infantado y de Osuna y al ministro Pedro Cevallos, entre otros personajes, por haberse pasado al campo «patriota» tras haber jurado a José I y «haber aceptado empleos» ―«se han servido de la autoridad que se les había confiado para ir contra los intereses del Soberano y venderle», dijo Napoleón―. Todos sus bienes serían confiscados para sufragar los gastos de la guerra. Durante los quince días que estuvieron en Burgos, Napoleón y José I las tropas imperiales cometieron todo tipo de desmanes. El confidente y amigo de José I Miot de Mélito le aconsejó que abdicara, pero, según contó el propio Miot en sus memorias, «el temor de mostrar, abandonando el trono, más debilidad que filosofía, el deseo de no comprometer la suerte del pequeño número de españoles que le eran fieles, tal vez, el mismo título de rey del que deberá ser difícil desembarazarse cuando se ha detentado, decidieron a José Bonaparte a doblegarse a su destino». Pero lo cierto era que José I se sintió profundamente ofendido por haberle mantenido aparte. Entretanto el ala derecha de la Grande Armée tomaba Santander y el ala izquierda derrotaba al ejército español en la batalla de Tudela, obligando al general Palafox a refugiarse en Zaragoza y al general Castaños a retirarse a Calatayud.

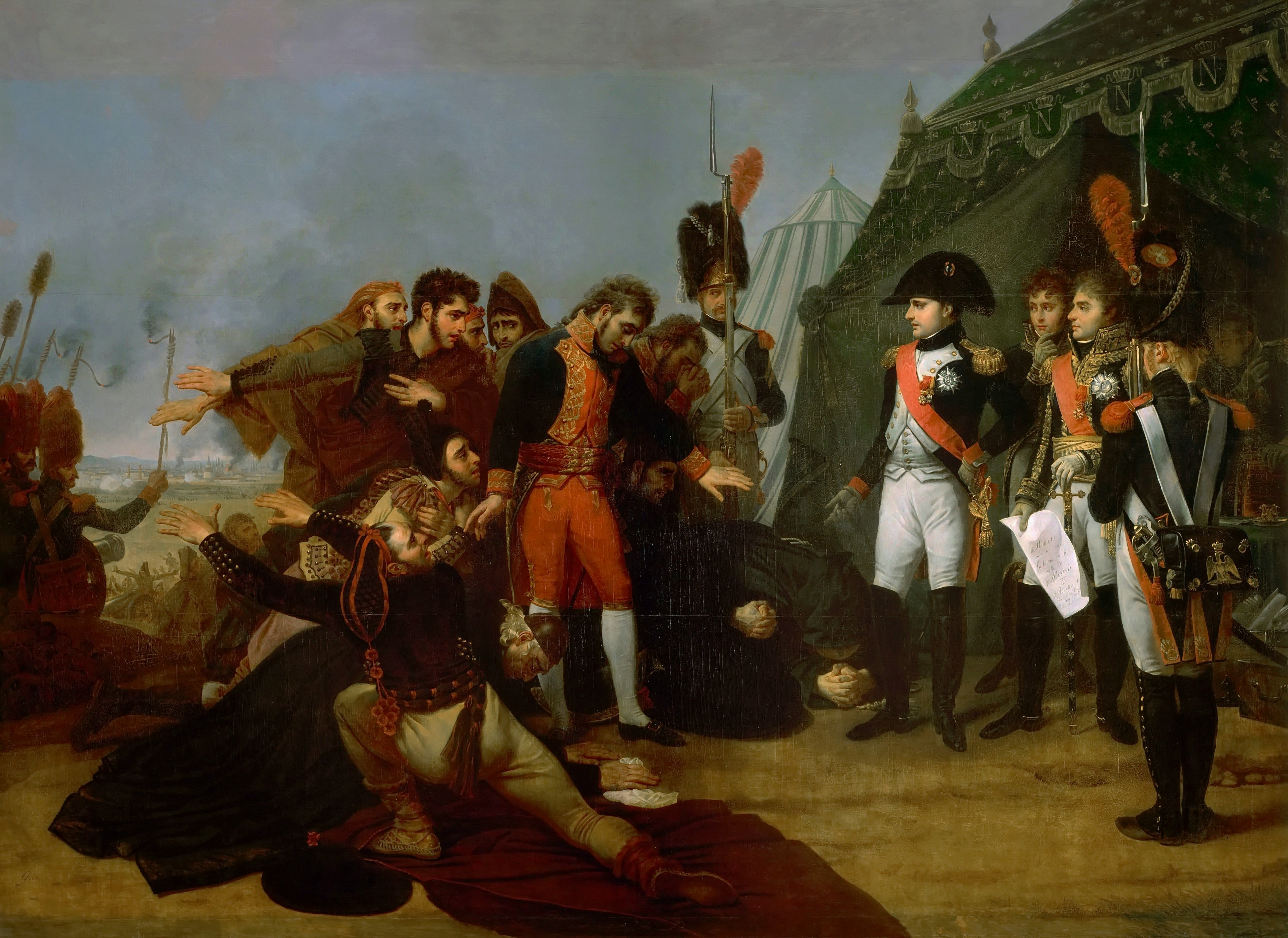
Cuadro de Antoine-Jean Gros (1810) que representa la capitulación de Madrid ante Napoleón el 4 de diciembre de 1808. "Se muestra a los españoles inclinando la cabeza y arrodillándose servilmente ante el emperador. Este lienzo expuesto en el Salón de 1810 representaba el restablecimiento del poder militar francés en España tras la derrota de Bailén. En el lienzo de Gros podemos ver como el gobernador de Madrid, Tomás Morla, al frente de la delegación española, inclina su cabeza ante el emperador que le reprende; monjes, curas, ciudadanos y majos suplican a Napoleón que evite el bombardeo de la ciudad. Esta escena servil pintada por Gros tiene sin embargo dos contrapuntos, como hiciera notar Albert Boime: tras la espalda del gobernador Morla un patriota español mira gallardo y furioso a Napoleón; mientras tanto, Napoleón adopta una pose carente de la seguridad y de la autoridad habitual".

Tras derrotar a un ejército español en la batalla de Somosierra, la Grande Armée se encontró a las puertas de Madrid el 2 de diciembre ―Napoleón, acompañado de José I, estableció su cuartel general en el Palacio del Duque del Infantado de Chamartín―. El 4 de diciembre la capital capitulaba, según los términos pactados por los comisionados de la Junta militar y política de Madrid y los delegados del Cuartel General de Napoleón. Sin embargo, las promesas hechas por Napoleón en la capitulación como la de que no se molestaría a nadie por sus ideas políticas, la de que las tropas no se alojarían en casas particulares ni en conventos o la de que los oficiales del Ejército español podrían marcharse libremente de Madrid o conservar sus grados los que decidieran quedarse, no fueron cumplidas ―doscientos generales y oficiales fueron conducidos a Francia en calidad de rehenes, como represalia por el trágico destino de los miles de soldados franceses hechos prisioneros en la batalla de Bailén abandonados a su suerte en la desierta isla de Cabrera donde muchos de ellos morirían de hambre; las casas de los «sospechosos» fueron registradas y vendidas sus pertenencias en pública subasta; etc.―.
El mismo día 4 de diciembre en que se firmó la capitulación de Madrid, Napoleón ―«irritado por la traición de algunos sectores conservadores de la sociedad española, decidió imprimir un giro más radical a las reformas previstas en el Estatuto de Bayona»― promulgó los decretos de Chamartín ―«ocho decretos abiertamente demagógicos», en opinión de Rafael Abella―, por los que, situándose por encima de la autoridad del rey José I a quien ni siquiera se mencionaba, abolía los «derechos feudales», la Inquisición y las aduanas interiores, ordenaba la organización inmediata del Tribunal de Reposición, previsto en el Estatuto de Bayona, y la prohibición de un único individuo pudiera poseer más de una encomienda, reducía el clero regular a una tercera parte, castigaba a todos los individuos que hubieran violado su juramento de fidelidad del rey ―confiscando sus bienes, constituyéndose una comisión para llevarlo a efecto― y destituía a los miembros del Consejo de Castilla «como cobardes e indignos de ser magistrados de una nación brava y generosa». Nada más llegar a Chamartín había ordenado que fueran apresados en calidad de enemigos todos los oficiales y soldados de nacimiento español, así como los suizos y valones que habían estado al servicio de la monarquía borbónica. Según Juan Francisco Fuentes, los decretos de Chamartín fueron «el acta de defunción del feudalismo y de las instituciones más representativas del Antiguo Régimen español» que se completaría más adelante con la supresión del régimen polisinodial lo que supuso el virtual desmantelamiento de la Monarquía absoluta española. Fueron publicados en un número extraordinario de La Gaceta de Madrid que salió el domingo 11 de diciembre. Félix Amat, arzobispo de Palmira y abad de San Ildefonso, afirmó: «Dios ha dado a Napoleón el talento y fuerza para ser árbitro de Europa. Dios ha querido poner en sus manos los destinos de la España».
Para intentar granjearse el apoyo de los madrileños (y de todos los españoles) Napoleón hizo pública la siguiente proclama dirigida a todos los españoles (pero eso no impidió que continuaran las detenciones, los registros y las incautaciones arbitrarias entre los presuntos «desafectos»):

En pocos meses os habéis entregado a la agonía de las facciones populares. Algunas marchas han bastado para la defección de vuestros ejércitos. He entrado en Madrid. Los derechos de guerra me autorizaban a dar un grande ejemplo y a lavar con sangre los ultrajes hechos a Mí y mi nación. Sólo he escuchado la clemencia… Bien pronto arrojaré de la Península este Ejército inglés, enviado a España, no para socorreros, sino para inspiraros una falsa confianza, para perderos. […] Os había dicho en mi proclamación del 4 de junio que quería ser vuestro regenerador, mas habéis querido que, a los derechos que me habían cedido los príncipes de la última dinastía, añadiese los del conquistador. Nada, sin embargo, alterará mis disposiciones… Españoles, vuestro destino está en mis manos: desechad el veneno que los ingleses han derramado entre vosotros: que vuestro rey esté seguro de vuestro amor y vuestra confianza y seréis más poderosos, más fuertes de lo que habéis sido hasta aquí… Una Constitución liberal os asegura una Monarquía dulce y constitucional, en vez de una absoluta: depende sólo de vosotros que esa Constitución sea vuestra Ley…

El 7 de diciembre una comisión compuesta por cuarenta personas representando a los estamentos y corporaciones de Madrid, y encabezada por el corregidor, se desplazó a Chamartín «para ponerse a los pies de su Majestad Imperial y suplicarle que les concediese la presencia del Rey José». Napoleón los recibió personalmente y pronunció un discurso en el que justificó los ocho decretos de Chamartín: la limitación del clero regular, motivada por la necesidad de fortalecer el clero secular, «la clase más interesante y más útil entre el estamento eclesial»; la abolición de la Inquisición que «el siglo y la Europa reclamaban»; las supresión de los derechos feudales, porque «el egoísmo, la riqueza y la prosperidad de un reducido número de hombres son más dañosos a vuestra agricultura que los rigores de la canícula». Terminó diciendo:

Me sería muy fácil gobernar a España, estableciendo en ella tantos Virreyes como provincias tiene. Pero yo no me niego a transferir mis derechos de conquista al Rey y a establecerle en Madrid, desde que los 30 000 vecinos y cabezas de familia, eclesiásticos, nobles, negociantes, hombres de leyes, habrán manifestado sus sentimientos y su fidelidad, y así dado ejemplo a las demás provincias españolas… La generación presente podrá variar en sus opiniones, ya que demasiadas pasiones han sido puestas en juego: pero vuestros nietos me bendecirán.

Como han destacado Ángel Bahamonde y Jesús A. Martínez, la derrota de Bailén marcó «un antes y un después en la evolución política del régimen josefino» porque significó «que el proyecto esbozado en Bayona» quedara «en suspenso temporalmente y en su lugar [tomara] cuerpo el planteamiento del Emperador basado en la guerra de conquista. En la estrategia imperial España no dejaba de ser más que una pieza satélite del sistema. Que se le concediera mayor o menor autonomía dependería de cuestiones militares. La secuencia iniciada el 2 de mayo en Madrid, la generalización de la insurrección y la derrota de Bailén le impusieron una solución militar en la que la lógica de la guerra de conquista y sus mariscales se impondrían sobre el inicial esquema de una nueva dinastía regeneradora. A ello se unían las aspiraciones de llevar la frontera sur del Estado francés hasta la línea del Ebro. […] Después de Bailén la segunda invasión dirigida personalmente por Napoleón entre agosto y diciembre de 1808 retrasó, a corto plazo, el proyecto nacional josefino, y lo cuestionó a largo plazo, al asentarse el proyecto imperial con su contenido marcadamente militar».
El 8 de diciembre José Bonaparte le escribió a su hermano: «La vergüenza cubre mi frente ante mis pretendidos súbditos. Suplico a V.M. que acepte mi renuncia a todos los derechos que me había dado el trono de España». Como no recibió respuesta, «el Rey José, despechado por el papel deshonroso que le tocaba jugar, se fue al Pardo, una mansión de caza de los monarcas españoles, enclavada en los alrededores de Madrid», ha señalado Juan Mercader Riba. Según Miguel Artola, «durante estos días José gozó de la mayor popularidad de su existencia como rey de España, y su presencia fue invocada incesantemente, ante los rumores y amenaza de división del país en feudos militares». El temor a que España fuera anexionada a Francia y fuera gobernada por un virrey lo recogió el embajador imperial en Madrid conde de La Forest. El 15 de diciembre escribió: «El miedo de que se una España al Imperio francés y sea gobernada por un virrey, produce aquí una profunda impresión sobre la clase ilustrada; el miedo de las armas actúa en particular sobre el pueblo ignorante». En un despacho anterior había escrito: «S.M. el Emperador ha logrado infundir miedo, y el temor que tienen los españoles a ser gobernados por un virrey sirve perfectamente al rey José. Por todas parte se desea su entrada en la capital».
El 22 de diciembre Napoleón abandonó Madrid para hacer frente a un ejército inglés al mando del general John Moore que había penetrado en España desde Portugal (el emperador instaló su cuartel general en Valladolid, pero cuando a mediados de enero de 1809 le llegaron noticias desde París de sospechosos movimientos de tropas en el Imperio de Austria regresó a Francia rápidamente, mientras que el mariscal Soult vencía a los ingleses en la batalla de Elviña, aunque no consiguió impedir que reembarcaran en La Coruña). Se ponía fin así a un periodo en que «España se encontró regida políticamente por un poder extraño, cuya única base era la fuerza de las bayonetas francesas, una vez desaparecida aún nominalmente toda administración nacional». Antes de marchar Napoleón le insistió a un antiguo ministro de José I en Nápoles: «El rey tiene que ser francés. Yo he conquistado España para Francia. La he conquistado con la sangre, los brazos y el oro [de Francia]». Más adelante diría: «[José I] quiere que lo amen los españoles, quiere hacerles creer que él los ama también. Pero el amor de los reyes no es un cariño de niñera». «Napoleón abandonó España para nunca más volver».

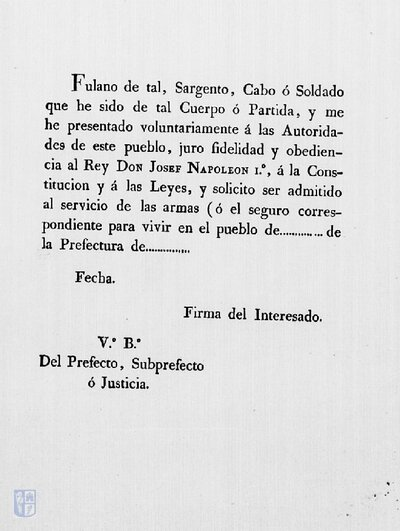
Formulario de obediencia a José Napoleón I

Al día siguiente de la salida del emperador de Madrid el ministro de Policía Arribas organizó una operación en la que los cabezas de familia de la capital juraron fidelidad a José Napoleón I en sus respectivas parroquias. Participaron unas veinte mil personas y se celebró un Te Deum de acción de gracias. Ese mismo día 23 de diciembre José I le escribió a Napoleón: «Madrid está tranquilo; 26 615 padres de familia han firmado los registros; son todos los jefes de familia. El juramento ha sido otorgado con mucha afluencia». Napoleón le respondió: «Parece que tu reino está asentado». Y a su hermano pequeño Jerome le escribió: «el asunto español está acabado». Sin embargo, como ha señalado Thierry Lentz, Napoleón dejó España «estabilizada, pero lejos de estar pacificada... Los ingleses no iba a dejar de enviar refuerzos, esta vez por Portugal —comandados por Arthur Wellesley, futuro duque de Wellington— y la guerrilla iba a amplificarse».

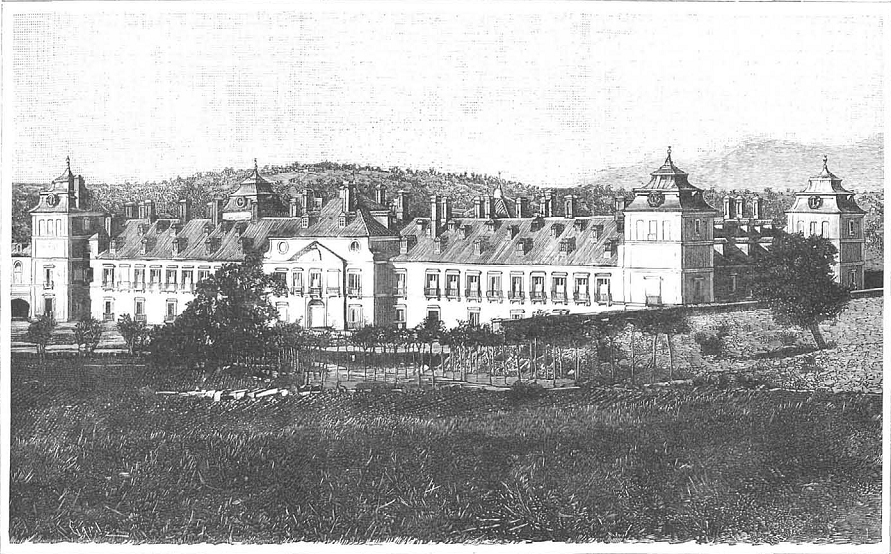
Grabado del exterior del Palacio de El Pardo a donde se retiró José I durante el tiempo en que Napoleón ejerció plenos poderes en Madrid.

El rey José I no entró en la capital hasta el 22 de enero de 1809 ―durante todo ese tiempo había permanecido retirado en el Palacio de El Pardo y «parece que los ocho decretos del Emperador, y sobre todo el rigor con que fueron aplicados, disgustaron verdaderamente a José»―. Entró «a caballo y rodeado de un gran aparato militar. Las calles no aparecieron desiertas como en la vez anterior. Hubo aplausos y vivas al rey», según Manuel Moreno Alonso. «Si es verdad que el acogimiento popular no fue nada cálido, al menos los espectadores se mantuvieron dentro de una continencia respetuosa», según Juan Mercader Riba. «A lo largo del recorrido el pueblo se fue escalonando, y si no hubo calor, tampoco se registraron ostensibles muestras de desagrado», según Rafael Abella. Pero lo cierto era, como ha destacado Thierry Lentz, que «el gobernador Belliard se había ocupado del aprovisionamiento de carne y de trigo, llenado las calles y plazas de patrullas, detenido a los recalcitrantes y, como advertencia, hecho ejecutar públicamente una veintena de rebeldes». Michael Glover, por su parte, ha señalado que José I siguió los consejos de su hermano Napoleón, quien le había dicho que entrara en Madrid con «tantas tropas como pudiera, completamente uniformadas» y «con la mayor pompa posible». «Llegado que fue al Palacio Real después de la ceremonia religiosa [en la iglesia catedral de San Isidro, durante la cual dijo que «la Corona no perderá en dignidad mientras yo la lleve», según recogió en sus Memorias Miot de Mélito], inauguró José Bonaparte su segundo reinado en España».
Durante este «segundo reinado» se podrán en evidencia las diferencias entre José I y Napoleón sobre la posición de España en relación con el Imperio francés, lo que dará lugar a malos entendidos y a la frustración mutua. «Para Napoleón, España era un país conquistado, del que obtener tributos y ser gobernado en el interés de Francia. Para José, España era, a pesar de algún resentimiento contra el cambio de dinastía, un país independiente y un buen vecino de Francia». En marzo de 1809 José I le escribirá a Napoleón:

Estoy convencido de que lo mejor para España y Francia será su unión estrecha, su íntima alianza, pero no la esclavización del uno sobre el otro. Una España esclavizada será un enemigo desde el principio. Una España libre será siempre un amigo, como su rey será siempre tu hermano. Fue la arrogancia y la brutalidad de la ocupación francesa lo que hizo a los españoles irreconciliables. Ciertamente José hizo todo lo que estuvo en su poder para ganarse a sus súbditos.

## «Segundo reinado» hasta la batalla de Ocaña (enero-noviembre de 1809)

### La vuelta a Madrid

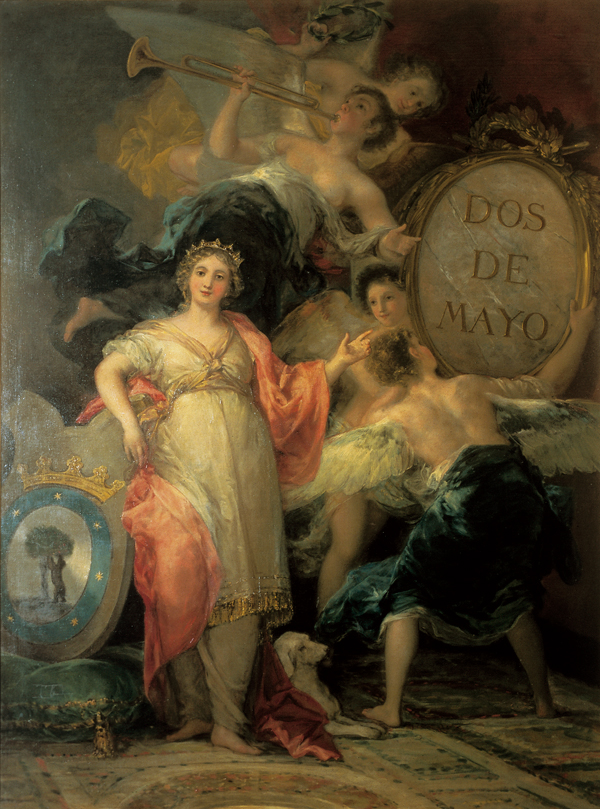
Alegoría de la villa de Madrid de Francisco de Goya. Festeja la entronización de José I Bonaparte. En el óvalo había pintado un retrato del rey José, pero fue borrado tras la pérdida de Corona y después de diversos avatares en su lugar se colocó el rótulo Dos de Mayo.

Una de las primeras decisiones que tomó José Napoleón I durante este «segundo reinado» fue sustituir a los nobles de su Casa que le habían abandonado para unirse a los «patriotas» defensores de los derechos de Fernando VII y opuestos a la ocupación francesa. El duque de Frías, fue nombrado mayordomo mayor; el marqués de Valdecarzana, Gran Chambelán; el conde de Campo-Alange, Gran Escudero; y el duque de Cotadilla, capitán de Guardias de Corps. El propio rey declaró que «los ricos hombres de España y la nobleza titulada, lejos de aprovechar su magnanimidad, habían sido por la mayor parte de la opinión de los enemigos del trono». A continuación hizo un llamamiento dirigido a los «patriotas», calificados por él como «insurgentes» y como «turba de bandidos»: «¿Qué necia locura os habrá persuadido de que pequeñas partidas conducidas de un clérigo, un estudiante, un fraile y, lo es más, un cortador han de reconquistar el reino y no arruinar como arruinan los pueblos y sus moradores?». Una forma de ganarse la simpatía de los madrileños fue frecuentar los teatros, lo que no habían hecho los monarcas españoles desde Fernando VI, hacía cincuenta años.
Para perseguir los delitos de sedición y espionaje, creó las Juntas Criminales Extraordinarias, uno de los asuntos más controvertidos de su reinado, ya que tenían el poder de imponer penas de horca inmediatas y sin apelación, pero lo hizo, «con la intención y el espíritu de quitar a las autoridades militares francesas el conocimiento de las causas de aquella especie», según Manuel Moreno Alonso. De ellas dijo el afrancesado Alberto Lista: «¡Cuántas víctimas no ha libertado aquel decreto, que arrancó de las manos de los franceses el cuchillo de la justicia! Fue una medida en apariencia rigurosa, que disminuyó notablemente los males de la guerra». Asimismo se fortaleció la policía y el ministro Arribas ordenó registros en posadas y casas sospechosas de la capital y se estableció un reglamento detallado para regular la entrada y salida de Madrid. José I también nombró comisarios regios con amplios poderes ejecutivos que fueron enviados a las diferentes provincias del reino para hacer cumplir los mandatos de la nueva administración ―aunque hubo dudas al principio, la toma de Zaragoza el 21 de febrero de 1809 por el general Jean Lannes, que puso fin al segundo sitio de la ciudad, le animó a él y a su gobierno a hacerlo―. Además, para los temas relacionados con el clero creó un nuevo Ministerio de Cultos o Negocios Eclesiásticos, del que se hizo cargo Azanza, que lo compaginó con el Ministerio de Indias.
Por esas mismas fechas la prensa josefina no dejó de insistir en el «mal gobierno» de la dinastía anterior de los Borbones. Pedro Estala publicó en El Imparcial del 21 de marzo de 1809: «La despoblación, la miseria, la falta de toda industria, el abandono de los campos y talleres, y la opresión más completa. De aquí nuestra nulidad en el sistema político de Europa; desorganizado nuestro ejército, destruida nuestra marina, aniquilado nuestro comercio, y lo que es aun peor, envilecidos los ánimos hasta el extremo de hallarnos bien con nuestra ignorancia, esclavitud y abatimiento».

Escudo de armas de José Napoleón I. Para confirmar su hispanidad mantuvo el escudo de armas tradicional español, cambiando la flor de lis de los Borbones por un águila imperial.

Un decreto del 24 de febrero creó el Consejo de Estado, organismo consultivo del gobierno siguiendo el modelo napoleónico, con el fin «de rodearse de las leyes y auxilios más capaces de acelerar la época deseada en que empiezan simultáneamente las tranquilidad pública y el régimen de aquella misma Constitución». Las normas para su funcionamiento se establecieron en un decreto del 2 de mayo. Lo presidiría el propio rey, aunque podría delegar la presidencia temporalmente ―José I insistió en que su consejero Miot de Mélito pudiera participar en sus sesiones―. La ceremonia de su establecimiento tuvo lugar el 3 de mayo en el Palacio Real y el primer tema que trató, a propuesta del ministro de Hacienda Cabarrús, fue la acuciante cuestión de la Deuda Pública. Resultado de sus deliberaciones fueron los decretos de 9 de junio de 1809 sobre la ordenación y liquidación de la Deuda Pública. Sin embargo, el financiero siguió siendo el problema más acuciante. La petición de recursos fue un tema recurrente en la correspondencia entre José I y Napoleón. El 20 de enero le escribe: «Si V.M. quiere venir en nuestro socorro con algún dinero, aunque no fuese más que los dos millones de Bayona, es éste el momento en que tengo más necesidad, ya que he crearlo todo y todo está agotado». El 27 añadía: «Hoy un millón me resulta más preciso que diez en otra ocasión». El 17 de febrero insistía: «No tengo un céntimo para dar a nadie». Y el 16 de marzo: «Las finanzas nos hacen una ruda guerra». En julio el problema persistía: «Los ejércitos consumen todos los recursos del país; no entra un céntimo en el tesoro; hasta ahora he vivido haciendo fundir la plata de los palacios y usando todos los demás recursos que se han podido utilizar. No tenemos ningún crédito». Napoleón por su parte culpaba de la situación a la «debilidad de las autoridades españolas». Así lo expuso en octubre en una carta al general Clarke cuyo contenido debía hacer llegar al rey José (y en la que anticipaba la solución que adoptaría unos meses después: la anexión de facto de las «provincias» al norte del río Ebro): «Haced saber al rey que mis tropas carecen de todo en España, porque mis generales no tienen ningún poder en las provincias y porque merced a la debilidad de las autoridades españolas los agentes de las Juntas aprovechan para privarles de dinero; que es preciso, pues, que los comandantes de las provincias tengan la administración del país».
Por otra parte, durante este tiempo todavía se buscaba, tanto por Napoleón como por José I, el lograr la sumisión de las Indias al Reinado de José I en la España napoleónica. Aunque poco tiempo después, a inicios del siguiente año, se promovería la independencia de América de la Junta de Cádiz, con tal de evitar que dichos territorios terminen en el área de influencia inglesa.

“Sevilla 22 de julio de 1809; Al Coronel de Caballería ligera Dn. Francisco Cabello; Excmo. Sr.: Dentro de dos o tres días saldrán de aquí el Coronel dn. Francisco Cabello, dn. Manuel Rodríguez Alemán [llegó a Cuba donde fue ahorcado el 30 de julio de 1810] y dn. Santiago Antonino con orden de presentarse a V.E. a su llegada a la Coruña. Cabello debe dirigirse al Perú, Alemán a N. España y Antonino a Buenos-aires, según las respectivas instrucciones que igualmente presentaron a V.E. El Coronel Cabello lleva seis paquetes que contienen [pr Pral.] la correspondencia de oficio para México, el Perú, Nuevo Reyno de Granada, Buenos Aires, Filipinas, Cuba y Puerto Rico, y cien ejemplares sueltos de la Constitución con treinta y seis juegos de Gazetas que entregará a V.E. En el paquete para México van abiertos los Pliegos rotulados al Virrey, Audiencia, Arr y Cabildo Secular, para que V.E. pueda enterarse de las [órdenes] y avisos que contienen en el concepto de que iguales se comunican a todos y dispone se cierren y sellen después. A cada uno de dichos tres comisionados se servirá V.E. mandar entregar el paquete que corresponde a su destino y debiendo ir por separado al del Nuevo Reino de Granada y Caracas de que hablaré después V.E. dispondrá lo conveniente para dar dirección al paquete de Filipinas que podrá encaminarse para México y al de Cuba y Puerto Rico que tal vez pudiera llevar alguno de los tres comisionados haciendo escala en una de dichas islas: bienes que en este punto V.E. con mayores conocimientos hará lo que mejor le parezca. No habiendo hallado aquí por ahora sugeto de mi confianza para el Nuevo Reino de Granada o Costa de Caracas, espero se sirva V.E. solicitarlo ahí en donde no faltará alguno que sea natural de aquellas Provincias o haya estado en ella (...)"
José I de España

En una reunión del gobierno celebrada el 2 de abril de 1809 y presidida por José I se acordó iniciar negociaciones secretas con la Junta Suprema Central instalada en Sevilla y máxima autoridad de la zona «patriota» que negaba la legitimidad de José I al no considerar válidas las abdicaciones de Bayona y que actuaba en nombre de Fernando VII, cautivo en Valençay desde junio de 1808. Aunque ya había habido algún contacto por carta, como Cabarrús que había escrito al duque de Alburquerque, jefe de uno de los ejércitos fieles a la Junta, se eligió, a propuesta de Gonzalo O'Farrill, ministro de la Guerra y el más firme defensor de acabar con la «insurgencia» de forma pacífica, a Joaquín María Sotelo, fiscal del antiguo Consejo de Guerra, y cuya mujer e hijos estaban en Cádiz, en zona «patriota». Pero sus gestiones para formalizar una tregua e iniciar conversaciones que pusieran fin a la guerra no tuvieron éxito porque la Junta Suprema exigió la salida de España de las tropas francesas y del rey José I y la restitución de Fernando VII. Por su parte el general Sebastiani, con la autorización del rey José I, escribió a Jovellanos y a dos generales españoles para que apoyaran las propuestas de Sotelo, pero esta iniciativa también fracasó porque en el lado «patriota» no estaban dispuestos a reconocer a la dinastía bonapartista para el trono español.
«A partir de entonces, la división del país se consuma; ya no habrá más dudas y cambios de partido entre los españoles. Ambas posturas, la afrancesada y la irredentista, se afirman y consolidan. Larvada, en medio de una lucha de independencia, habrá en España una verdadera guerra civil», ha afirmado Juan Mercader Riba. Miguel Artola coincide: «A finales de 1809 y primeros meses del año siguiente, la división del país se consolida. Ha pasado el tiempo de las dudas y los cambios de partido. Nadie renegará de la filas en que se ha alineado voluntariamente. Los afrancesados seguirán a José hasta Francia, en tanto que absolutistas y liberales, unidos, lucharán incesantemente hasta expulsar a los ejércitos invasores de la Península».

### Las consecuencias de la batalla de Talavera y la construcción del Estado josefino

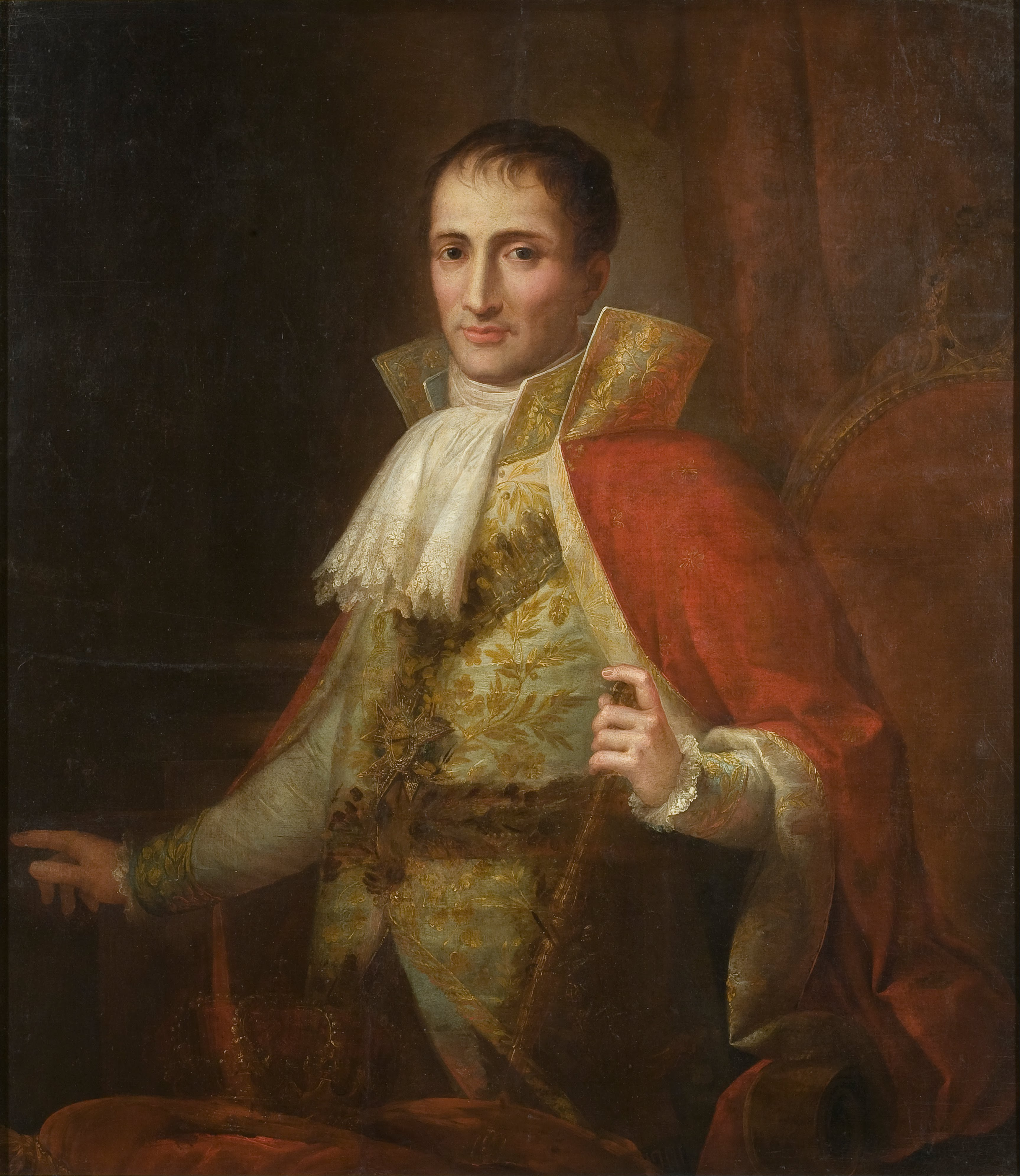
Retrato de José I por Joseph Flaugier (Museo Nacional de Arte de Cataluña, 1809).

Un momento decisivo del «segundo reinado» fue la batalla de Talavera (28 de julio de 1809), de resultado incierto, pero que impidió que un poderoso ejército anglo-español al mando del general inglés Arthur Wellesley, futuro duque de Wellington, y del general español Gregorio De la Cuesta, se acercara a Madrid, donde había cundido el pánico entre los partidarios de José I y suscitado las esperanzas de los «patriotas». El rey no volvió a la capital hasta mediados de agosto tras haber vencido a un ejército español en la batalla de Almonacid.
El alejamiento del peligro fue muy celebrado en la corte, pero durante ese periodo de incertidumbre algunos nobles, clérigos y personas destacadas habían conspirado a favor de los «insurgentes». El embajador francés La Forest escribió a su gobierno: «La crisis de la que el Rey acaba de salir tan felizmente ha tenido consecuencias muy útiles en el orden civil. Ha delimitado perfectamente el partido del gobierno, y le ha dado una energía de la que carecía, ha desenmascarado finalmente a los hipócritas». Y añadía: «Durante este fugaz resurgimiento de las esperanzas insurrectas, los frailes, incorregibles, han sido los más ardientes emisarios de la oposición al régimen. Una parte del clero secular ha manifestado semejantes disposiciones, pero no los mismos furores. La nobleza, sobre todo la más blasonada, que parecía haberse resignado a la dominación josefista, se ha manifestado ahora sin ambages, instigando a las clases populares a la rebeldía. Los antiguos Consejos de la administración estatal, todos los empleados y lo que es más intolerable aún, aquellos que han sido repuestos por José I en Madrid y en otras provincias del Reino, acaban de probar con su conducta que si habían prestado juramento de fidelidad al nuevo Rey, lo habían verificado con reservas mentales».
José I y su gobierno acordaron inmediatamente una serie de importantes medidas represivas contra los «los hipócritas» opuestos al «partido del gobierno», como los llamaba el embajador La Forest. Se aprobó un decreto por el que se ordenaba que «todos los que tuvieran hijos en el exército de los insurgentes, debían presentar a su costa un hombre apto para las armas o entregar una suma en la Tesorería General». Además serían incautados los bienes de las personas que residieran en territorio «insurgente» o hubieran huido. Poco después otro decreto suprimió los viejos consejos del Antiguo Régimen, de cuya fidelidad se dudaba, y se cesó a todos los funcionarios que hubieran sido nombrados por la anterior dinastía borbónica, fijando al mismo tiempo normas para su reingreso. Mayor impacto social tuvo la anulación de los títulos de la Grandeza de España y el no reconocimiento de los títulos nobiliarios que no hubieran sido otorgados por José I, aunque se estableció un procedimiento para que sus detentadores pudieran regularizarlos. De esta forma se amenazaba con degradar a 119 grandes de España, 535 títulos de Castilla y más de 500 000 hidalgos.

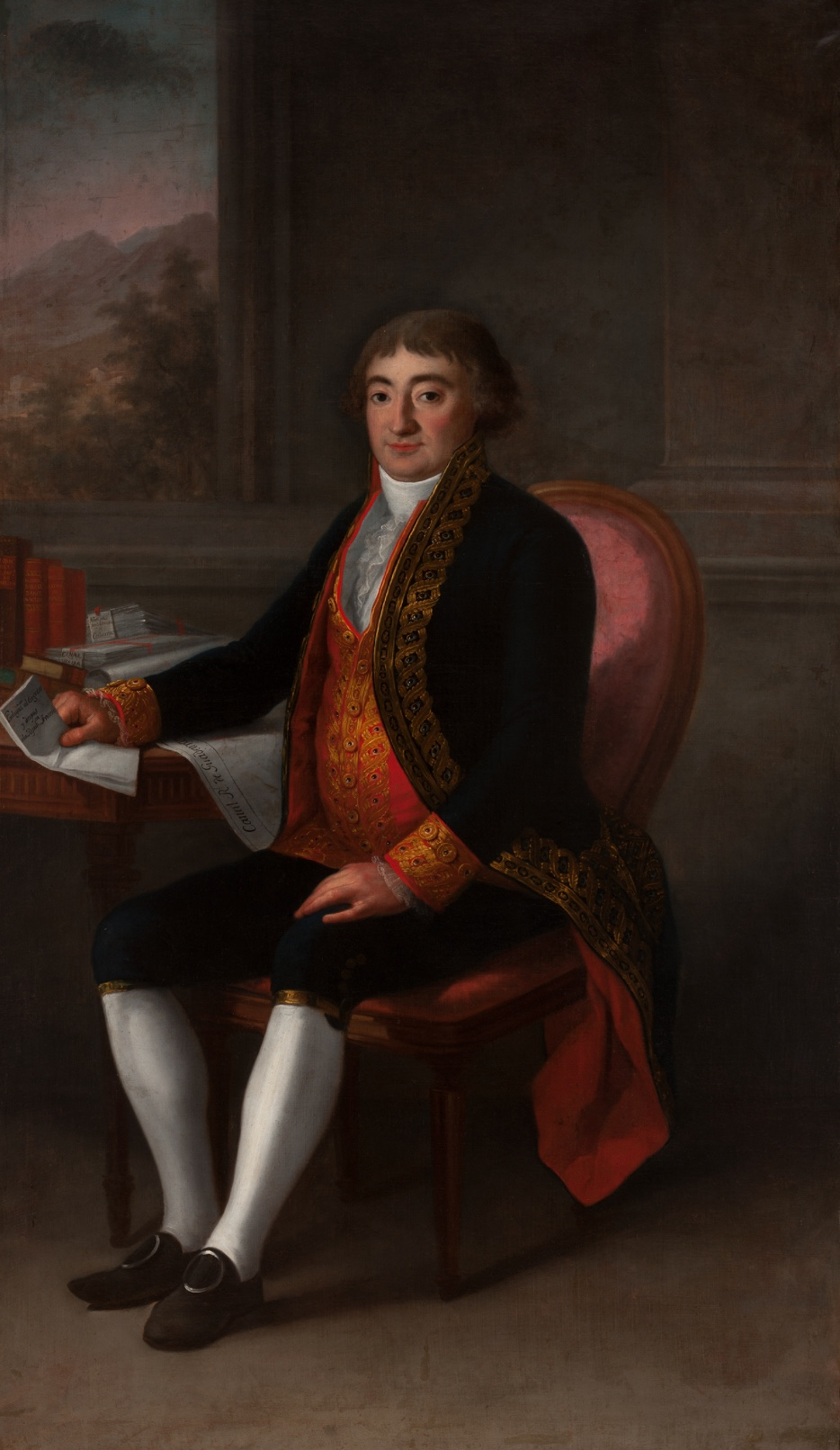
Francisco Cabarrús, ministro de Hacienda.

Pero el decreto que causó más conmoción fue el que suprimía las órdenes religiosas por «haberse arrastrado a disposiciones hostiles con el gobierno de su majestad». Sus bienes pasaban a ser «propiedad de la nación» ―y con su venta se pensaba solucionar los graves problemas de la Hacienda y de la deuda― y se les daban quince días a sus ocupantes para que abandonaran sus conventos y monasterios y vistieran hábitos clericales seculares ―mediante otro decreto se les prohibió a los religiosos exclaustrados la predicación y la confesión «hasta otra providencia»―. El decreto contaba con el antecedente de la supresión de los conventos de Zaragoza ordenada por el mariscal Suchet el 14 de marzo tras la conquista de la ciudad por las tropas francesas ―unos fueron transformados en parroquias y otros en establecimientos benéficos o en cuarteles, e incluso algunos se ofrecieron para instalar en ellos fábricas o talleres―. Otro antecedente fue el decreto de 1 de mayo de José I por el que serían tratados como prófugos, y encarcelados si no presentaban ante las autoridades civiles, los frailes que «disfrazados, fuera de sus respectivos pueblos o conventos» contribuyeran «con su conducta a extraviar la opinión del pueblo, haciéndole concebir falsas esperanzas o divulgando noticias fabulosas». En el mismo decreto se decía que serían suprimidos todos los conventos de aquellas localidades en las que se matara a un soldado francés. 
Al decreto de supresión de las órdenes religiosas le siguieron otras medidas anticlericales como la supresión del voto de Santiago y de los tribunales eclesiásticos y la abolición del asilo en sagrado y de las dispensas episcopales para contraer matrimonio. También fueron suprimidas las órdenes militares españolas.
Varias obras teatrales intentaron justificar la política religiosa del gobierno. En La novicia o la víctima del claustro se criticaba al «fanático» clero regular, mientras que se ensalzaba al clero secular. Tras el trágico final de la protagonista, obligada en contra de su voluntad a entrar en un convento, un cura párroco que había intentado ayudarla profetizaba, «en clara alusión al benéfico gobierno del rey José»:

De Dios el brazo se alzará, y los hombres,
 de tan ciegos errores convencidos,
 bendecirán la mano de un Gobierno
 humano, justo, religioso y pío
 que la sagrada religión respete
 y que arranque la venda al fanatismo.

Tras haber superado la amenaza del ejército anglo-español de Wellesley y Cuesta, José I continuó con la construcción del Estado josefino, intentando que no estuviera mediatizado por «los poderes de hecho de los mariscales» del Ejército imperial. En la práctica el instrumento básico de gobierno no fue el embrionario Consejo de Ministros, sino el Consejo Privado que era el organismo donde se discutían los principales asuntos, sobre todo financieros, y que estaba integrado por los ministros, los presidentes de sección del Consejo de Estado y altos mandatarios, todos ellos nombrados discrecionalmente por el rey.
José I creó la Guardia Cívica, antecedente de la liberal Milicia Nacional, impulsó los sistemas de beneficencia e instrucción pública, ―exentos sus bienes del proceso desamortizador―, creó un colegio para niñas huérfanas, amplió el Jardín Botánico de Madrid, e instituyó la Bolsa y el Tribunal de Comercio, cuya sede provisional fue San Felipe el Real. 
En el ámbito educativo y cultural, se creó en enero de 1811 la Junta de Instrucción Pública, formada por intelectuales tan reputados como Juan Meléndez Valdés o José Marchena, que se sumó a la normativa sobre los liceos ―que tenían como modelo los lycées franceses y de los que habría uno por provincia―. También se reavivaron las Sociedades Económicas de Amigos del País, especialmente la de Madrid, presidida por el ministro del Interior, el marqués de Almenara. Y se fomentó el teatro, del que el rey era un gran aficionado, con la promulgación de un nuevo reglamento.
Dentro del mismo proyecto de fomento de la cultura se creó un Museo de Pintura donde se exhibirían las grandes obras de autores españoles ―«Velázquez, Ribera, Murillo, Ribalta, Navarrete, Juan San Vicente y otros»― provenientes de conventos y monasterios e incluso de los palacios reales. Su sede sería el Palacio de Buenavista de Madrid. Sin embargo, en el artículo 2.º del decreto de 20 de diciembre de 1809 por el que se creaba el Museo de Pintura se establecía que la «colección general de los autores célebres de la escuela española» sería ofrecida al «emperador de los franceses» para que fuera exhibida «en una de las salas del Museo Napoleón, en donde, siendo un monumento de la gloria de los artistas españoles, servirá como prenda de la unión más sincera de las dos naciones». El ministro-secretario de Estado Mariano Luis de Urquijo quedó encargado de realizar la selección de los cuadros, para lo que contó con el asesoramiento de una comisión de la que formaba parte Francisco de Goya. Sin embargo, amparándose en las órdenes dadas a conventos y monasterios para que entregaran los cuadros que estuvieran en su poder, una «turbamulta de mariscales, generales, altos funcionarios y consejeros áulicos, procuró alcanzar beneficio del saqueo», ha apuntado Rafael Abella.

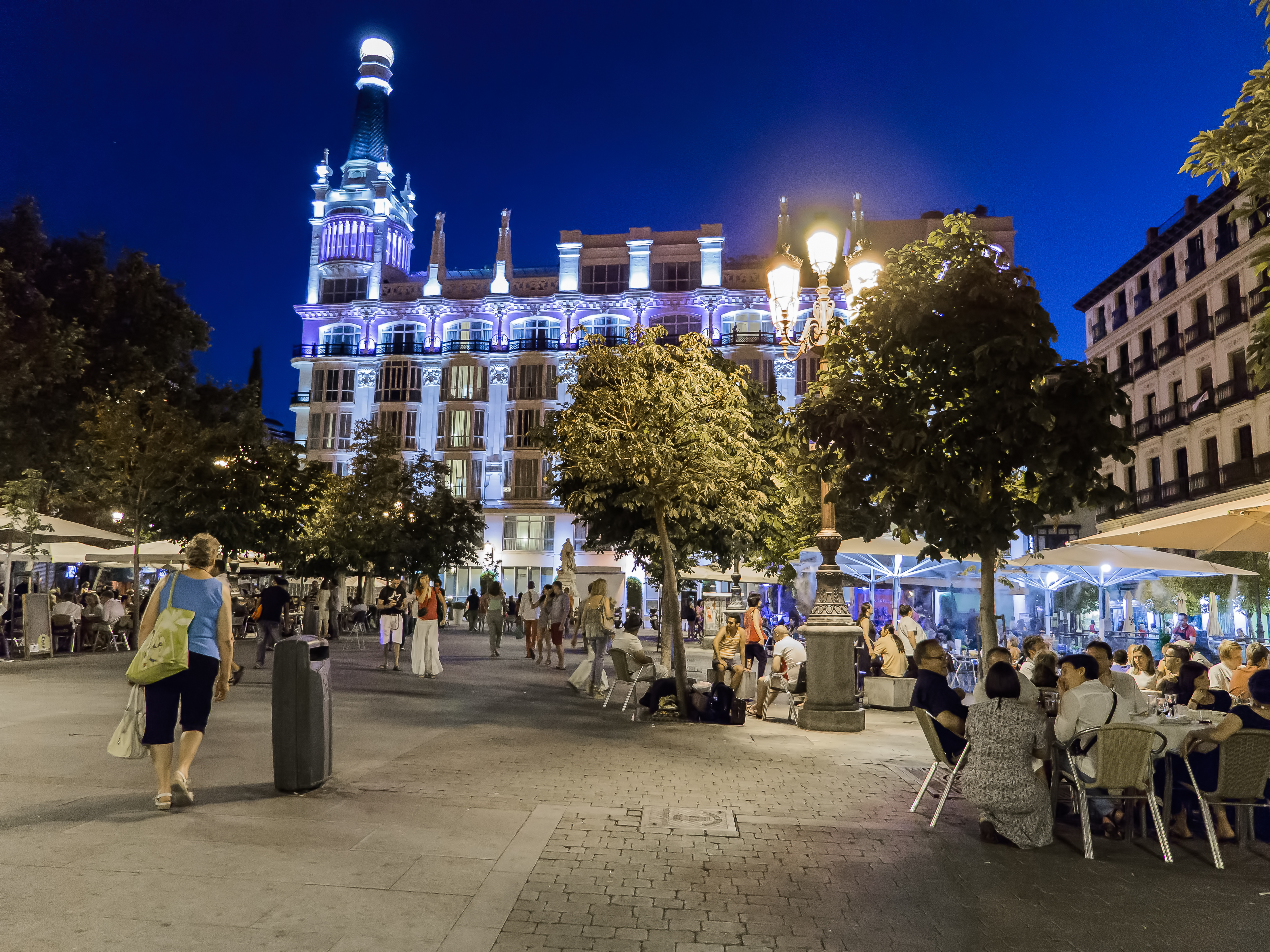
Vista nocturna actual de la plaza de Santa Ana (Madrid). Fue una de las plazas abiertas por José I.

Las preocupaciones sanitarias le llevaron a prohibir los enterramientos en las iglesias y a ordenar la construcción en Madrid de tres cementerios extramuros. También cedió al ayuntamiento de la capital una parte del Sitio del Buen Retiro, lo que formaba parte de su proyecto de embellecimiento de la «Villa y Corte» creando nuevos espacios públicos, lo que le valdría el apodo de «el rey plazuelas». Uno de los más destacados fue la plaza de Oriente creada tras ordenar José I el derribo de las manzanas de casas aledañas a la fachada este del Palacio Real. Fernando Marías y José Riello ha señalado que «la capital que encontró el rey José a su llegada estaba encerrada dentro de sus muros, algunos de ellos todavía de origen medieval, y dominada por una trama urbana esencialmente caótica en su trazado viario y determinada por la existencia de múltiples propiedades eclesiásticas y numerosos edificios de culto. Eran escasos los espacios abiertos y apenas existían grandes arterias, y las que había tenían un marcado carácter funcional». Estos mismos autores han destacado que bajo José I fue «la primera vez que se ideaba para Madrid un plan urbanístico global» que con el acceso al trono de Fernando VII se abandonó y que solo se desarrollaría a finales del siglo XIX.
También se propuso la reactivación de la actividad económica aplicando los principios del liberalismo. Se ratificó la supresión de las aduanas interiores ―ya suprimidas por los «decretos de Chamartín»―, se abolieron varios monopolios, se favoreció la creación de compañías industriales y se rehízo el primitivo Banco de San Carlos. Pero el problema económico más grave que tuvo que afrontar el gobierno de José I, y en particular el ministro de Hacienda Cabarrús, fue el de la regularización de la deuda pública como resultado de un gasto público ―una de cuyas partidas principales era el mantenimiento del ejército francés que ocupaba España― que superaba los ingresos. Cabarrús recurrió a los empréstitos extraordinarios, a las cédulas hipotecarias, una especie de asignados canjeables por los vales reales, y a la subida de impuestos, pero para sanear la Hacienda Cabarrús confiaba sobre todo en los ingresos que proporcionarían la venta de los bienes de los conventos suprimidos y de las propiedades de los nobles que se habían pasado al bando «insurgente».
Ramón Mesonero de Romanos, entonces un niño, escribió años después sobre los decretos josefinos: «forzoso es reconocer que, aparte del pecado original de su procedencia, no eran otra cosa que el desenvolvimiento lógico del programa liberal…». Y sobre sus realizaciones opinó que «no habrá en este punto quien deje de hacer justicia a la administración de José Bonaparte, y que los mismos hombres insignes reunidos en Cádiz, que poco después discutían y elaboraban aquel propio sistema, habrán de reconocer que el intruso José, con sus ministros y consejeros, les indicaban el rumbo hacia una situación más conforme con las ideas modernas».
A finales de octubre de 1809 llegaba a Madrid la noticia de la firma del Tratado de Schönbrunn que sellaba la paz entre el Imperio napoleónico y el Imperio de Austria y que incluía el reconocimiento por parte del emperador Francisco II de José Bonaparte como rey legítimo de España. Poco después, a mediados de noviembre, se producía la aplastante victoria francesa en la batalla de Ocaña frente al ejército español organizado por la Junta Suprema Central con sede en Sevilla ―la Junta «perversa», como la llamaba José I― y que había pretendido llegar a Madrid y obligar al «Rey Intruso» a marcharse. «El número de prisioneros “insurgentes” fue tan grande [unos 14 000] que al entrar en Madrid la población de la capital no tuvo más remedio que dar crédito a lo que veían sus ojos. Atrás parecían quedar para siempre las parodias de la Marsellesa cantadas por el pueblo madrileño, las burlas al rey Tuerto, los fandangos dedicados al rey José postrero o las sátiras de todo tipo dedicadas al Napoleoncito o al rey “de Copas”», ha comentado Manuel Moreno Alonso. «El desfile por Madrid de los miles de prisioneros capturados en Ocaña provocó un profundo efecto desmoralizador sobre la población… Formando una triste caravana, fueron enviados a Francia [despojados de sus uniformes] para cumplir su infortunado destino», ha comentado Rafael Abella. «La victoria de Ocaña fue para José I mucho más decisiva que cualquiera otro éxito parcial anterior… El horizonte político-militar, pues, parecía despejarse definitivamente», ha afirmado Juan Mercader Riba. El 2 de diciembre se celebró con gran fasto en la corte de Madrid el quinto aniversario de la coronación de Napoleón. A la parada militar asistió «un gran gentío de espectadores».

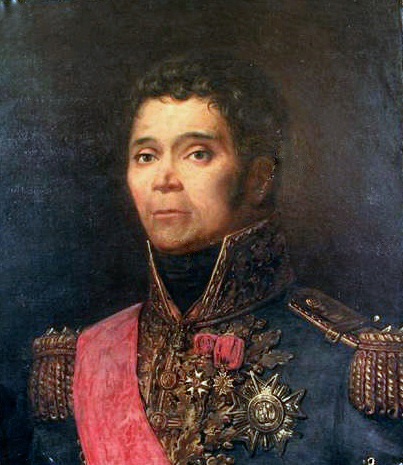
François Étienne Kellermann, fue uno de los generales franceses que más destacó por la rapiña con que actuaba. Fue apodado «el extorsionador impío».

Uno de los problemas que más desprestigiaron el reinado de José Napoleón I fue «la rapiña con la que actuaron los generales napoleónicos en España», que «no tuvo límites», según Manuel Moreno Alonso. «Muchos de aquellos generales, muchos de ellos de orígenes humildes y sin principios, vivieron como sátrapas, arrancando hasta el último real de los ciudadanos españoles. De nada servían, no ya las órdenes del rey, sino las del emperador…» Uno de estos «sátrapas» fue el mariscal Michel Ney que arrasó Castilla la Vieja y León. Por ejemplo en la ciudad de Ávila exigió el pago de seis millones de reales y la entrega de 12 000 fanegas de trigo y 500 vacas para sustentar a su ejército, lo que provocó que una representación protestara ante los ministros O'Farrill, de la Guerra, y Cabarrús, de Hacienda. Otro fue el mariscal Victor que saqueó la villa de Uclés, en Castilla la Nueva. Sus habitantes imprimieron una proclama en francés y en español dirigida a los padres de los soldados franceses en la que denunciaban sus crímenes: 69 personas degolladas y 300 mujeres violadas ―entre ellas algunas monjas― «sujetándolas con las maneras y crueldad más nueva y desconocida». El general François Étienne Kellermann fue apodado con razón «el extorsionador impío» por su forma particular de actuar ―arrestaba a los más ricos y no los ponía en libertad hasta que su familia no pagaba un fuerte rescate; montó su «oficina» en Valladolid―. Kellerman intentó incluso llevarse a Francia el archivo de Simancas y al comprobar la inviabilidad del proyecto optó por apoderarse de rebaños enteros de ovejas merinas que fueron conducidos al otro lado de los Prineos. «Las cantidades robadas eran tales que los oficiales generales saqueadores habían instalado en la frontera francesa hornos para fundir el metal preciso en lingotes», ha señalado Thierry Lentz. Este mismo historiador ha destacado que un adagio se expandió entre las filas francesas: «España, tesoro de los generales, ruina de los oficiales, tumba de los soldados». Abel Hugo, entonces al servicio de José I, escribió en sus Memorias:

Entre los franceses, soldados, oficiales, generales, nadie quería comprender qué deberes de protección y de clemencia el jefe de la nación española imponía al hermano de Napoleón; ninguno quería admitir que España fuera un país a cuidar, el español un aliado natural a conducir con buenos tratos, a conquistar amablemente. Sea ambición, sea codicia, sea venganza, la Península les parecía a todos una presa a devorar, y sus habitantes bandoleros a degollar.

La cuestión de fondo estribaba, según Miguel Artola, en que los generales y mariscales imperiales consideraban «la Península como país conquistado y al rey como representante napoleónico de superior categoría, pero de su mismo orden, y al que no deben más que una relativa obediencia». Además, «encuentran siempre que la política afrancesada es débil, vacilante e interesada, y acusan incesantemente a los ministros españoles de buscar con sus medidas conciliatorias la salvación de los insurrectos, sin tener en cuenta las necesidades del Imperio». El 24 de febrero de 1809 José I le escribió a Napoleón: «Es imposible conservar el orden si los generales de división hacen lo que yo no me permitiría hacer y S. M. I. y R. es demasiado justa para querer». En mayo añadió: «Kellerman, Ney, Thiebeaud son gentes que arruinarán el país que debían administrar». En agosto le amenazó con abdicar: «Cuando un mariscal no me obedece y V.M. lo sabe y permite que siga al frente de su cuerpo de ejército, no me queda otra solución que atacarle con las tropas que quieran obedecerme o sufrir la ignominia o la desorganización del ejército, o suplicar a V.M.... que acepte una renuncia formal al trono de España». En noviembre le escribe a su esposa la reina Julia que se encuentra en París porque lo le ha acompañado a España: «No quiero estar bajo la tutela de mis inferiores, no quiero ver mis provincias administradas por hombres que no son de mi confianza, no quiero ser un niño coronado...».
En efecto, en el terreno militar (la fuente principal de sus dificultades) el problema para José I fue que «su hermano lo apartó sistemáticamente del mando en beneficio de sus generales. En sus momentos más sombríos, el emperador decía que su hermano era indigno de "atar los zapatos" de un Masséna o de un Soult. Seguros de este ejemplo venido de arriba, los jefes franceses en la Península se sentirán alentados, primero a no contar con el rey, a continuación a despreciarlo, y al final a no cumplir sus órdenes. Con raras excepciones, se comportaron como si el gobierno civil de España no existiera. Añadieron críticas y burlas permanentes sobre las cualidades militares de José, considerado "ignorante de los primeros elementos del arte de la guerra" (Marmont)».
José I estaba convencido, ingenuamente según Miguel Artola, de que si no era aclamado por los españoles era debido a las vejaciones que imponían al país los mariscales. En varias cartas así se lo expuso a Napoleón:

No soy rey de España más que por la fuerza de vuestros ejércitos; podría serlo por el amor de los españoles, pero para esto es preciso que gobierne a mi modo. [...] No puedo hacer el bien sin vuestra confianza absoluta y exclusiva para los asuntos de España... Es España lo que quiero ganar para Francia, y Francia para España, pero para esto es preciso convencer a la más débil que la más fuerte no quiere hacer de ella una esclava. Esta opinión es el único enemigo que tenemos que combatir; las armas de los españoles caerían de sus manos; todos estarían a mis pies si supiesen lo que hay en mi corazón; serían los mejores amigos de los franceses si supiesen que, aunque príncipe francés, quiero lo que debo, y debo gobernarles como nación libre e independiente, si viesen que las promesas contenidas en la Constitución se realizasen y que no se desea otra cosa... Si no pensáis así, mi corona, mal consolidada, está a vuestra disposición. Dios que ha quitado la de Nápoles; vos podéis recoger la de España.

José I intentó formar un ejército puramente español. A ello se dedicó con pasión el ministro de la Guerra Gonzalo O'Farrill. Su objetivo era formar un contingente de unos 30 000 hombres (lo que suponía solo la décima parte de las tropas francesas de ocupación), pero fracasó completamente porque muy pocos españoles se alistaron y a la altura de 1811 apenas unos 10 000 lo habían hecho. Por otro lado Napoleón nunca estuvo dispuesto a que sus tropas estuvieran bajo la autoridad del gobierno de José I. En 1813 le escribió al  general Clarke, ministro imperial de la Guerra: «Responded al rey de España que yo le he dado el mando general de los ejércitos imperiales en España, y que José I confunde su condición de rey con la demandada de aquella condición militar, pues nunca consentiré que mis ejércitos dependan de ministros españoles, indiferentes a la suerte de mis soldados». A principios de 1810 había desplegados en España 360 000 soldados franceses, divididos en ocho cuerpos de ejército al mando de prestigiosos generales y mariscales.

## Apogeo del reinado: la expedición de Andalucía (diciembre 1809-mayo 1810)

### La conquista de Andalucía: José I, «rey de todos los españoles»
La victoria en la batalla de Ocaña marca el inicio del apogeo del reinado de José Napoleón I. Fue entonces cuando decidió llevar a cabo la conquista de Andalucía y completar así el dominio del país. «Nunca como entonces se sintió José tan dueño de su reino», comenta Manuel Moreno Alonso. De hecho dirigió una proclama a sus «muy amados súbditos» americanos a los que ponía en guardia de las «falsas noticias y de los notables embustes que los desesperados rebeldes» podían hacerles llegar, denunciaba sus «hipócritas y traidoras miras» y les incitaba a abolir completamente «el inicuo, bárbaro y fanático gobierno bajo el cual habéis gemido y padecido tanto tiempo; dad en tierra con la inhumana e infernal Inquisición, manifestar señales acendradas de honor, de valor y de tolerancia». Según Juan Mercader Riba, la decisión de conquistar Andalucía también obedeció «a un miedo político: el de que las Cortes Españolas, cuya reunión estaba anunciada para el mes de marzo inmediato, destruyesen aquella sombra de legitimidad en que se basaba la Corona de José Napoleón I, dispensada por la Asamblea y el Estatuto de Bayona».
De la importancia que concedió José I a la expedición de Andalucía da idea el escrito que envió a su ministro de Hacienda nada más iniciarla: «Hay que hacer lo imposible para enviar dinero en este momento, es una época decisiva». Fue una empresa personal que no consultó con su hermano Napoleón. Salió de Madrid el 7 de enero de 1810, según Manuel Moreno Alonso —el 8 de enero, según Miguel Artola—. Al frente de un ejército de más de 60 000 hombres entró en Andalucía por Despeñaperros sin encontrar prácticamente resistencia. El 23 de enero ya estaba en Bailén, donde año y medio antes los franceses habían sufrido una derrota completa, y tres días después entraba en Córdoba, siendo recibido con honores ―el obispo le devolvió dos águilas imperiales que eran trofeos obtenidos en la batalla de Bailén y que se hallaban depositados en su iglesia como exvotos―. La campaña de Andalucía comenzaba a parecer un paseo militar. «Andalucía estará pronto pacificada. Todas las ciudades me envían diputados. Sevilla sigue ese ejemplo. Me cuido de entrar en Cádiz sin disparar un tiro. El estado de ánimo del pueblo es bueno», le escribió José I a su hermano el emperador. El 27 de enero José I lanzaba desde Córdoba la siguiente proclama:

Españoles, mostraos razonables y tratad de ver en los soldados franceses amigos prestos a defenderos. Todavía hay tiempo. Uníos a mi causa e iniciemos en este día una nueva era de felicidad y gloria para España.

Sin embargo, Napoleón criticó en una carta «esta ostentación de bondad y de clemencia». «Os aplaudirán mientras mis ejércitos sean victoriosos; os abandonarán cuando sean vencidos», añadió. De todas formas, Napoleón se sentía optimista. «Los asuntos de España se pacifican», le dijo a la reina Julia y después le indicó que se preparara para ir a España con su hijas a reunirse con su esposo ―viaje que nunca tendría lugar―.
El 30 de enero José I se encontraba ya en Carmona y allí tuvo que decidir si dirigirse a Sevilla o a Cádiz, donde se había refugiado la Junta Suprema Central que se había disuelto para dar paso al Consejo de Regencia de España e Indias que detentaba el poder en nombre de Fernando VII. El rey se decantó por Sevilla, siguiendo el consejo del mariscal Soult, quien le aseguró que tras Sevilla caería Cádiz —«Dadme Sevilla y responderé por Cádiz», dijo—. Según Manuel Moreno Alonso, «fue un tremendo error... Su ejército perdió unos días que habrían sido preciosos para poder dominar Cádiz. En Carmona se decidió la suerte de España, y la de José, que allí perdió la guerra». Lo mismo opinó el consejero Miot de Mélito: «se habrán de perder 4 o 5 días, que serán decisivos para permitir que se organice en Cádiz una resistencia en regla y a los ingleses la ocasión para influir». Juan Mercader Riba coincide: José Bonaparte «perdió esta oportunidad única de ganar la guerra». Sin embargo, para Rafael Abella fueron las celebraciones que siguieron a la triunfal entrada en Sevilla de José I las que «hicieron demorar la continuación del avance hacia Cádiz», lo que, coincidiendo con el resto el resto de historiadores y con Miot de Mélito, «tendría fatales consecuencias para la causa josefina… Cádiz ante el parón francés, pudo reforzarse y aprestarse a la defensa».

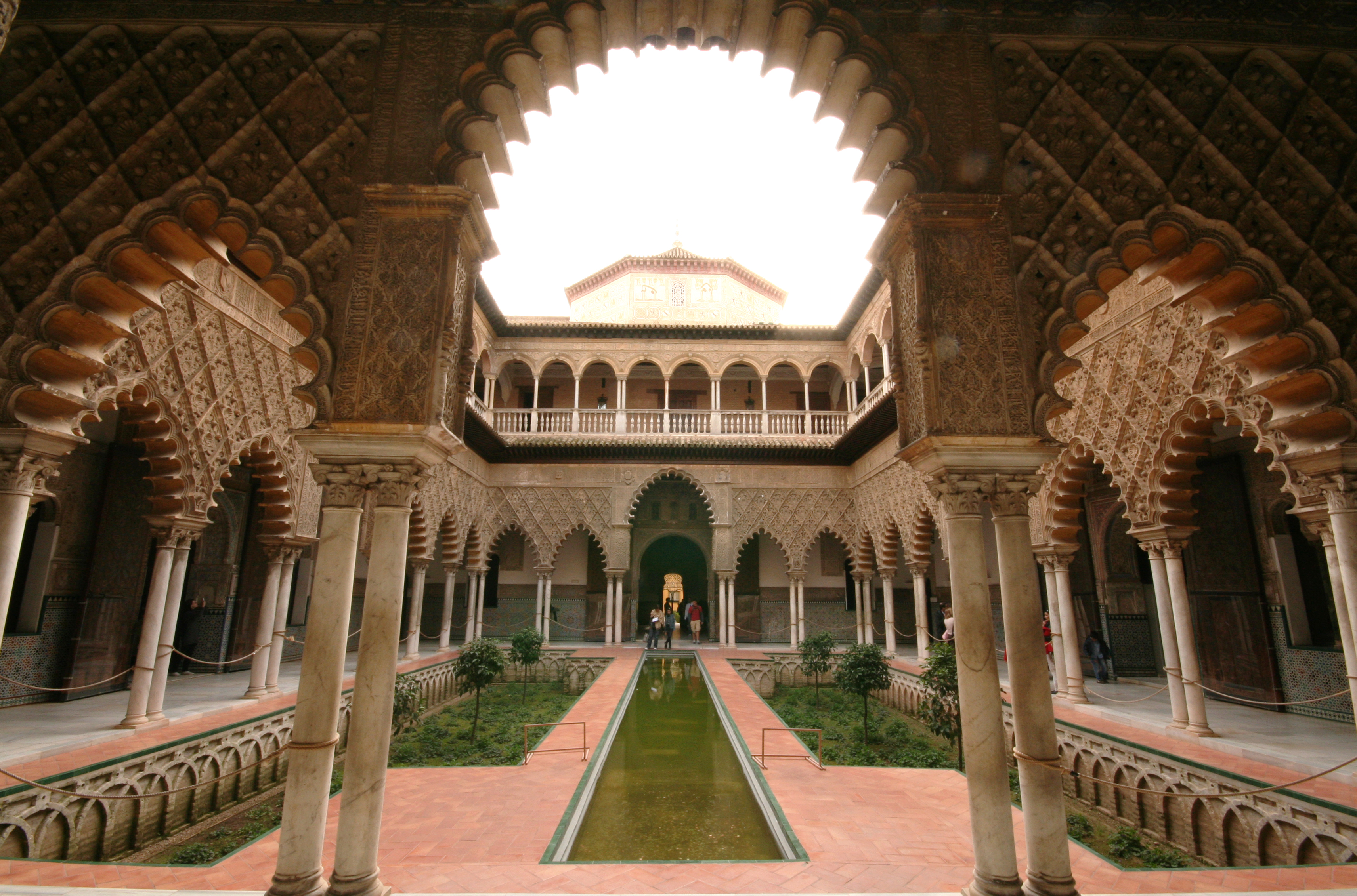
Patio de las doncellas del Real Alcázar de Sevilla, residencia de José I durante su estancia en la capital andaluza.

José I entró el 1 de febrero en Sevilla, «la capital de la España patriótica e insurgente», aclamado por la multitud, lo que sorprendió incluso a las autoridades españolas que le acompañaban. «Ninguna ciudad española acogió con tanto entusiasmo y calor al nuevo rey», afirma Manuel Moreno Alonso, aunque en Córdoba José I había manifestado haber sido «mejor tratado en aquella insigne ciudad que lo ha había sido en ninguna otra de España». Fue «el triunfo más grande de la carrera de José». En un discurso pronunciado en la catedral se dijo que el hecho de que José I fuera rey de España, «hay que atribuirlo a la facultad propia solamente de Dios». Nicolás Maestre, canónigo de la catedral, comparó a José I con los Borbones y dijo: «al pavor sucedió la serenidad; a la confusión el buen orden». «Mis tropas han entrado ya en Sevilla, donde se ha hallado un formidable botín», dijo Napoleón. «Nunca como entonces creímos estar al borde del final de la guerra», escribió en sus memorias Miot de Mélito. En 1830 José Bonaparte dijo que la finalidad de la expedición de Andalucía había sido «acabar con la guerra de España mediante la reunión de una asamblea extraordinaria de las cortes nacionales ―que habría de celebrarse en Granada―, convocada para manifestar su voluntad respecto de la aceptación de la constitución de Bayona».
José I concedió un «indulto general», lo que fue celebrado por el rector de la Universidad de Sevilla quien en un discurso pronunciado en la catedral en presencia del rey dijo: «leyes de clemencia son las que únicamente hemos oído pronunciar al soberano». El obispo, que sería nombrado caballero de la Real Orden de España, elogió el «espíritu de paz» con que «el señor rey Josef Napoleón, caudillo benigno y rey victorioso», entró en la ciudad y le entregó los estandartes capturados a los franceses en la batalla de Bailén que habían sido depositados en la catedral junto a la tumba del rey Fernando III de Castilla. Por su parte José I felicitó a su ejército desde el Alcázar por «haber rechazado a los ingleses, salvando treinta mil españoles, pacificado la antigua Bética y reconquistado para Francia sus aliados naturales». Además, creó Juntas Criminales Extraordinarias en cada una de las capitales andaluzas ―menos Cádiz que no había sido conquistada― para perseguir y juzgar a los «insurgentes», en especial a «las llamadas guerrillas o cuadrillas de bandidos», y a los que los apoyaban y colaboraban con ellos. También formó una Guardia Cívica integrada exclusivamente por españoles.
Sin embargo, a pesar de los buenos propósitos mostrados por José I, «predominaron los desafueros». «Muchas personas fueron ajusticiadas y acusadas de traición, aunque sólo se hiciera aquello por vía de escarmiento. No pocos empleados públicos fueron sustituidos, y la desamortización eclesiástica se aplicó con todas sus consecuencias. Los militares se adueñaron de los conventos, pasando a ocupar sus altos jefes las moradas de la nobleza sevillana».
Además, la política de «vivir sobre el país» de las tropas francesas, como ya venía ocurriendo en el resto de la España ocupada, supuso una enorme carga para las poblaciones andaluzas obligadas a pagar fuertes tributos para el sostenimiento de un ejército de 50 000 hombres. La suma total ascendería a 600 millones de reales. «Y a estos tributos hay que añadir las requisas, latrocinios y expoliaciones que, en lo artístico, revistieron incalculable valor». El bibliógrafo Manuel Pérez Imaz publicó en 1896 un Inventario de los cuadros sustraídos por el gobierno intruso en Sevilla en 1810 que da idea del nivel que alcanzó el expolio napoleónico en España. Una de las primeras medidas que había adoptado José I nada más entrar en Sevilla había sido que, en aplicación del decreto de 9 de diciembre de 1809 por el que se creaba un Museo de Pintura, fueran llevadas al Real Alcázar todas las pinturas que se pudieran encontrar en las numerosísimas instituciones religiosas existentes en Sevilla. Se requisaron novecientos noventa y nueve cuadros, entre los que se encontraban 74 de Valdés Leal, 43 de Murillo, 43 de Zurbarán o 40 de Alonso Cano. Todo esto venía a dar la razón a la propaganda «patriota» que insistía en que la experiencia francesa debía evitarse en España por todos los medios porque el Imperio, «lejos de avanzar hacia la regeneración social, retrocedió con espanto hasta los siglos bárbaros».
Uno de los propósitos de José I fue convertir a Sevilla en una grande ville abriendo plazas públicas mediante el derribo de viejos edificios, como ya había hecho en Madrid lo que le había valido el calificativo de «rey plazuelas». Otra de la iniciativas de José I fue la excavación de las ruinas de Itálica.
No todo el tiempo estuvo en la capital hispalense. Su primer movimiento fue a la bahía de Cádiz, la capital de los «insurgentes» que seguía resistiendo, para ver personalmente los trabajos que se estaban llevando a cabo para el asedio de la ciudad —a su paso por Jerez de la Frontera fue aclamado por la población—. José I envió plenipotenciarios, pero los sitiados se negaron a capitular por lo que pidió a su hermano que enviara la escuadra francesa de Tolón para acabar con el vital auxilio que estaba recibiendo Cádiz de la armada británica: «tomada Cádiz, sometida Valencia, España entera lo será también», le escribió a Napoleón. Pero esa ayuda nunca llegó porque en las muchas millas que separaban Tolón de la bahía de Cádiz se encontraba la flota británica del Mediterráneo al mando del almirante Cuthbert Collingwood, sucesor de Nelson.

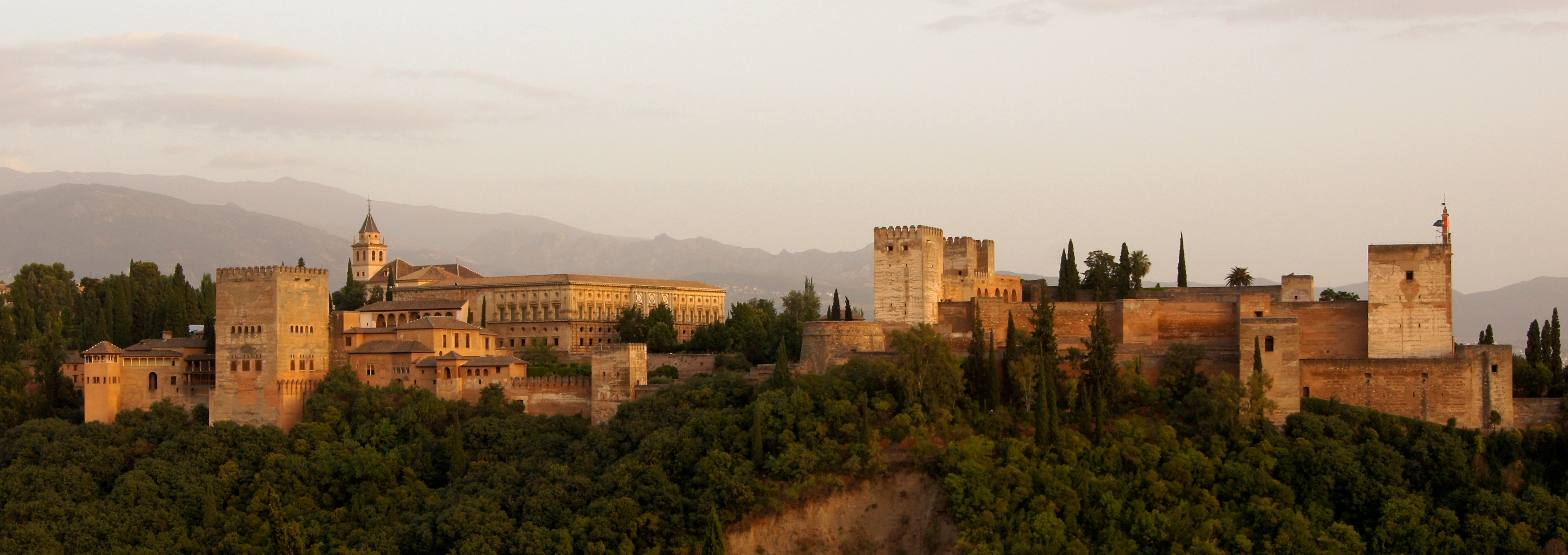
Vista panorámica de La Alhambra de Granada, que el rey José I ordenó reconstruir, así como el Palacio de Carlos V (hacia la izquierda).

En todas las localidades andaluzas que visitó, como Ronda, Málaga ―que a diferencia de otras ciudades había ofrecido resistencia―, Antequera, Loja o Granada ―a donde José I llegó el 16 de marzo y allí ordenó la reconstrucción de la Alhambra, entonces muy deteriorada, y la terminación del Palacio de Carlos V―, fue recibido con gran entusiasmo. Pocos días antes de la llegada del rey a Granada la Gazeta de esta ciudad publicó la siguiente proclama: «Granadinos: José Iº es el rey que pedían vuestros votos; José Iº el que gritaban vuestros vivas al sentir el peso de vuestras desgracias; José Iº el que viene a poner un término a vuestros males, y a ser el principio y autor de vuestra felicidad, y el restablecedor de nuestra monarquía».
Como ha señalado Manuel Moreno Alonso, «aquellos fueron los días más grandes del reinado de José. En Sevilla se creyó que era ya, verdaderamente, el rey de todos los españoles». «Nunca como en Andalucía entonces pudo sentirse él como soberano en pleno triunfo», ha indicado también Juan Mercader Riba. Un general francés escribirá años después: «La posteridad se negará a creer que el hermano de Napoleón haya sido en 1810 el ídolo de los pueblos de Andalucía y de Granada, y sin embargo esa es la exacta verdad». José I llegó a escribirle a su esposa Julia Clary, que seguía en Mortefontaine, para que viniera a España junto con sus dos hijas, «lo más pronto posible, antes de que empiece el calor». Pero la reina Julia declinó la invitación alegado problemas de salud y que era un largo viaje.
José Napoleón I salió de Sevilla para Madrid el 2 de mayo, tras celebrar el solemne funeral por el ministro de Hacienda Cabarrús que había fallecido cinco días antes.

### El decreto de Napoleón del 8 de febrero de 1810

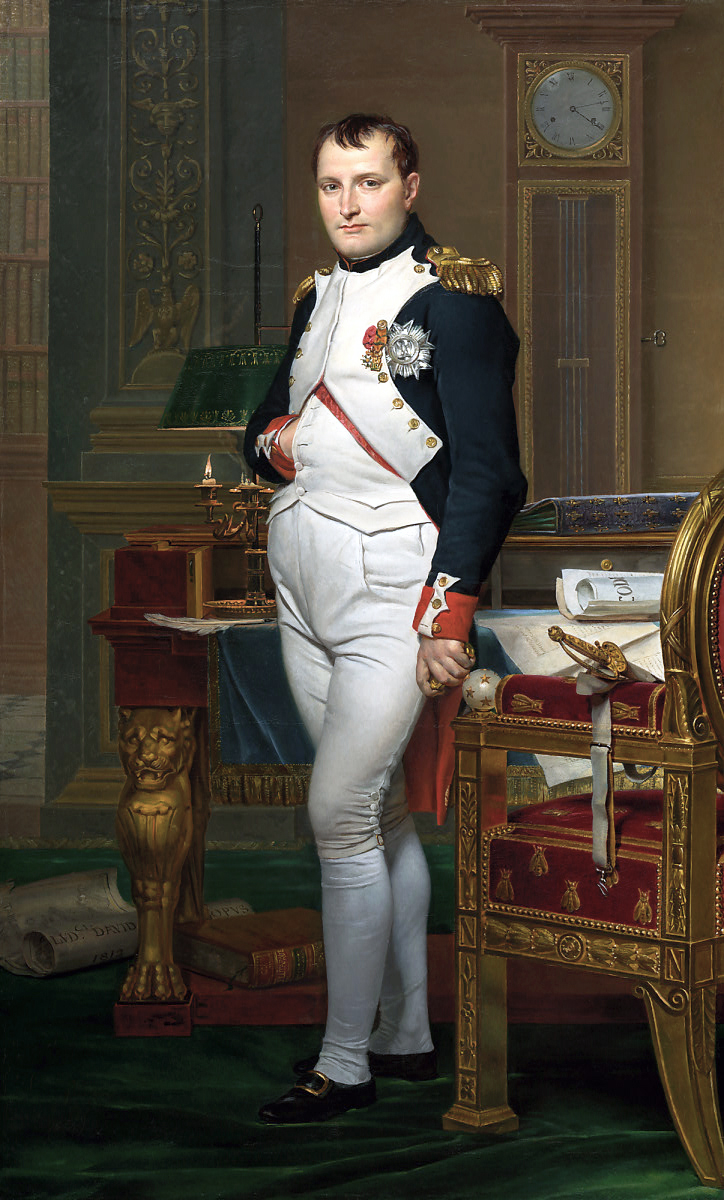
Napoleón en su despacho de las Tullerías, Jacques Louis David, 1812.

La convicción de José I de que, con la triunfal campaña de Andalucía, ya era el «rey de todos los españoles» se vino abajo cuando el 27 de febrero ―ese día José I se encontraba en Ronda― tuvo conocimiento del decreto imperial del 8 de febrero de 1810 por el que Napoleón, sin consultar con su hermano, ponía bajo su jurisdicción directa las provincias españolas a la izquierda del río Ebro lindantes con Francia ―Cataluña, Aragón, Navarra y Vizcaya (que incluía también Guipúzcoa y Álava)― y que por ello a partir de entonces estarían regidas por comandantes militares franceses y sus impuestos y contribuciones irían directamente «a la Caja del Ejército ocupante». En una carta anterior Napoleón ya había manifestado a su mayor general para el ejército de España, Berthier, su malestar por los enormes gastos que le estaba causando la guerra y no vio mejor manera de resarcirse de ellos que incorporar de facto al Imperio a aquella parte del reino de España. Como ha señalado Michael Glover, «Napoleón estaba escaso de dinero. Había sido incapaz de extraer tanto como esperaba de Austria. Prusia se estaba retrasando en el pago de la indemnización por la guerra de 1807. Francia y los estados vasallos vecinos se estaban mostrando incapaces de pagar el precio del imperio. España absorbía el dinero francés como una esponja».
En la carta, que Berthier hizo llegar al embajador en Madrid conde de La Forest —«procónsul de Napoleón en España», según Miguel Artola—, le decía: «Haréis conocer al rey de España que mis finanzas se desarreglan, que no puedo bastar a los enormes gastos que me cuesta España, que se hace indispensable que los fondos necesarios para los ingenieros, la artillería, la administración, los hospitales, cirujanos y administradores de todas clases sean proporcionados por España, así como la mitad de la paga; que nadie está atado a lo imposible ['que nul n'est tenu a l'impossible']; que el rey debe alimentar al Ejército de España, que todo lo que yo puedo hacer es dar dos millones mensuales como suplemento de la paga; que si esto no ocurre no queda más que un camino, que es hacer administrar las provincias por cuenta de Francia [pour le compte de la France], en vista de que la situación de mis finanzas no permite continuar tan grandes sacrificios». Napoleón «observaba a España desde una óptica estrictamente estratégica», ha comentado Rafael Abella. Pocos días antes de firmar el decreto Napoleón había incorporado al reino de Holanda al Imperio.
El decreto del 8 de febrero decía lo siguiente:

Considerando que las enormes sumas que nos cuesta nuestro Ejército en España empobrecen nuestro Tesoro y obligan a nuestros pueblos a sacrificios que no pueden soportar; considerando, de otra parte, que la administración española carece de energía y de poder en diversas provincias, lo que impide sacar partido de los recursos del país y, en cambio, los deja volverse en beneficio de los insurrectos, resolvemos establecer cuatro gobiernos particulares en Cataluña, Aragón, Navarra y Vizcaya bajo la administración directa de comandantes milites franceses, que tomarán el nombre de gobernadores generales… Todos los ingresos por provincia, producto de las imposiciones ordinarias y extraordinarias, ingresará en la Caja del Ejército ocupante, a fin de subvenir a los gastos de la tropa.

La valoración negativa de los historiadores sobre la decisión de Napoleón es prácticamente unánime. «La inoportunidad del decreto no podía ser mayor. Era evidente que Napoleón, celoso en el fondo de los laureles de su hermano, quería imponer límites a sus éxitos. A todo trance quería sacar partido del avance arrollador de José, sin ser consciente de sus dificultades ni de la reacción política que una medida como aquella podía significar en la pacificación del reino», ha escrito Manuel Moreno Alonso. «El golpe para José Bonaparte fue terrible. Toda su argumentación, esgrimida ante el pueblo español, basada en el mantenimiento de la integridad de la patria hispana y de sus posesiones americanas para hacer frente al enemigo inglés, se desmoronaba ante sus súbditos. En el origen de esta decisión napoleónica no debe desecharse la suspicacia que en el emperador habían sembrado los éxitos de su hermano en Andalucía…», ha valorado Rafael Abella. «El Emperador, como exteriorizando unos recelos mal contenidos, adoptó una resolución incomprensible y que daría al traste con la política josefina en España. […] Constituía dicha extraña disposición napoleónica un golpe mortal a la política del Rey José, fundada en las estipulaciones de Bayona y en la integridad del país», ha señalado Juan Mercader Riba. «Napoleón, con una total ausencia de tacto político, elige el momento en que su hermano parece va a lograr unir en torno suyo a todos los españoles, para decretar la separación de las provincias allende el Ebro, bajo el especioso pretexto de que los excesivos gastos del ejército de España y la debilidad de la administración nacional le obligan a sustituirla por otra militar, restableciendo de este modo el viejo programa de anexiones de 1807», ha escrito Miguel Artola. «En términos prácticos, no fue un golpe desastroso. Ninguna de las fuerzas de las que había perdido el mando nominal habían estado realmente bajo sus órdenes y ninguna de las cuatro provincias había aportado nunca ni un real a su tesoro. En términos de su objetivo a largo plazo de reconciliar a los españoles con él, fue fatal», ha afirmado Michael Glover. Glover cita al hombre de confianza de José I Miot de Mélito que se encontraba con él cuando recibió la noticia del decreto. En sus Memorias lo calificó de «golpe mortal infligido a él», añadiendo a continuación:

Ninguno de los españoles que se habían unido a su causa de buena fe pudo apoyarlo a partir de entonces sin traicionar abiertamente a su país. El cambio de dinastía había sido defendido a menudo como una forma de asegurar la independencia y la integridad del país. Ahora esas promesas fueron vistas como huecas. No había nada que el rey pudiera hacer para resistir esa flagrante violación de las promesas hechas por él y de las seguridades que había dado en cada discurso que había hecho. En mi opinión su única resolución compatible con el honor hubiera sido abdicar la corona. No podía llevarla nunca más sin ser cómplice de las decisiones del Emperador y dar la impresión de aceptar reinar sobre los que quedara de España mientras mantuviera el título de rey.

El historiador francés Thierry Lentz ha señalado que «Napoleón no veía en España más que un elemento de la preponderancia imperial en Europa y un frente como los otros en su guerra contra Inglaterra», a diferencia de «José I y de su entorno que pensaban que la recuperación del país y su pacificación no podrían hacerse en tanto este conflicto despiadado continuara». Por otro lado, según Lentz, «la confiscación del poder y de los ingresos del norte de su reino selló oficialmente el fin de la independencia de José I».

## Implantación de los gobiernos militares y protestas de José I (febrero 1810-julio 1811)

### Los gobiernos militares en las «provincias» a la izquierda del Ebro

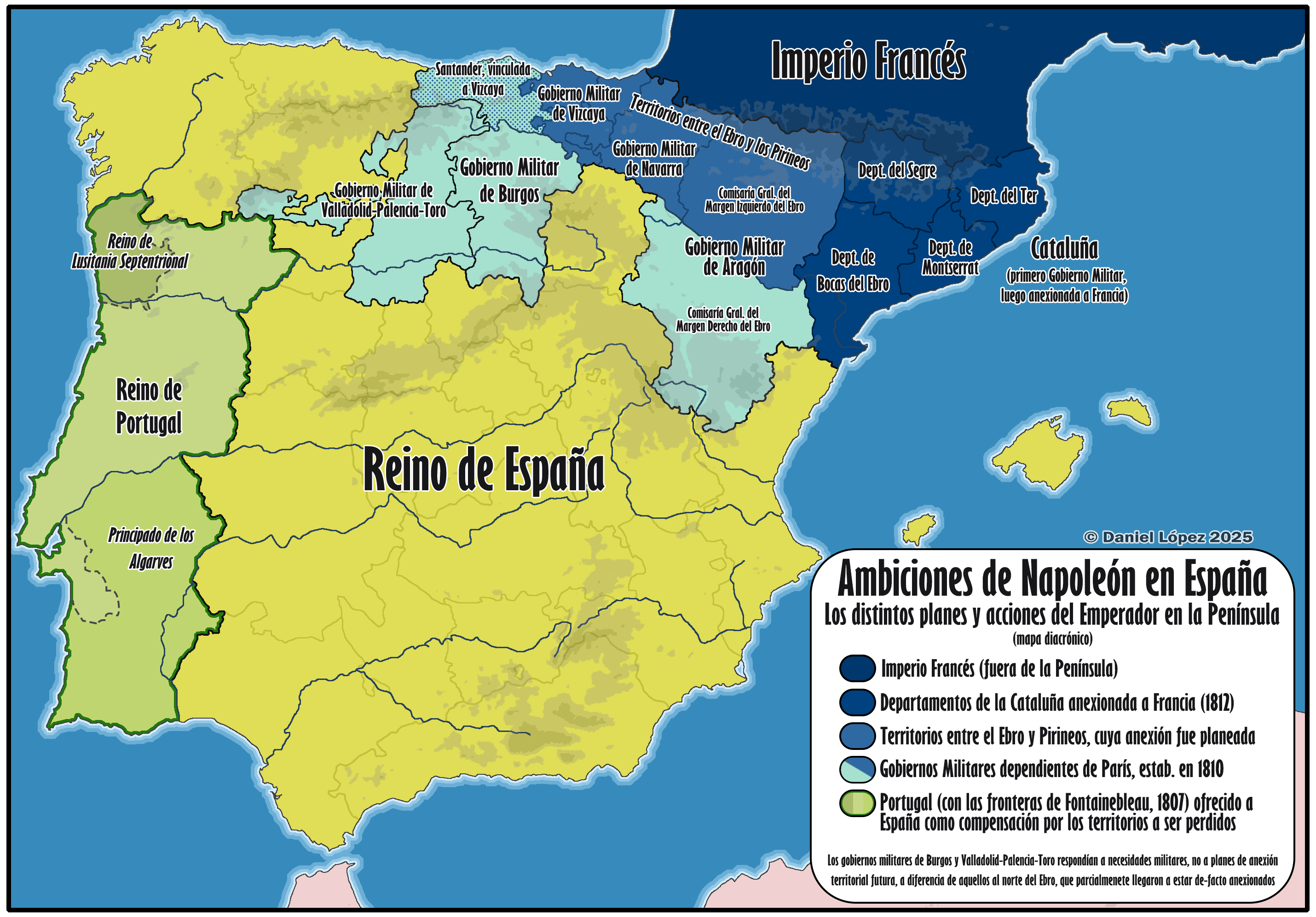
Mapa diacrónico de las distintas ambiciones y modificaciones territoriales realizadas por Napoleón.

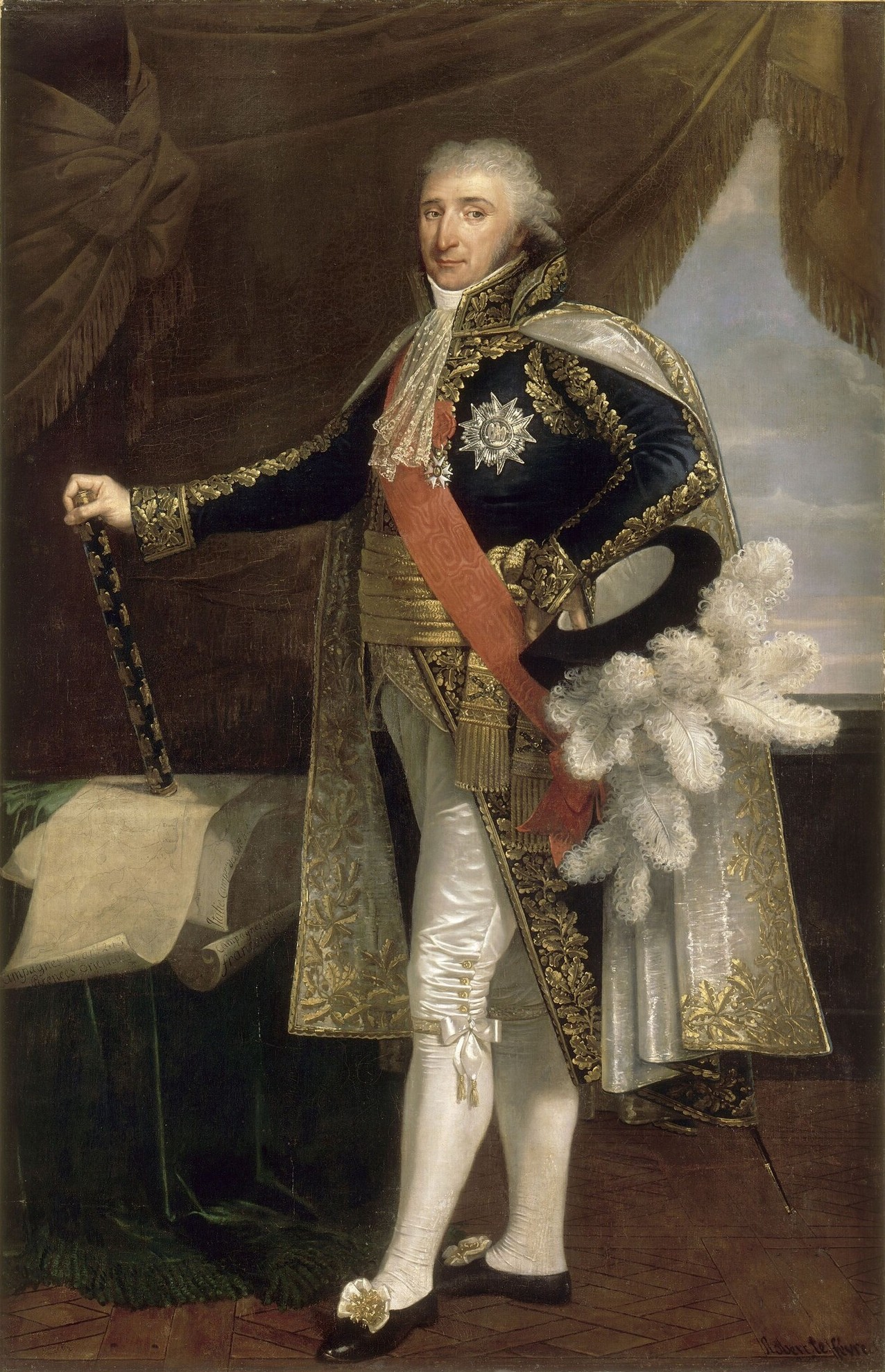
Retrato del mariscal Augereau por Robert Lefevre (1805). Augereau fue nombrado por Napoleón gobernador de Cataluña. Durante su mandato el catalán fue la lengua oficial junto con el francés, en detrimento del castellano.

Napoleón, actuando por completo a espaldas de su hermano, nombró al mariscal Augereau gobernador de Cataluña, al mariscal Suchet de Aragón, al general Dufour de Navarra y al general Thouvenot de Vizcaya, dejándoles claro que solo rendirían cuentas ante él ―sus comunicaciones serían estrictamente confidenciales― y que todos los ingresos obtenidos en estas «provincias» irían a parar directamente a las arcas del ejército ocupante. A Augureau le ordenó que en Cataluña, cuyas comunicaciones directas con Madrid estaban interrumpidas desde el principio de la guerra, estableciera «una administración provisional» y que allí hiciera «enarbolar en lugar del español, el estandarte francés y el catalán». «Ni el rey [José I] ni sus ministros no tienen nada que ver en Cataluña», le advirtió Napoleón. También le dijo que debía «obrar con la idea que quiero reunir esta provincia a Francia». Unas órdenes que el general Augureau, duque de Castiglione, cumplió inmediatamente. Comenzó por lanzar proclamas escritas en catalán y en francés anunciando la formación de un Gobierno del Principado y haciendo referencia a las viejas glorias de los catalanes a los que llama «los franceses de España». «Sí, vencedores de Atenas y de Neopatria… La patria catalana va a renacer de sus cenizas… Napoleón el Grande os va a dar un nuevo ser…», decía la que publicó el Diario de Barcelona el 19 de marzo, día de la onomástica del rey José. Las proclamas fueron redactadas o inspiradas por Tomàs Puig, firme partidario de la incorporación de Cataluña al Imperio napoleónico. Sin embargo, el 23 de mayo Augureau será sustituido por Étienne Jacques Joseph Macdonald, duque de Tarento. Durante el periodo de gobierno de Augureau el catalán, junto con el francés, fue la lengua oficial ―las actas del Ayuntamiento de Barcelona se escribieron en catalán y el «Diario de Barcelona», que hacía las veces de periódico oficial, se catalanizó con el nombre de Diari de Barcelona―. Sin embargo, la oficialidad de catalán duró poco tiempo porque en cuanto Macdonald se hizo cargo del gobierno de Cataluña el castellano recuperó su rango oficial, junto con el francés.
A Suchet, gobernador de Aragón, Napoleón le ordenó que no admitiera «ninguna comunicación de los habitantes con Madrid, ya que antes de que los ministros del rey ejerzan influencia sobre dicho país, conviene que mis tropas tengan lo que les haga falta. Además, algunas partes de Aragón son indispensables a la seguridad de Francia». Instrucciones similares recibieron el general Dufour para Navarra y el general Thouvenot para Vizcaya. Por otro lado, Napoleón dio permiso al resto de generales que teóricamente estaban a las órdenes de su hermano para que pudieran quedarse para sus tropas «los réditos de las regiones que ocupaban». Siguiendo este ejemplo, en cuanto el rey José I regresó a Madrid el mariscal Soult convirtió a Andalucía en una especie de virreinato personal ―un «pachaliato» lo denomina Juan Mercader Riba―.
El establecimiento de los gobiernos militares en las «provincias» a la izquierda del Ebro causó una honda conmoción entre los partidarios del José I y en el propio rey ―uno de los cortesanos lo encontró en estado de desesperación, «verdaderamente con lágrimas en los ojos»― porque, como ha subrayado Manuel Moreno Alonso, «invalidaba por completo los argumentos que el rey empleaba para atraer a su bando a los naturales de la Península». «Toda la política española de José I se veía reducida a ceniza», ha comentado Rafael Abella. Así lo constató el embajador francés conde de La Forest: «La impresión producida al conocerse en Madrid la noticia de los decretos imperiales ha sido profunda...». El ministro Azanza le dijo al embajador que si el decreto se cumplía «será imposible ya en España cualquier ordenación, bien sea económica o política, quedando el rey José completamente inútil para su pueblo, y anula por entero su autoridad».
El propio rey reconoció la gravedad de la situación en una carta que envió a su esposa Julia Clary: tras la implantación de los gobiernos militares «la opinión ha cambiado: los franceses son considerados enemigos encarnizados, y en todas partes se les mata…». También le escribió a su hermano Napoleón: «Mi presencia aquí es hoy en día completamente inútil». En Madrid corrió el rumor, recogido por el embajador La Forest, de que los gobiernos militares iban a extenderse a toda España y que «José I ha sido invitado por el Emperador a dirigirse a París». El confidente y amigo del rey Miot de Mélito le aconsejó que abdicara: «Escoged la oportunidad favorable de reparar a los ojos de Europa vuestra causa, y de arrojar sobre su verdadero autor la responsabilidad de vuestras desgracias». «Desgraciadamente para su honor, José no se atrevió a dar ese paso [abdicar]. En parte por su puro amor al trono, en parte por su su sentido del deber hacia esos españoles que se habían comprometido a servirle, decidió contemporizar», ha comentado Michael Glover. Con la reorganización militar decretada por Napoleón José I solo quedó al mando de unos 15 000 hombres situados todos ellos en Castilla la Nueva, que será el único territorio sobre el que a partir de entonces ejercerá una autoridad efectiva. «E incluso en ese pequeño reino, no estaba seguro contra las incursiones de las guerrillas... que en más de una ocasión cabalgaron hasta las puertas de Madrid».

### La respuesta de José I: las embajadas de Azanza y de Almenara

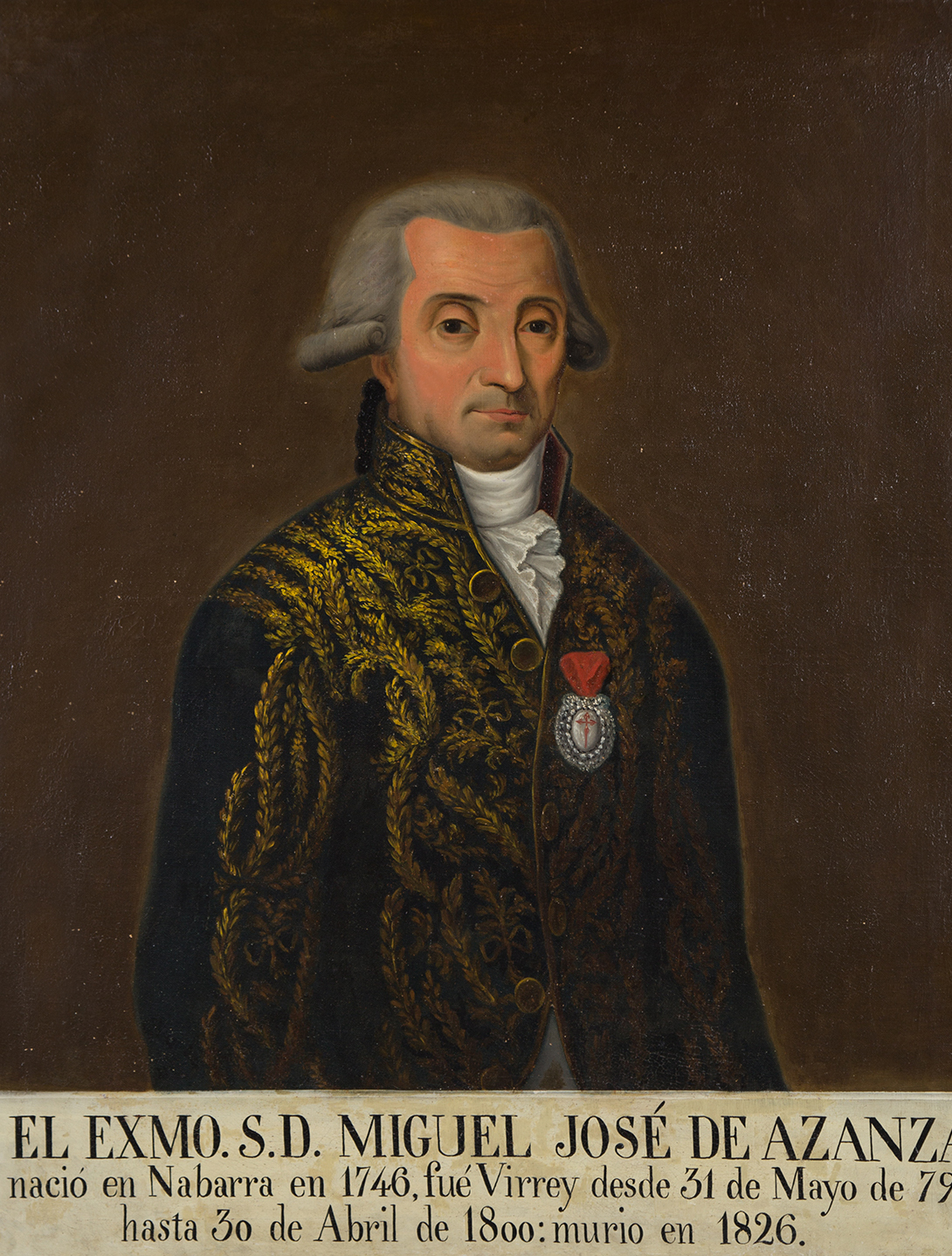
Miguel José de Azanza, ministro de Indias y de Asuntos Eclesiásticos, fue enviado a París por José I con la misión de que convenciera al emperador Napoleón Bonaparte de que anulara el decreto por el que las «provincias» a la izquierda del Ebro dejaban de estar bajo el gobierno directo de la Monarquía española.

José I no abdicó ―«envanecido por sus éxitos andaluces y decidido a aferrarse al trono», según Rafael Abella― y optó por la negociación. Envió a París al ministro Miguel José de Azanza, al que nombró duque de Santa Fe como forma de destacar la importancia de la misión, para que intentara que el emperador revocase el decreto del 8 de febrero. El pretexto fue la noticia de que Napoleón iba a casarse con la hija del emperador de Austria. «Azanza, como navarro de nacimiento, se oponía visceralmente a ver a su región convertida en una provincia francesa». Tal vez por eso lo escogió José I, a pesar de no ser el ministro de Negocios Extranjeros, aunque también contó el hecho de que estaba bien considerado por Napoleón ―en un boletín dirigido al Ejército imperial en España este había dicho de Azanza que era el ministro más virtuoso y más ilustrado―.

Mapa de la división en prefecturas de 1810 realizado por José I siguiendo el ejemplo de los departamentos franceses. Sin embargo, esta nueva división nunca entró en vigor totalmente pues este gobierno tan solo controlaba una parte del territorio español y, por otra parte, Napoleón planeaba la incorporación a Francia de las tierras al norte del Ebro.

Asimismo José I, ignorando conscientemente el decreto de su hermano, aprobó el 17 de abril la división de la península en 38 prefecturas ―siguiendo el modelo francés de los départements― que incluían a las «provincias» del otro lado del Ebro. En un decreto complementario las agrupó en 15 divisiones militares que englobaban cada una dos o tres prefecturas y que estaban sujetas al control del rey. Miot de Mélito reconoció que la decisión de la nueva organización administrativa había sido adoptada como una especie de protesta contra el decreto del 8 de febrero. José I le escribió a su esposa Julia: «Estoy completamente decidido a no transigir con mis deberes: si se quiere que gobierne España solamente para el bien de Francia, no se debe esperar eso de mí». Lentz comenta: «él no tenía sin embargo ningún medio de hacer aplicar sus decisiones. Esta vez los mariscales y generales franceses se sentían definitivamente liberados de toda restricción y ningún representante del poder español fue respetado... La frágil confianza popular en José se hundió al mismo tiempo que su autoridad, a partir de entonces circunscrita a sus palacios».
José I también propuso la celebración de Cortes, «que han de celebrarse en el presente año de 1810» (aunque estas nunca llegarían a reunirse). Como paso previo se había encargado a los recién estrenados Prefectos que elaboraran listas de vecindario de cada una de las localidades de su circunscripción en las que deberían constar los nombres, edad, estado, profesión y rentas. Según Juan Mercader Riba, el anuncio de la convocatoria de Cortes «se hizo para lograr un puro efecto político, ya sea enfrente de las autoridades rebeldes de Cádiz, ya de cara a Napoleón, para respaldar en cierto modo la misión de Azanza, y conseguir la revocación del decreto imperial del 8 de febrero».
Pero Napoleón no cambió su política sobre España y el 17 de abril, el mismo día en que José I había establecido la nueva división administrativa del reino, nombró al mariscal Massena, comandante superior de la Alta España, con mando directo del llamado Ejército de Portugal de 70 000 hombres, y el 29 de mayo establecía dos nuevos gobiernos militares, esta vez en la margen derecha del Ebro: el de Burgos y el de Valladolid. Entre algunos de los partidarios de José I se consideró el decreto del 29 de mayo como una réplica de Napoleón a la división en prefecturas aprobada el mes anterior.
«La decisión, que ampliaba el número de gobiernos militares hasta seis, fue el golpe de gracia que puso fin a las ilusiones afrancesadas [de revertir el decreto de febrero]», ha afirmado Miguel Artola. En efecto, como ha indicado Rafael Abella, tras la promulgación del decreto de 29 de mayo, «habida cuenta de que Santander y Asturias, teóricamente adscritas a su dominio, eran en la práctica feudos del general Bonet, que actuaba a su aire y que, nombrado Soult para la jefatura suprema del Ejército de Andalucía, se saldría con la suya de convertir su mando en un virreinato, a José I le quedaba tan sólo como posesión efectiva el territorio de Castilla la Nueva. Y en la capital le tocaría lidiar con el general Belliard, que, aprovechando, la ausencia de José en su periplo andaluz, había usurpado unas funciones más propias del soberano… alardeando de disfrutar de mayor popularidad entre el pueblo de Madrid que el propio monarca».
Mientras tanto, Azanza, que había llegado a París a finales de abril acompañado de Deslandes, el secretario particular de José I, llevaba ya dos meses sin ser recibido a pesar de las reiteradas peticiones que había hecho al ministro de Asuntos Exteriores Jean-Baptiste Nompère de Champagny, duque de Cadore. Sólo había conseguido ser saludado por Napoleón «con bastante agrado» durante una levée. En una carta que le envió a José I a finales de junio Azanza le decía: «Creerá Vuestra Majestad que algunos políticos de París han llegado a decir que en España se preparaba una nueva revolución muy peligrosa para los franceses; es, a saber, que los españoles unidos a V.M. se levantarán contra ellos. Considere V.M. si cabe una quimera más absurda y cuán perjudicial nos podría ser si llegara a tomar algún crédito».
Hasta el 19 de junio —el 17 de junio, según Miguel Artola— no celebró Azanza, por fin, una entrevista oficial con el ministro Champagny, pero a este no le pudo decir los verdaderos motivos que le habían llevado a París. Ante los reproches del ministro, Azanza defendió la política de benignidad respecto a los «insurgentes», «pues de esta forma se había ganado Andalucía y se ganaría España». Un mes después, el 19 de julio, Champagny le envió una carta invitándole a un nuevo encuentro. Durante el mismo el ministro de Napoleón reiteró las recriminaciones hacia José I ―entre otras, de nuevo su «indulgencia» hacia los «insurgentes» o los escasos recursos aportados para el sostenimiento de las fuerzas francesas―. Además, le dijo «que deploraba que el rey de España abandonase las directrices de Su Majestad Imperial» y añadió que «el emperador se ha sentido vivamente ofendido por muchas de las cartas del Rey, en las que amenaza abandonar su Corona». Y concluyó con una amenaza: «sería muy fácil [al emperador] de hacer volver a España al príncipe de Asturias Fernando, el cual se prestaría sin duda a cederles las provincias que convinieran en las condiciones que quisiera imponerle». Azanza le respondió haciendo referencia ―y no era la primera vez― al precedente de la guerra de sucesión española de cien años antes: «Seremos buenos aliados. Por esta única ventaja Luis XIV hizo la guerra contra una gran parte de Europa durante siete años, y con la finalidad exclusiva de afirmar un príncipe de su dinastía en el Trono español». También le dijo que «la pretensión de instaurar una monarquía comprensiva y liberadora no podía, en modo alguno, ir precedida por la requisa y la apropiación de todos los bienes del país».

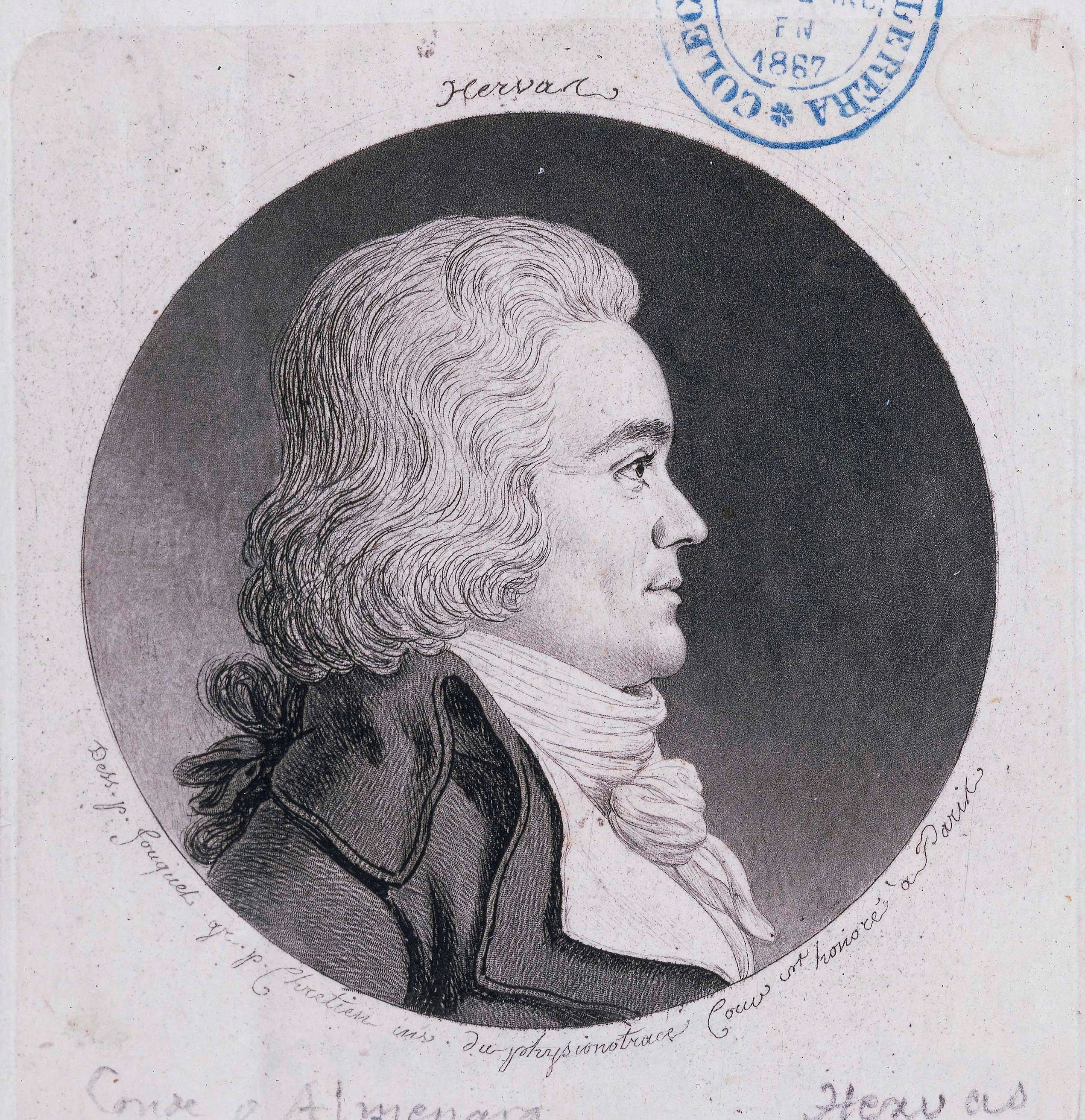
José Martínez de Hervás, marqués de Almenara, ministro del Interior, fue enviado a París por José I al fracasar las gestiones de Miguel José de Azanza.

Ante lo infructuoso de las gestiones del ministro Azanza, José I decidió enviar a un segundo representante personal suyo, el marqués de Almenara, aprovechando que tenía muy buenas relaciones con algunos personajes de la corte de París ―era suegro del mariscal Gérard Duroc, hombre de confianza del emperador―. El marqués, que salió de Madrid el 7 de agosto, llevaba el encargo de decirle a Napoleón que la idea de restituir a Fernando VII en el trono de España «le sería muy agradable» y que estaba decidido a seguir el ejemplo de su otro hermano Luis Bonaparte que acababa de renunciar al reino de Holanda ―y este había sido anexionado al Imperio―.
El marqués de Almenara fue recibido por Napoleón en persona pocos días después de su llegada a París, a diferencia de lo que había sucedido con Azanza que llevaba más de tres meses esperando. Le habían advertido que se limitara a entregar la carta del rey José y que no hablara «de los asuntos de España», pero el marqués durante las tres horas que duró la entrevista le pidió en nombre de su hermano que suprimiera los gobiernos militares, que retirara todos los empleados franceses y que renunciara a cualquier pretensión sobre el territorio español. También le pidió su consentimiento para la convocatoria de Cortes a las que se pensaba invitar a los diputados de la España «insurgente», que en aquellos momentos se estaban congregando en Cádiz.
Tras volver a amenazar con restituir en el trono a Fernando VII, Napoleón remitió al marqués a su ministro de Asuntos Exteriores. En la entrevista que mantuvieron el 3 de septiembre, en la que también participó por el ministro Azanza quien por fin había conseguido ser recibido por el emperador, Champagny en nombre de Napoleón se negó a renunciar a los gobiernos militares alegando que la incorporación de hecho de las provincias españolas fronterizas era indispensable para la seguridad de Francia ―en compensación llegó a ofrecer al rey José el reino de Portugal a cambio, aunque aún no había sido conquistado―. La decisión final la tomó el propio Napoleón ―los seis gobiernos militares se mantenían― y esta fue la que Almenara llevó a Madrid ―Azanza se había vuelto antes, el 21 de octubre, después de que los correos que había enviado al rey José informándole de las pretensiones de su hermano sobre España fueran interceptados por los guerrilleros y al no estar cifrados, un gran error del ministro, fueran publicados no sólo por la prensa de la zona «patriota», sino también por la de toda Europa, provocando un gran escándalo―.

El rey [José] debe pagar el "prest" de las tropas; las provincias deben alimentarlas y vestirlas; el Rey mandará los jefes de todos los ejércitos y podrá destituir a los generales que no se conduzcan bien. Convocará Cortes en Madrid, verificada la conquista de Portugal, y no me quedaré con un pie en tierra de España y desde luego haré retirar todos los empleados franceses. Es también necesario que se ocupe de arreglar el presupuesto de forma que quede una suma para ir reembolsando a Francia lo que ha suplido desde que entró en Rey en España; y no se olvide, sobre todo, que debe la corona a Francia.

El marqués de Almenara llegó a Madrid el 9 de diciembre y al día siguiente presentó ante José I y su consejo privado el resultado de sus gestiones ante Napoleón. Lo resumió en una sola frase: «Ni ayuda, ni dinero, ni supresión de los gobiernos militares». En cuanto a la convocatoria de Cortes, Almenara informó que se estaba a expensas de que el mariscal Masséna conquistara Portugal ―lo que no conseguiría―, que se recomendaba el acuerdo con los «insurgentes» para su participación en las mismas, previo reconocimiento de José I como su rey y la aceptación de la Constitución de Bayona y que el emperador advertía que quedarían excluidas las provincias de más allá del Ebro. Los ministros no creían factible un entendimiento con las Cortes de Cádiz que acababan de constituirse, tal como comunicó el embajador francés conde de La Forest a su gobierno.

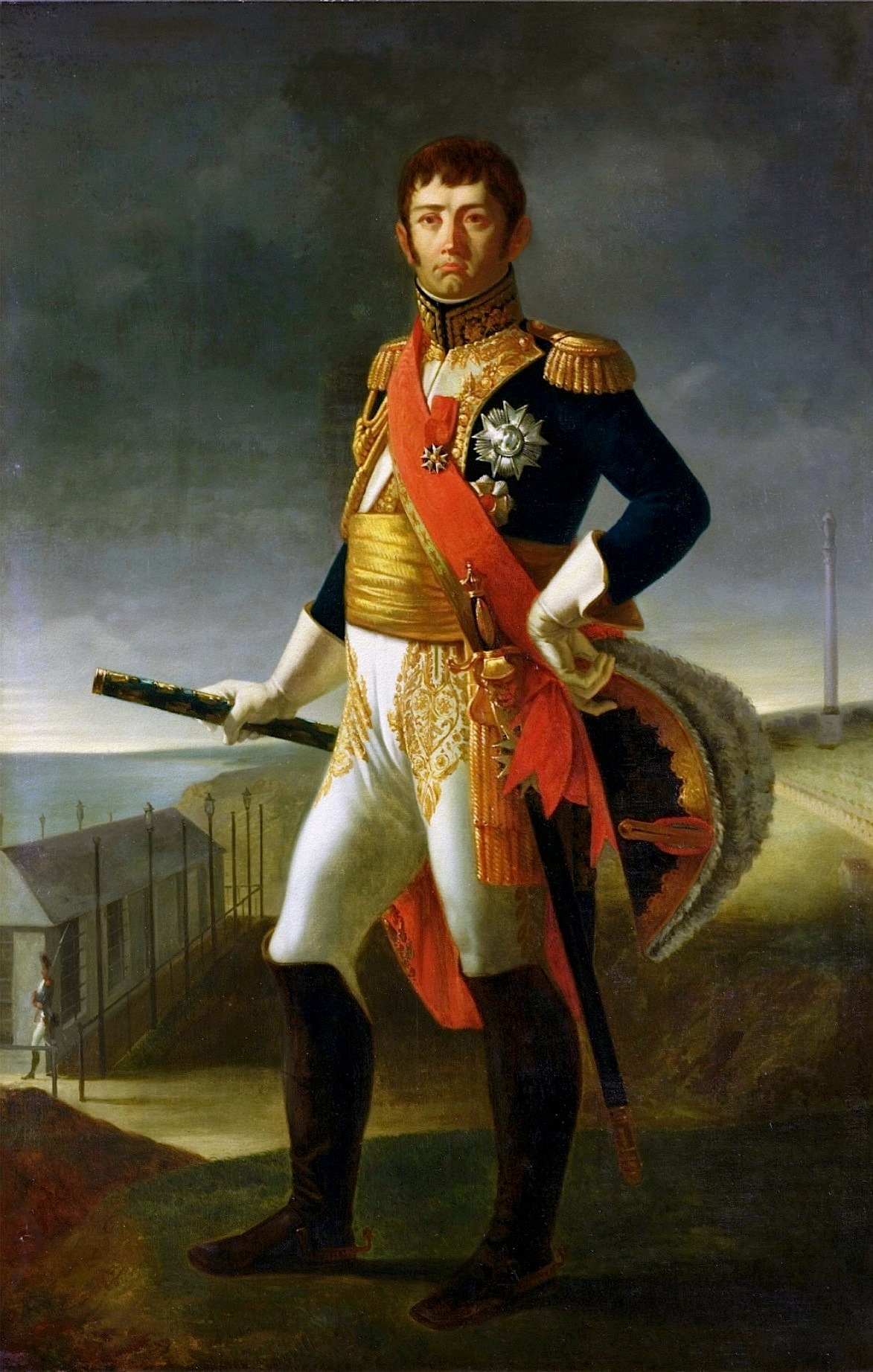
El mariscal Soult actuaba como «virrey» de Andalucía sin someterse a la autoridad de José I.

Por otro lado, la falta de dinero seguía acuciando a José I. Para sustituir al fallecido Cabarrús nombró el 31 de agosto al frente del Ministerio de Hacienda al consejero de Estado Francisco Angulo, que había desempeñado el cargo de Comisario regio de Córdoba, pero Angulo solo pudo certificar que las arcas del Estado estaban vacías y que el rey no disponía ni siquiera de las cantidades suficientes para pagar al personal de su Guardia ―la venta de los bienes nacionales no había conseguido acabar con el déficit de la Hacienda ni reducir la deuda―.
Una de las soluciones que adoptó José I fue nombrar al conde de Montarco comisario regio para Andalucía con el fin de limitar los poderes que se había atribuido el «virrey» Soult y de esa forma conseguir que la mayor parte de los tributos de la región fueran a Madrid. Pero no solo no logró en absoluto su objetivo ―el conde de Montarco llegó a ponerse de parte de Soult―, sino que el mariscal dejó sin contenido a las prefecturas que había establecido el rey en Andalucía, acrecentando así aún más su poder personal. «En consecuencia, el reinado de José I sobre las tierras andaluzas era puramente nominal». En efecto, Soult, «que utilizaba la lógica napoleónica de sacar el máximo provecho del país», reclutó «españoles para luchar contra la guerrilla, mientras se ocupaba sobre todo de reunir una fortuna que su esposa depositaba en bancos alemanes y de acumular obras de arte, es especial “murillos” para su colección personal, con métodos que justificarían que Napoleón dijese en su destierro de Santa Elena: “Debía haber hecho un escarmiento ejemplar y fusilar a Soult, que era el más ladrón de todos”».
Otra posible solución a los problemas de la Hacienda era recurrir a Napoleón. El 5 de marzo de 1811 le escribe José I a su hermano: «Si hemos de tener guerra con Rusia, como se dice, es indispensable que el Emperador me envíe socorros en metálico y que me muestre mucha más confianza, pues yo le secundaré posiblemente más de lo que cree, e incluso podré prestarle tropas».

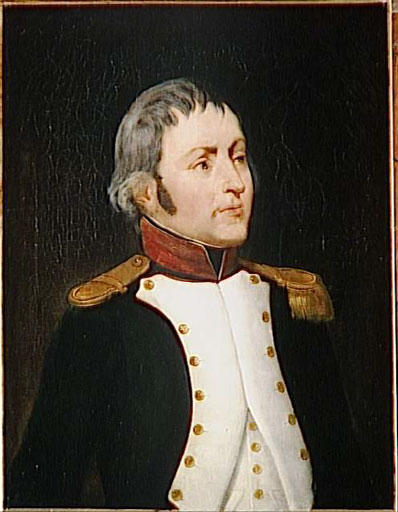
El general Belliard, gobernador militar de Madrid, aprovechó la ausencia del rey José I para usurpar funciones propias del soberano. José I lo destituyó, pero Napoleón lo repuso en el cargo.

Otro problema que hubo de afrontar José I fue la intromisión en el gobierno del general Belliard, que, aprovechando, la ausencia de José en su periplo andaluz, había usurpado unas funciones más propias del soberano. José I lo destituyó como gobernador militar de Madrid a raíz de un incidente que se produjo durante las celebraciones religiosas de la Navidad ―Belliard había acudido a una ceremonia en la iglesia de los carmelitas donde había sido aclamado por los numerosos asistentes, mientras que José I había ido a misa a la catedral de San Isidro, a la que había asistido muy poca gente―, pero Belliard recurrió a Napoleón y este el 17 de enero de 1811 lo repuso en el cargo. De nada sirvieron las protestas de José I ―«este hombre que deja sin pan ni calzado a quienes tienen la desgracia de ser sus servidores y en cambio se libra a costosas construcciones ahora», escribió de Belliard el rey―. Solo unos meses más tarde dejará Napoleón que José I se deshaga de él e incluso que lo procese.
Un problema más grave que se planteó en la primavera de 1811 fue la intranquilidad social que se comenzó a vivir en Madrid y en otros lugares como consecuencia del anuncio del aumento del precio del pan ante la carestía de los cereales acrecentada por la perspectiva de que la cosecha de 1811 iba a ser muy mala. El asunto fue debatido en un consejo extraordinario de ministros convocado por el rey y este zanjó la discusión ordenando que hasta que no pasara el día de su santo, el 19 de marzo, el pan se vendería a su antiguo precio, indemnizando a los panaderos por las pérdidas que iba a ocasionarles ―había corrido el rumor por la capital de que el aumento del precio del pan se debía a que había que sufragar los gastos por la onomástica del rey; de hecho, ese año no hubo ninguna celebración, y por la misma razón no se habían celebrado los carnavales―.

### El «interregno»: el viaje de José I a París (abril-julio de 1811)
La noticia del nacimiento del hijo del emperador, que recibió el título de Rey de Roma, le proporcionó a José I la excusa que necesitaba para viajar a París e intentar convencer personalmente a su hermano de que rectificara ―Napoleón le había manifestado en varias cartas que su deber era permanecer en España, reiterándole la amenaza de apoderarse de todas las plazas y territorios españoles que considerara estratégicos para Francia si abdicaba, lo que José I se estaba planteando muy seriamente; el 2 de diciembre le había escrito a su esposa: «Abandonaré España en cuanto pueda hacerlo con honor»—. Salió de Madrid el 23 de abril de 1811 acompañado por el ministro de la Guerra, Gonzalo O'Farrill, el de Negocios Extranjeros, marqués de Campo Alange, y el ministro-secretario de Estado, Mariano Luis de Urquijo. También marcharon con él sus confidentes Miot de Mélito y el conde de San Anastasio. En la capital dejó constituido una especie de consejo de ministros bajo la presidencia de Azanza que se reuniría, al menos, una vez por semana en la Sala de Palacio Real, destinada a las sesiones del Consejo de Estado. El embajador La Forest escribió a su gobierno: «Cree que regresará fortalecido; revestido, a los ojos de los españoles y de las autoridades militares francesas, de la consideración de que carece... Se muestra convencido de que únicamente él puede hacer palpable al Emperador la situación de los asuntos españoles y concertar con él los remedios». En una proclama José I explicó las razones de su viaje:

Mi actual viaje a París no tiene otro objeto que conferenciar con el Emperador, mi hermano, acerca de la felicidad de España. Voy a garantizar su integridad e independencia, sin las cuales no quiero reinar... Los gobiernos militares son momentáneos y el resultado de una medida que el Emperador ha considerado necesaria en vista de las circunstancias... A mi regreso convocaré las Cortes Generales de la nación en Madrid. Los pueblos las elegirán libremente entre los hombres íntegros en que España abunda... Haremos una constitución, aboliendo la de Bayona, como provisional. Enviaremos circulares a las provincias no sometidas para convocarlas a Cortes. Si quieren venir a someterse, las tropas imperiales no entrarán en ellas, y evitarán su ruina. Avisaremos igualmente a las Cortes insurrectas y al Gobierno de Cádiz para que cooperen a esta gran obra.

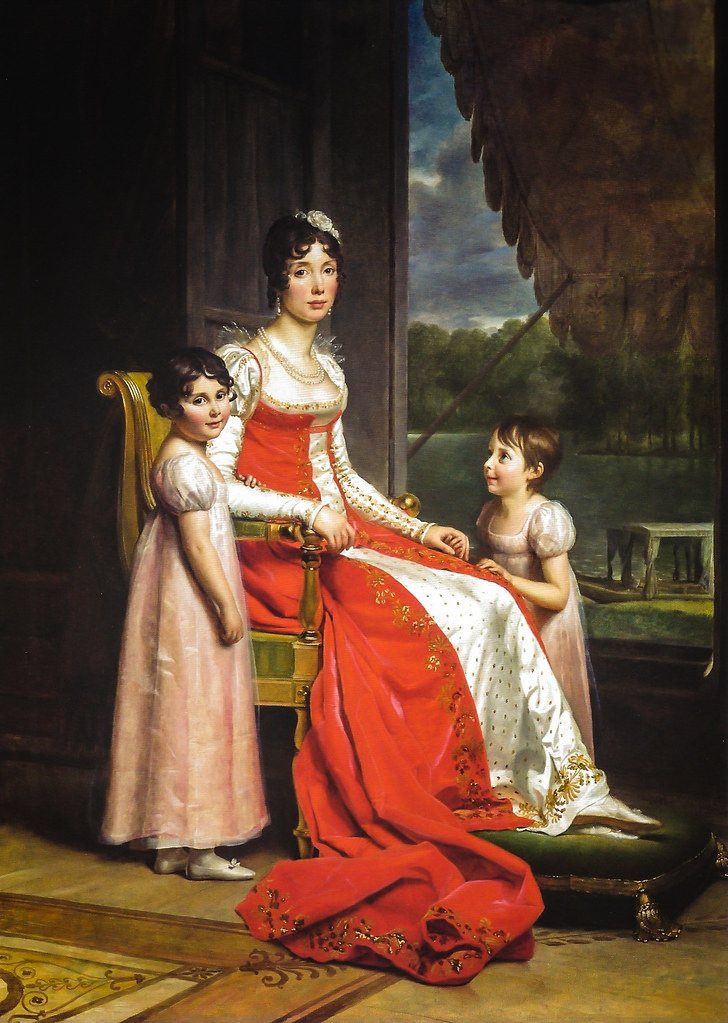
Retrato de la esposa de José I Julia Clary y de sus dos hijas, Zenaida y Carlota por François Gerard. José I se encontró con ellas en su Château de Mortefontaine donde vivían, ya que no le habían acompañado a España.

Nada más cruzar el 10 de mayo la frontera franco-española bordeando Bayona recibió una nueva orden del emperador de que no saliera de España. Pero José I no hizo caso —le escribió a Louis Alexandre Berthier, príncipe de Neuchâtel, jefe del Estado Mayor del Ejército imperial: «Estaré en París lo más pronto posible. Quiero ver al Emperador... le debo la verdad que ignora y no puede adivinar; su espíritu hará lo demás»— y el 15 de mayo llegaba a la capital francesa, «donde esperaba hallar la solución de todos sus problemas y tribulaciones», comenta Juan Mercader Riba.
Al día siguiente se entrevistó en el palacio de Rambouillet con Napoleón, pero este, alegando que salía de inmediato para Normandía acompañado de la emperatriz María Luisa de Austria donde pasaría dos semanas, no atendió su petición, ya formulada por sus enviados Azanza y Almenara, de poder actuar realmente como rey de España sin interferencias por parte de París ―«la entrevista debió ser borrascosa», comenta Juan Mercader Riba; «paradójicamente, las reuniones fueron cordiales y la conversación en apariencia positiva», comenta, por el contrario, Thierry Lentz―. José I se retiró a su Château de Mortefontaine, donde se encontraban su esposa Julia y sus dos hijas. Allí recibió al cabo de diez días al príncipe de Neuchâtel que le traía la respuesta de su hermano en términos muy vagos —incumpliendo parte de las promesas que le había hecho durante la entrevista del 16 de mayo—. Se le reconocía como general en jefe de las tropas desplegadas en España —y se le autorizaba a destituir al general Belliard—, pero sin especificar si estaban incluidas las que se encontraban en los gobiernos militares de la izquierda del Ebro. Tampoco se concretaban sus prerrogativas como rey de su propio reino. Los gobiernos militares se mantendrían y se le asignaban quinientos mil francos al mes para los gatos de su Casa Real y otros quinientos mil para las tropas. José I le replicó:

¿Cómo, en las diversas hipótesis de la guerra actual, puedo yo dejar de tener el alto mando de las tropas estacionadas en las zonas que aseguran mis comunicaciones con Francia? ¿Cómo no puedo tener bajo mis órdenes directas a los administradores, franceses y españoles, que constituyen dichos gobiernos particulares? ¿Cómo atravesar, cual si fuera un extranjero, a unas provincias que me esperan como un Mesías, y a las que les he prometido Cortes, y un gobierno nacional, desde el día en que la guerra lo permitiría, habiéndome asegurado a cambio de todo ellos sus brazos y hasta sus propiedades? El viaje del Rey no habrá sido verdaderamente útil si éste no puede reaparecer más allá de los Pirineos, investido de todos los medios capaces de conducir a España a su pacificación. Las Cortes son la única esperanza para provocar una grande y saludable conmoción: el Rey debe, pues, convocarlas; pero debe también poder mandar en todas las provincias del norte y de Aragón, por encima de aquellos generales gobernadores en ellas, hoy sustraídos a su obediencia.

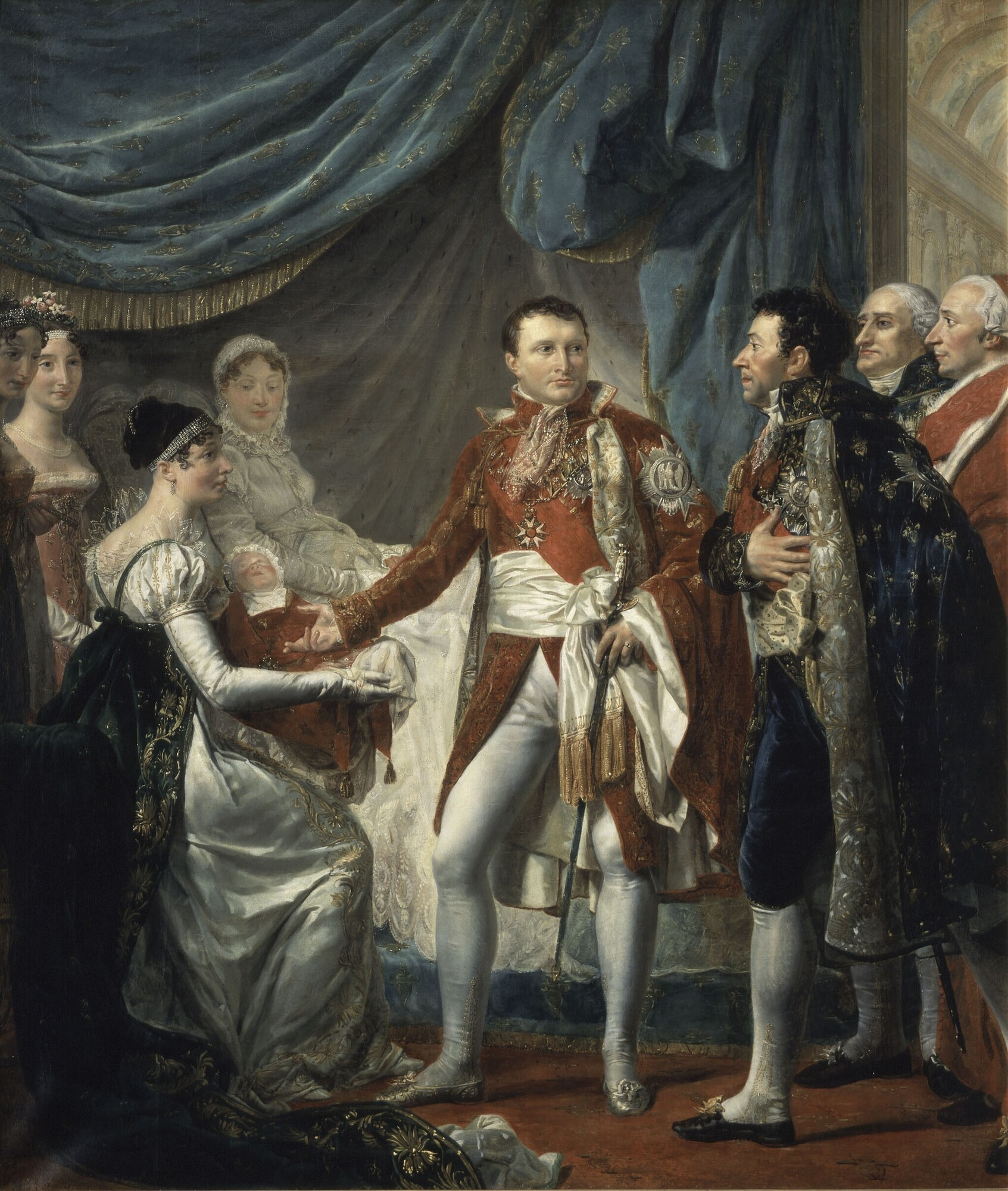
Napoleón presentando a los dignatarios del Imperio a su heredero recién nacido, el rey de Roma. Al bautizo celebrado el 9 de junio de 1811 asistieron José I Bonaparte y su esposa Julia Clary, en su condición de rey y reina de España.

El 4 de junio tuvo lugar un nuevo encuentro, esta vez en el palacio de Saint-Cloud, entre los dos hermanos, tras la vuelta del emperador y de su esposa de la costa normanda, pero en aquel momento Napoleón estaba centrado en los preparativos del bautizo de su heredero, el rey de Roma, que tendría lugar en el Palacio de las Tullerías cinco días después en un acto revestido de gran pompa y magnificencia celebrado en la catedral de Notre Dame ―José I tuvo que forzar el protocolo para que le fuera reconocida su condición de rey a él y de reina a su esposa―. El 12 de junio Napoleón volvió a recibirle, también en el palacio de Saint-Cloud, y solo le hizo algunas pequeñas concesiones, como la de que la justicia sería impartida en su nombre en todo el territorio español, así como la recaudación de tributos. En cuanto al mando militar directo solo detentaría el del Ejército del Centro, quedando los de Andalucía, Aragón, Cataluña y todo el norte de España bajo las órdenes de sus respectivos militares franceses. Con un resultado tan decepcionante, José Bonaparte inició su viaje de regreso a España el 16 de junio tras despedirse de su hermano. Su fiel Miot de Mélito le acompañó tras meditar si se quedaba en París y tras volverle a aconsejar una vez más que abdicara. En cambio el ministro de la Guerra O'Farril volvió convencido de que el viaje había sido un éxito. Lo que sí había hecho Napoleón era comenzar a enviar el dinero comprometido a España, por lo que el Consejo de Ministros antes de la vuelta del rey ya pudo disponer de fondos importantes, «después de tantos meses de agobios». «Fue un acontecimiento para Madrid la llegada de esta inyección napoleónica de dinero», «aunque no había de representar más que un zurcido para la deteriorada burocracia josefina», comenta Juan Mercader Riba. Durante su viaje de regreso José I le escribió a su hermano: «Si tuviese a mi disposición, hoy en día, veinte millones de francos y toda la autoridad necesaria sobre los Ejércitos del Norte y de Aragón, creo que podría cambiar la faz de este país». El 27 de junio cruzó la frontera por el río Bidasoa. Le sorprendió agradablemente el recibimiento que recibió. Desde Vitoria escribió el 2 de julio: «Mi vuelta parece haber mejorado el espíritu de la gente».
El 15 de julio José Napoleón I entraba en Madrid ―era la quinta vez― siendo recibido con gran entusiasmo por la población. «Al pueblo se le atrajo mediante una corrida de toros gratuita, haciendo franca la entrada en los teatros durante aquel día y mediante un deslumbrante “árbol de fuego” artificial». El jefe del gobierno interino Azanza ofreció una comida cuyo pago adelantó de su propio bolsillo.
Durante la ausencia del rey, el Consejo de Ministros, «presidido por Azanza, como suprema autoridad, más nominal que efectiva», tuvo que hacer frente a la falta de fondos ―no tuvo más remedio que recurrir a la municipalidad de Madrid para poder sufragar los gastos más perentorios, especialmente las reclamaciones de pago de los asentistas de víveres― y también a la indisciplina del general Belliard que se estaba dedicando al tráfico de granos y a incautar convoyes de alimentos que se dirigían a la capital.
En aquel momento seis cuerpos de ejército operaban en la península ibérica: el de Mediodía, mandado por Soult y que contaba con unos efectivos teóricos de 90 000 hombres; el de Portugal, bajo el mando de Marmont, que había sustituido a Masséna, y que contaba con 50 000 hombres; el de Aragón, mandado por Suchet con 51 000 hombres; el del Norte, bajo el mando de Bessières y más tarde de Dorsenne con 100 000; el de Cataluña, mandado por MacDonald, con 30 000 hombres; y el del Centro, reducido a 25 000 hombres (incluyendo la Guardia Real y una división española de 5000) que era el único cuerpo de ejército sobre el que ejercía su autoridad José I. Frente a ellos solo 30 000 británicos, 80 000 españoles y 20 000 portugueses, «lo que no significa que los 350 000 soldados imperiales pudieran someter al país a pesar de su aplastante ventaja numérica», porque las enfermedades, las heridas y las deserciones habían debilitado sus filas hasta el punto de que los ejércitos franceses contaban realmente con menos de 300 000 hombres, que estaban mal equipados, mal alimentados y que no parecían muy temibles. Para empeorar las cosas los sueldos llegaban con mucho retraso (cinco meses en Cataluña, por ejemplo). Cuando Napoleón prepare la campaña de Rusia al año siguiente detraerá unos 60 000 hombres entre las mejores tropas, debilitando así aún más a los ejércitos de la península ibérica, y ello a pesar de la promesa que había hecho a su hermano de que «no retiraría ninguna tropa de España».

## Dificultades económicas (la hambruna de 1811-1812) y anexión de Cataluña al Imperio francés (julio 1811-julio 1812)
Así resume Juan Mercader Riba este periodo del reinado de José I Bonaparte:

Esta tercera permanencia de José I en el Palacio Real de Madrid durará un año entero, pero las dificultades financieras, insoslayables ya, las descaradas maniobras de Napoleón para hacer desviar al “rey intruso” de una hispanización deseada por él mismo y sus ministros, la anexión en firme de Cataluña al Imperio francés, la situación mísera y hambrienta de su reino en 1812; en fin, las consecuencias inmediatas de la derrota de Marmont en los Arapiles, acabaron ya de un modo definitivo con cualquier ensayo de organización eficaz. Lo que vino después del mes de julio de 1812, no será más que un doloroso epílogo. Prácticamente se acabó ya entonces el reinado de José I.

Por su parte Miguel Artola ha escrito:

Su regreso [de París] señalará el fin de un gobierno afrancesado actuante. A partir de ese día la gestión del monarca se limitará a subsistir, encerrado en las provincias centrales, esperando un milagro que no ha de llegar y mendigando a los pies del trono imperial un subsidio, una provincia o cierta autoridad, cualquier migaja que le permita seguir haciéndose la ilusión de que todavía es rey. Será la desintegración política de un gobierno agotado, incapaz de superar y controlar la realidad en que se hallará inmerso.

### Los problemas de la Hacienda

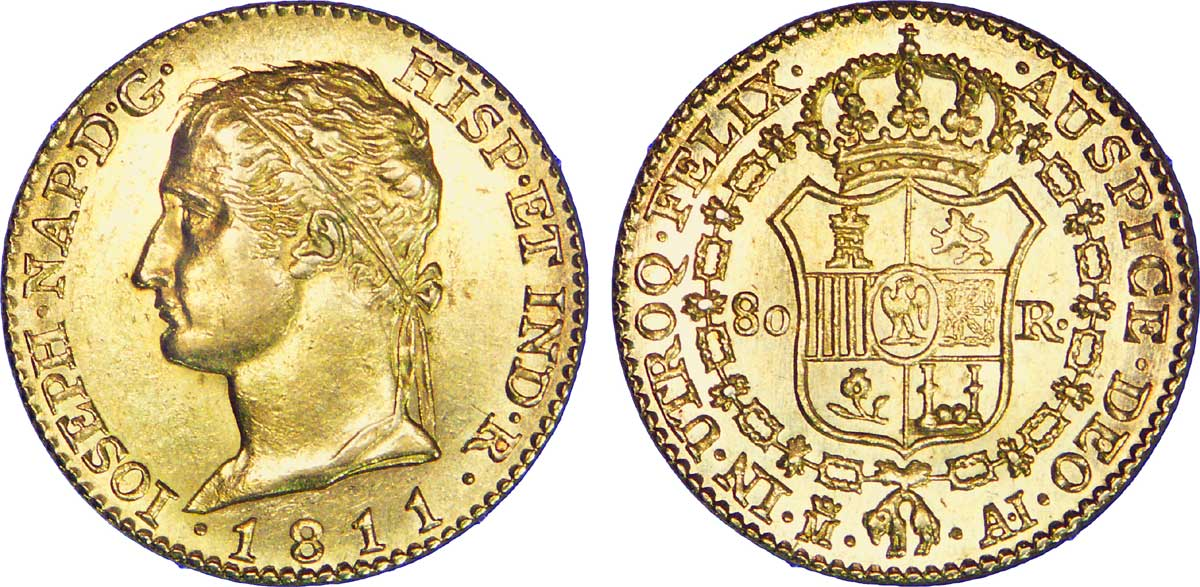
Moneda de oro de 80 reales acuñada en 1811 con la efigie de José Napoleón I (cara) y el escudo de su monarquía (cruz).

A su vuelta de París el rey José I retomó la idea de convocar las Cortes, y así lo comunicó en una reunión del Consejo de Estado que se celebró el 2 de agosto de 1811, pero «no como las que existían antes, ni aun cual la Constitución de Bayona las habían organizado, sino más numerosas, y compuestas de manera que se pudiesen llamar a las mismas a los hombres de mayor marca de la nación, fuesen las que fuesen sus opiniones y el partido que habrían seguido» y cuya misión consistiría en «pronunciarse legalmente sobre el destino de España». En el diario oficial La Gazeta de Madrid se advirtió que eran unas Cortes muy diferentes a las Cortes de Cádiz, ese «congreso ilegal», lleno de «ambiciosos y furibundos fanáticos». Pero la cuestión de la convocatoria de las Cortes, a pesar de que se creó una comisión para prepararla, se fue aplazando. Como ha destacado Rafael Abella, «el Estado josefista, en aquella coyuntura del retorno regio, era una entelequia que a duras penas controlaba las provincias del centro y la Villa y Corte». «El intento, totalmente artificial e inoportuno, cayó rápidamente en el más absoluto abandono, habiendo de suspenderse nuevamente hasta mayo del siguiente año, en que reapareció con mayor vigor, sin que tampoco entonces se lograse ir más allá de los preliminares», ha comentado Miguel Artola.
En el verano y el otoño de 1811 habían problemas más urgentes que resolver: la falta de fondos de la Hacienda ―los funcionarios llevaban casi un año sin cobrar― y el desabastecimiento de grano y de víveres. Para afrontar el primero ―«la situación económico-financiera del Estado josefista era como la de una empresa en bancarrota, endeudada en una progresión aterradora», afirma Rafael Abella― volvió a reclamarle a su hermano el dinero prometido (un millón de francos al mes en concepto de préstamo). En una carta le decía: «Yo no veo el medio de subsistir aquí si vuestra majestad imperial no hace ejecutar puntualmente la orden del préstamo del millón mensual y si no añade al mismo otra remesa semejante que reemplace la cuarta parte que me corresponde de la contribución de las provincias del Norte, Aragón y Mediodía, que no pueden enviarme nada. Y ello, sin contar la desastrosa actuación del Ejército de Portugal, que está arruinando con sus rapiñas, las provincias de Ávila, Extremadura y parte de Toledo. Las de Segovia y Madrid están convirtiéndose en verdaderos desiertos de arena…». Como ha subrayado Miguel Artola, «durante los cinco años del reinado fue éste [el problema financiero] el más acuciante de los problemas. Todos los proyectos, todas las resoluciones se deshacían ante la inmediata realidad cotidiana de unas finanzas totalmente arruinadas, de un país esquilmado, incapaz de soportar la presencia de cuatro ejércitos enemigos en continua lucha».

### La hambruna de 1811-1812

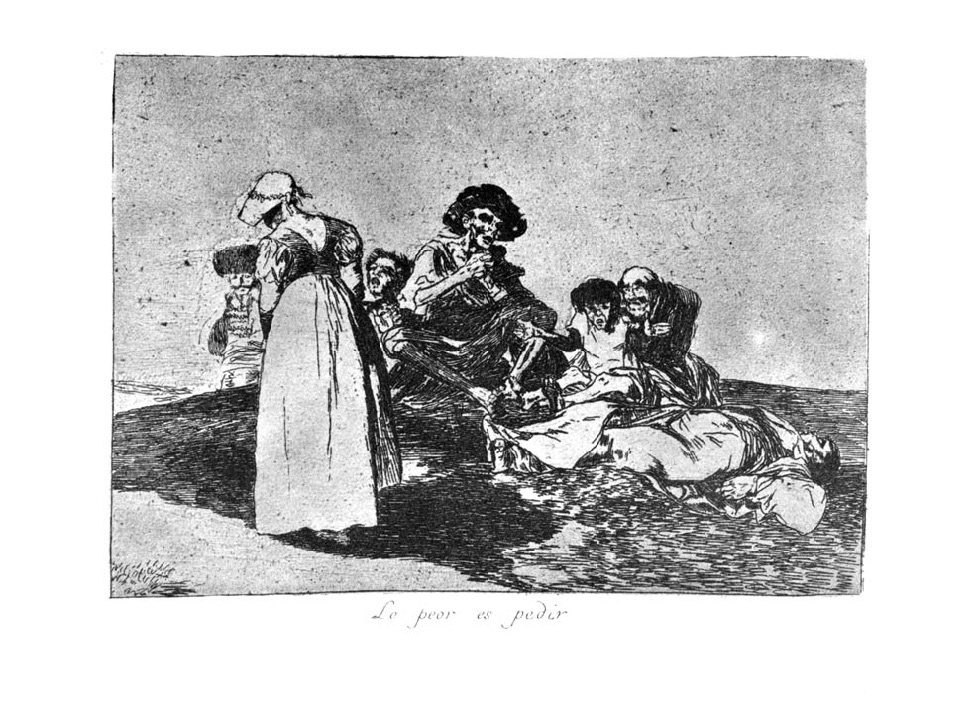
Grabado de Francisco de Goya de la serie Los desastres de la guerra titulado Lo peor es pedir. Muestra las terribles consecuencias de la hambruna de 1811-1812.

Aún mayor gravedad revestía el problema de los abastecimientos, en especial los de la capital. La cosecha de 1811 estaba siendo muy mala ―como en toda Europa occidental―, a lo que se añadía que la guerrilla había interceptado varios convoyes y que agentes ingleses estaban pagando a los campesinos precios más altos por sus cosechas para que se las entregaran e incluso repartían primas a los que las destruían. José I le escribió a Napoleón: «No teniendo fondos disponibles, no puedo reclutar tropas del país, y, falto de tropas, no puedo recoger el trigo, que los ingleses compran y que los insurrectos toman por la fuerza». El rey envió a sus ministros de mayor confianza, como Almenara y Arribas, a las provincias limítrofes de Madrid, pero estos pudieron comprobar que los problemas de abastecimiento no sólo provenían de las acciones de la guerrilla, sino de la actitud de los mariscales franceses que actuaban por su cuenta acaparando grano para sus tropas sin reconocer la autoridad superior de José I.
Especial interés mostró el rey por la provincia de Cuenca, situada entre Madrid y la costa, en vistas a la previsible conquista por el mariscal Suchet, gobernador militar de Aragón, de la ciudad de Valencia. Esta se produjo efectivamente el 14 de enero de 1812 —el 9 de enero, según Michael Glover—, lo que le valió a Suchet ser ennoblecido por Napoleón con el título de duque de la Albufera. Enseguida José I escribió a su hermano preguntándole «si daba por bueno que se dirigiera allí por unos meses y si aprobaba la vinculación de esta nueva ciudad, conquistada por las armas imperiales, a su autoridad directa…». En otra carta comparó su situación a las de los «reyes holgazanes». La respuesta de Napoleón fue nombrar, sin contar con su hermano, al Barón de Fréville como intendente general de Valencia y ordenar, también pasando por encima de José I, que de los bienes de la provincia se sacasen 200 millones de francos que serían distribuidos entre los oficiales y los soldados que se hubieran distinguido en la guerra de España.
El mariscal Suchet, dueño absoluto de Valencia a la que tras su rendición había sometido a un duro castigo —muchos civiles que participaron en su defensa fueron fusilados, también los prisioneros que no podían seguir la marcha de la columna que los conducía a Francia; varios centenares de estudiantes universitarios y de monjes fueron desterrados allí también; impuso a la ciudad un tributo de cincuenta y tres millones de francos—, tuvo la habilidad de realizar algunos gestos que complacieron a José I como el de ordenar que todas los estamentos judiciales, eclesiásticos y administrativos de la ciudad de Valencia juraran fidelidad al rey en la catedral de Valencia o la de enviar dos convoyes con cuatro y tres millones y medio de reales para socorrer a la capital. Más adelante organizó una diputación valenciana que viajó a Madrid para rendir pleitesía al rey, integrada por veinticuatro personalidades del clero, la nobleza y la burguesía y encabezada por el conde de Parcent, grande de España.
En el otoño de 1811 la escasez de pan se agravó ―su precio se cuadruplicó y empezó a ser vendido mezclado con otros cereales― por lo que comenzó una terrible hambruna que afectó sobre todo a Madrid «hasta el punto de ser frecuente el repulsivo espectáculo de personas muertas de inanición en las calles». En noviembre de 1811 José I le escribía a su esposa Julia: «Es tal el abandono en que me hallo que ni tú ni mis hijas debéis compartirlo. Tenéis pan en Mortefontaine; no lo tendréis aquí sino arrancándolo a mis servidores más fieles, que pronto se verán obligados a abandonarme. Debes quedarte en París hasta que se haya decidido nuestro destino…». A principios de enero le reitera: «Yo aquí no mando nada. El pan se vende a 18 sueldos la libra, las gentes se mueren de hambre en las calles ¿Qué más puedo decirte?». A principios de marzo (cuando ya se conoce el decreto de Napoleón de anexión de facto de Cataluña a Francia) le escribe: «Mi deseo es retirarme de los asuntos si España ha de ser desmembrada y si el estado actual debe durar... Estamos amenazados de todos los males a la vez, la peste y el hambre. El pan vale dos sueldos la libra, la miseria es horrible. Hay desgraciados que mueren de hambre en las calles». Así recordó Mesonero Romanos la situación que se vivió en Madrid entre finales de 1811 y principios de 1812:

El espectáculo, en verdad, que presentaba la población de Madrid es de aquellos que no se olvidan jamás. Hombres, mujeres, niños de toda condición, abandonando sus míseras viviendas, arrastrándose moribundos por las calles para implorar la caridad pública, para arrebatar siquiera no fuese más que un trocho de verdura que en época normal se arroja al basurero, un pedazo de galleta enmohecida, una patata, un caldo que algún mísero tendero pudiera ofrecerles para dilatar algunos instantes su extenuación y su muerte, una limosna de dos cuartos, para comprar uno de los famosos bocadillos de cebolla con harina de almortas que vendían los antiguos barquilleros o algunas castañas o bellotas… éste era el espectáculo de la desesperación y de la angustia, la vista de infinitos seres humanos expirando en medio de las calles y en pleno día; los lamentos de las mujeres y los niños, al lado de los cadáveres de sus padres y hermanos, tendidos en las aceras y que eran recogidos, dos veces al día, por los carros de las parroquias; aquel gemir prolongado universal y lastimero de la suprema agonía de tantos desdichados inspiraba a los escasos transeúntes, hambrientos igualmente, un terror invencible y daba a sus facciones el propio aspecto cadavérico. La misma atmósfera, impregnada de gases mefíticos, parecía extender un manto fúnebre sobre toda la población… Bastárame decir… que en el corto trayecto de unos trescientos pasos que mediaban entre mi casa y la escuela conté un día hasta siete personas entre cadáveres y moribundos y que volví llorando a mi casa…

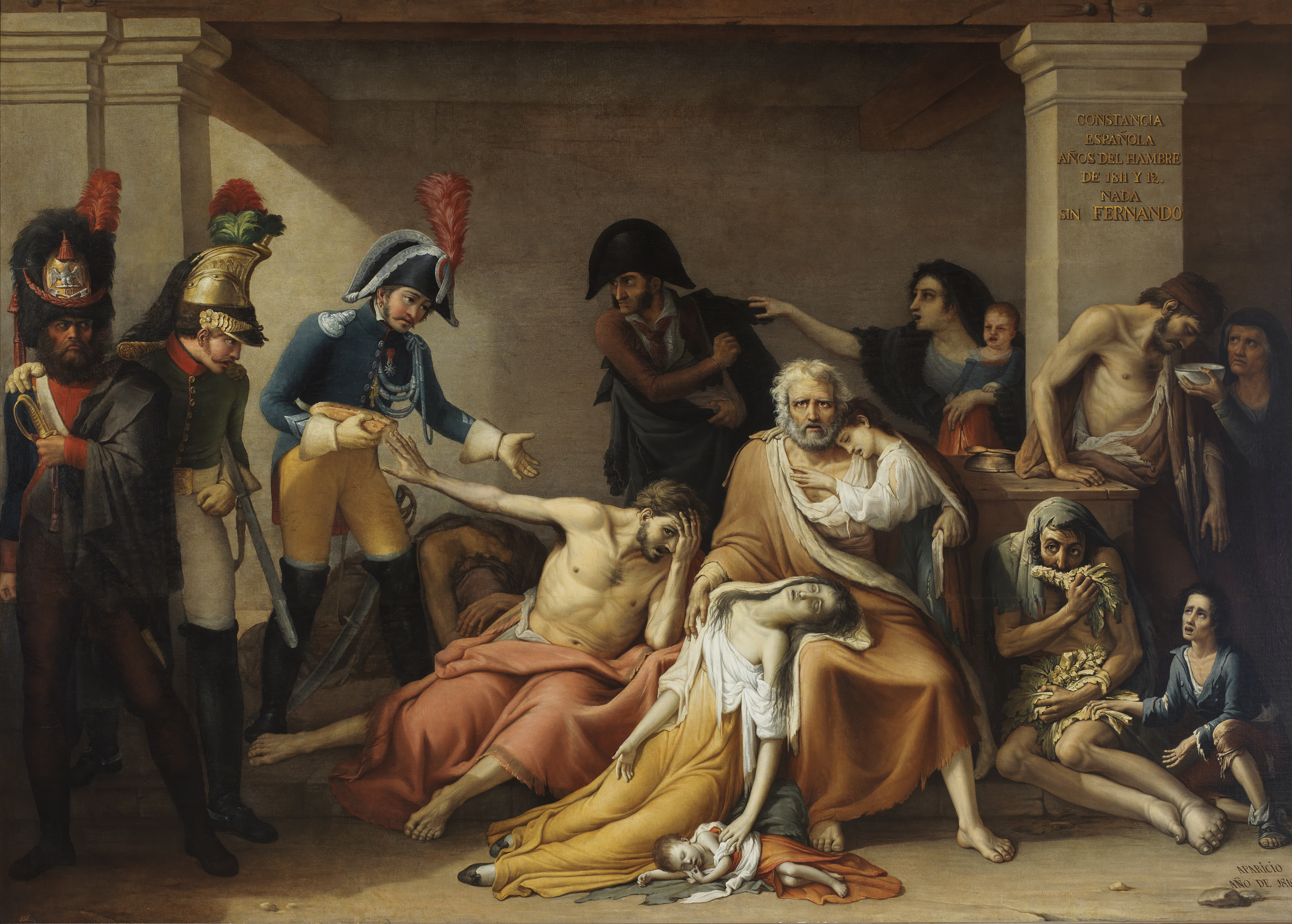
Cuadro de José Aparicio titulado El Hambre en Madrid (1818). Muestra a la hambrienta población de Madrid rechazando la ayuda de los militares franceses. Fue pintado cuatro años después de que Fernando VII hubiera recuperado el trono.

Un oficial francés relató lo siguiente:

He visto con mis ojos a gente acomodada disputar a los perros pedazos de caballos o de mulos muertos hacía seis días. Una tarde fui, con otros muchos oficiales, testigo de una escena horrible: un niño que acababa de morir de inanición fue comido por sus pequeños compañeros, que devoraban delante nuestro sus miembros descarnados.

«Se retiraba cada mañana un número considerable de cadáveres de personas muertas de hambre», contó este mismo oficial francés. Se calcula que en Madrid murieron unas veinte mil personas. Durante la hambruna, que se extendió por toda España, el rey José I desplegó una gran actividad. «Se prodigó en organizar socorros, en promover ayudas para los casos más desesperados. El mismo rey hizo acto de presencia en hospitales y casas de caridad, prodigando consuelo y entregando donativos». «José en persona recorre los barrios más míseros, y no pocos madrileños le ven de cerca por primera vez, y se convencen de que no es ni bizco ni beodo, sino un buen burgués. Y no pocos sienten vacilar su francofobia». La situación era tan desesperada que a finales de diciembre de 1811 José I le escribió a su hermano para que le enviara el dinero prometido o le permitiera abdicar y regresar a Francia:

Espero que Vuestra Majestad hará cesar el estado de cosas en el que me debato, desde el momento que las conocerá. Estoy actualmente reducido a Madrid, rodeado de la más horrible miseria. No veo más que desgracias en torno a mí, y los principales funcionarios no pueden ni encender fuego en su casa. Yo ya lo he dado y comprometido todo. Que Vuestra Majestad me permita volver a Francia o que me haga pagar con exactitud el millón que me tiene prometido desde el 1 de julio. Sin él no puedo prolongar mi estancia aquí y aun me vería en aprietos para hacer mi viaje de regreso. He agotado todos mis recursos.

El 23 de marzo de 1812 se lo reiteró:

Los acontecimientos han burlado mis esperanzas; no he hecho ningún bien y no tengo esperanzas de hacerlo. Suplico, pues, a V.M. que me permita poner en sus manos los derechos que se dignó transmitirme a la corona de España, hace cuatro años.

La hambruna no comenzó a remitir hasta principios de junio de 1812 cuando se estabilizó el precio del pan debido sobre todo a que la perspectiva de la nueva cosecha había sacado al mercado el grano que habían permanecido escondido con fines especulativos. Durante los meses de la hambruna aumentaron enormemente la mendicidad, los hospitales, asilos y hospicios se llenaron de enfermos, y muchos soldados estuvieron de baja para el servicio, mientras la guerrilla continuaba actuando en los alrededores de la capital. El precio del pan continuó muy alto ―a pesar de los esfuerzos del gobierno por contenerlo persiguiendo a los acaparadores―, lo que provocó que se produjeran asaltos a las tahonas, especialmente las de aquellos propietarios que eran sospechosos de acaparar o de mezclar la harina con otras sustancias como las algarrobas. También provocó que muchos hombres abandonaran la capital para incorporarse a la guerrilla, pensando que así encontrarían el alimento necesario.
Todavía en mayo la situación continuaba siendo crítica ―ese mes murieron en Madrid 1996 personas, según un informe del Ministerio de Policía―. Así se lo comunicaba José I al mariscal Louis Alexandre Berthier, jefe del Estado Mayor del Ejército Imperial y Príncipe de Neuchâtel: «El hambre es nuestro principal enemigo en este país, y si las pocas tropas que guardan en Madrid, Buitrago, Toledo, Segovia, Manzanares y Somosierra las comunicaciones del Ejército del Centro deben ser reunidas para asegurar mi posición en el momento en que se verifique la siega de las mieses, existe el peligro de que todos los campos serán arrasados y quemadas las cosechas si no tienen la debida protección, con lo que la evacuación de España se haría entonces inevitable».

### La anexión de Cataluña a Francia

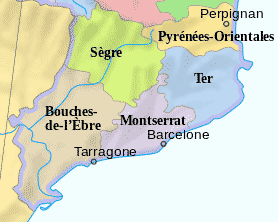
División administrativa de Cataluña en departamentos bajo el Imperio napoleónico.

En plena hambruna se tuvo conocimiento del decreto de Napoleón del 26 de enero de 1812 ―promulgado sólo doce días después de la conquista de Valencia por el mariscal Suchet― por el que Cataluña era incorporada al Imperio francés, aunque la palabra «anexión» era cuidadosamente evitada. El Principado era dividido en cuatro departamentos lo que dejaba muy clara cuál era la intención del decreto: Montserrat, capital Barcelona; Ter, capital Gerona; Bocas del Ebro, capital Lérida; y Segre, capital Puigcerdá. Además, el valle de Arán era desgajado de Cataluña e incorporado al departamento del Alto Garona, la Franja de Aragón al departamento de Bocas del Ebro y Andorra al del Segre. Al frente de cada uno de los cuatro departamentos fueron nombrados altos funcionarios franceses del Imperio. Según Juan Mercader Riba, «más que una ampliación de su prestigio, lo que se proponía Napoleón en Cataluña era obtener una plataforma defensiva para el Imperio, para las fronteras mismas de Francia». Así justificó el embajador La Forest, siguiendo las directrices de Napoleón, la anexión en la práctica de Cataluña al Imperio: «Cataluña estaba gobernada desde hace tiempo por la autoridad militar francesa. S. M. el Emperador ha creído útil para los intereses del país cambiar la forma de su administración; [ahora] es más sencilla y se concilia mejor con el ejercicio regular de las autoridades».
El golpe para José I, y para el gobierno afrancesado, fue muy duro, ya que la anexión de Cataluña suponía una violación flagrante de uno de los principios que se había comprometido a mantener: el de la integridad territorial de España. «[El rey] no pudo disimular que tenía motivos de descontento de Francia», escribió el embajador La Forest. De hecho José I le envió una carta a su esposa en la que le comunicaba su voluntad de renunciar a la corona de España, aunque nunca llegó a su destino porque el correo fue interceptado por la guerrilla y la carta acabó siendo publicada en un periódico «patriota». Entre tanto José I cambió una vez más de opinión y decidió continuar con el fin de no entorpecer los preparativos de la campaña de Rusia de su hermano. Por su parte el ministro Azanza le dijo a La Forest que «nada podía retardar tanto la pacificación general de España como la idea de la desmembración de la monarquía». De hecho la noticia fue ocultada en la España josefina, a diferencia de los periódicos de Cádiz que le dieron una gran difusión en un momento en que iba a ser votada la Constitución de 1812 y dirigieron sendas proclamas «a los españoles de la Península, a los de ambas Indias y muy especialmente a los catalanes», según comunicó a su gobierno La Forest.
Napoleón trató de compensar la «reorganización» de Cataluña enviándole a José I en marzo dos convoyes de dinero ―que sumaban un millón de francos, aunque muy lejos todavía de la cantidad que José I esperaba― y, sobre todo, otorgándole el 16 de marzo el tan deseado mando supremo de las fuerzas francesas en España, con el mariscal Jean-Baptiste Jourdan como su jefe de Estado Mayor, mientras él se ocupaba en preparar la Campaña de Rusia. Según Thierry Lentz, la decisión de Napoleón de cumplir con la promesa que le había hecho a su hermano en la reunión de Rambouillet de hacía casi un año, no fue una compensación por la pérdida de Cataluña, sino que se debió a que el emperador «fue consciente de que la división del ejército de España en grandes unidades y en tantos centros de decisión era un error. La inminencia de la guerra con Rusia le presionaba». Michael Glober coincide con Lentz. Cita la orden de Napoleón en la que expresamente se dice que la concesión del mando supremo al rey tiene por objetivo «hacer marchar los ejércitos [de España] en una misma dirección».
Pero el mando supremo que había concedido a José I se quedó en gran medida en puramente nominal porque Napoleón siguió mandando órdenes directas y despachos a los mariscales franceses Suchet, Marmont y Soult. Y tampoco José I fue capaz de imponerse. «Durante los catorce meses que le quedan de reinado no conseguirá reunir la energía suficiente para transformar en efectivo el poder nominal que acaba de recibir», ha afirmado Miguel Artola. El 3 de mayo Napoleón le escribió de su puño y letra: «Actuad con rigor y haceros obedecer». Pero al mismo tiempo justificó la actitud de sus generales al ordenar a uno de sus ayudantes que escribiera al «rey de España» que «no ser obedecido» era consecuencia «de que confunden al rey de España con el comandante en jefe del ejército; que no quiero que mis ejércitos dependan, en ningún caso, de los ministros españoles, de quienes tengo motivos para no fiarme, y a quienes es indiferente el destino de mis soldados». Sin embargo, como ha señalado Michael Glover, «los problemas a los que se enfrentaba el nuevo comandante supremo habrían puesto a prueba la habilidad y el ingenio de los mariscales más capaces de Napoleón. No puede extrañar que el rey José, cuya experiencia militar era mínima, no los resolviera... Ni Jourdan ni José podían imponerse a Soult, Suchet, Marmont, y Caffarelli. Nadie excepto el Emperador podía hacerlo, y el emperador estaba cada vez más lejos de España». Antes de salir de París para marchar hacia el este el 9 de mayo, Napoleón le había dado las últimas instrucciones por medio del ministro imperial de la Guerra, el mariscal Henri Jacques Guillaume Clarke:

No emprender la ofensiva contra Portugal a menos que las circunstancias sean completamente favorables. Por encima de todo mantener abiertas las comunicaciones con Francia. No se le pasará por alto a Su Majestad que debe prestar especial atención al norte de España porque es la parte en que es más esencial que el enemigo no se establezca. Asegurado esto deben emprenderse las más activas operaciones contra los bandoleros. No deben limitarse a cortas persecuciones que les den la posibilidad de agruparse y causar más problemas más tarde. En el estado presente de los asuntos se debe mantener la defensiva frente a ellos, asumiendo un aspecto muy importante que es que no puedan tomar ventaja sobre nuestra posición. Las fuerzas que Su Majestad ha puesto bajo sus órdenes le permitirán hacer lo que sea necesario en esta dirección.

Entretanto el 9 de abril ―el 23 de marzo, según Rafael Abella― el guerrillero Espoz y Mina había asaltado cerca de Vitoria un convoy que se dirigía a París en el que viajaba Deslandes, el secretario particular de José I, llevando cartas confidenciales de este para Napoleón, para su esposa Julia, para su hermano Luis Bonaparte y para su hermana Carolina Bonaparte, esposa de Joachim Murat, rey de Nápoles. En el asalto murió Deslandes y fueron capturadas la esposa de este y otras damas de la comitiva. Los cuatrocientos o quinientos prisioneros españoles que llevaban con ellos fueron liberados y toda la correspondencia sería publicada por la prensa de la zona «patriota». En una de las cartas José I le volvía a pedir a Napoleón que le permitiera abdicar.

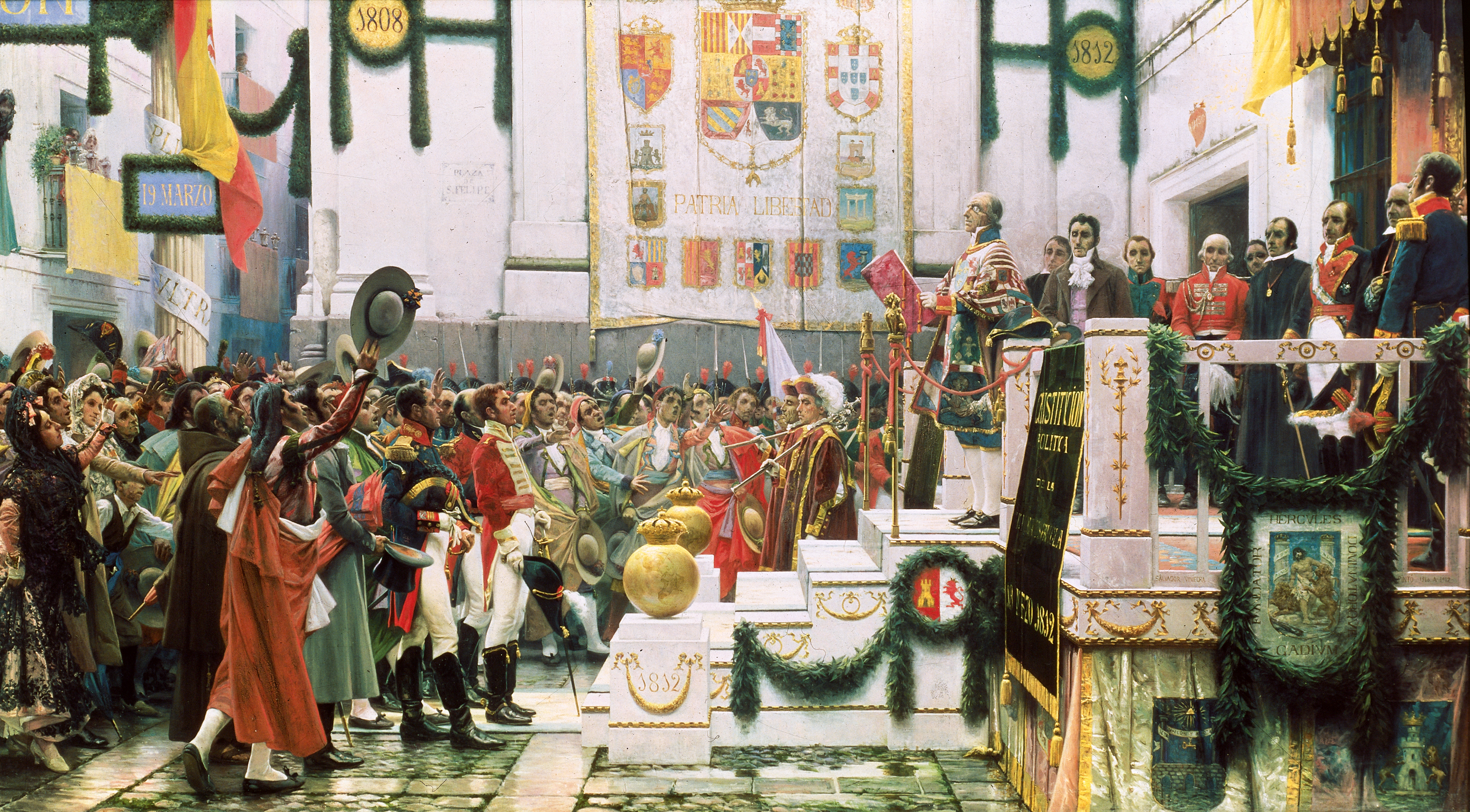
La promulgación de la Constitución de 1812 (por las Cortes de Cádiz, el 19 de marzo de 1812), obra de Salvador Viniegra (Museo de las Cortes de Cádiz).

Por esas mismas fechas se retomó el proyecto de convocatoria de Cortes, esta vez por presión de Napoleón como primer paso para alcanzar un acuerdo de paz con los «insurgentes» que pusiera fin a la guerra de España en un momento en que el Emperador preparaba la invasión de Rusia y ello a pesar de que las Cortes de Cádiz acababan de aprobar el 19 de marzo, cuarto aniversario de la proclamación de Fernando VII como rey de España, una Constitución de la Monarquía «fernandina» que los «patriotas» defendían. José I consultó la propuesta en una sesión conjunta del Gobierno y del Consejo de Estado celebrada el 14 de mayo de 1812 y todos los presentes se mostraron favorables al considerar «esta reunión de Cortes como el único medio eficaz de pacificar España, de destruir las facciones y de restablecer el orden y la unidad nacional, y que si por desgracia no surtía los efectos esperados, el gobierno habría cumplido con el deber de hacer lo posible para salvar a la nación de la ruina que le amenazaba». Pero las Cortes nunca llegaron a convocarse porque la falta de fondos de la Hacienda no permitía hacer frente a los gastos de la elección, el viaje, el alojamiento y la manutención de los diputados que acudieran a Madrid. Pero sobre todo a causa de la derrota francesa en la batalla de los Arapiles que obligó a José I a abandonar apresuradamente la capital y trasladar su corte a Valencia.

## Final del reinado

### Éxodo a Valencia tras la derrota de los Arapiles (julio-noviembre de 1812)

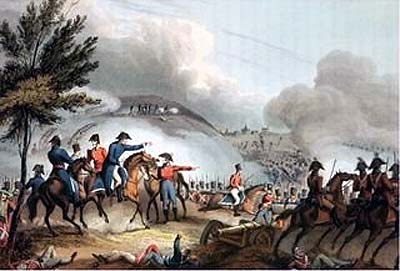
Pintura sobre la batalla de los Arapiles en la que el ejército anglo-luso-español al mando de Lord Wellington derrotó al ejército francés al mando del mariscal Auguste Marmont (22 de julio de 1812).

A principios de 1812 la iniciativa de la guerra había pasado a manos británicas. El 25 de enero, el día de anterior a la promulgación del decreto de la anexión de Cataluña a Francia, Lord Wellington había tomado Ciudad Rodrigo y el 7 de abril Badajoz. El 25 de junio tomaba Salamanca. El choque entre el ejército anglo-luso-español de Wellington y el ejército francés de Portugal al mando del mariscal Auguste Marmont se produjo el 22 de julio en la batalla de los Arapiles, a diez kilómetros de Salamanca. La victoria aliada fue completa. El día anterior José I había salido de Madrid para reunirse con Marmont, pero llegó demasiado tarde para intervenir. Tras la derrota el rey tuvo que volver a la capital a donde llegó el 2 de agosto, mientras su retaguardia era hostigada por los guerrilleros. El ejército francés había sufrido cerca de ocho mil bajas y los aliados alrededor de cinco mil, pero lo peor para los franceses vino después según relató un oficial: «esto combates nos costaron menos hombres que los cinco días de marcha que hicimos para llegar a Valladolid: oficiales y soldados morían de hambre y resultaba imposible retener a los soldados que se apartaban para encontrar alimentos y eran capturados por las guerrillas que nos rodeaban». Thierry Lentz ha comentado: «Con la derrota del Ejército de Portugal el cerrojo que protegía el centro de España saltó».
Como el ejército de José I no era tan fuerte como para hacer frente a Wellington en su avance sobre Madrid y el mariscal Soult, «virrey» de Andalucía, no cumplió inmediatamente la orden de acudir rápidamente en su ayuda ―«la pérdida de Andalucía y el levantamiento del sitio de Cádiz se sentirán en toda Europa y en el Nuevo Mundo», argumentó Soult para negarse―, el rey abandonó la capital el 10 de agosto para dirigirse a Valencia. Entonces se cumplió lo que el embajador francés Laforest había pronosticado: «Hacer una retirada sería incomparablemente peor que la de 1808. Pocas familias españolas estaban entonces comprometidas. Hoy hay una multitud, con un gran número de familias francesas».
Se formó enorme convoy compuesto de cientos de carruajes seguidos por una muchedumbre de personas a pie o montadas en asnos y mulos, todas ellas —unas 20 000— escoltadas por los 18 000 soldados del Ejército del Centro y por los restos de la Guardia Real. La travesía de las llanuras manchegas fue tan penosa ―al general Hugo le evocó las estepas de Ucrania o de Tartaria― y los españoles fueron tratados de forma tan humillante por las tropas francesas ―y a menudo los despojaron de sus bienes―, que según el embajador francés el «éxodo» hacia Valencia le hizo perder a José I más partidarios que todas las publicaciones de Cádiz juntas. Además, a lo largo del recorrido se produjeron muchas deserciones ―unos dos mil hombres entre los regimientos españoles―, un «síntoma de la desintegración del Estado josefino», según Rafael Abella, además de que demostraba el fracaso de José I y de su ministro de la Guerra, Gonzalo O'Farrill, en su empeño de «tener un Ejército nacional», según Juan Mercader Riba. «Durante las tres semanas que duró la “huida”, la suerte del rey José, que se protegía del sol con un capucho de papel blanco sobre el sombrero, pareció definitivamente sellada. Aunque con la llegada del cortejo real a Valencia, la monarquía volvió a dar fe de vida». A tres mil kilómetros de allí la Grande Armée avanzaba hacia Moscú.

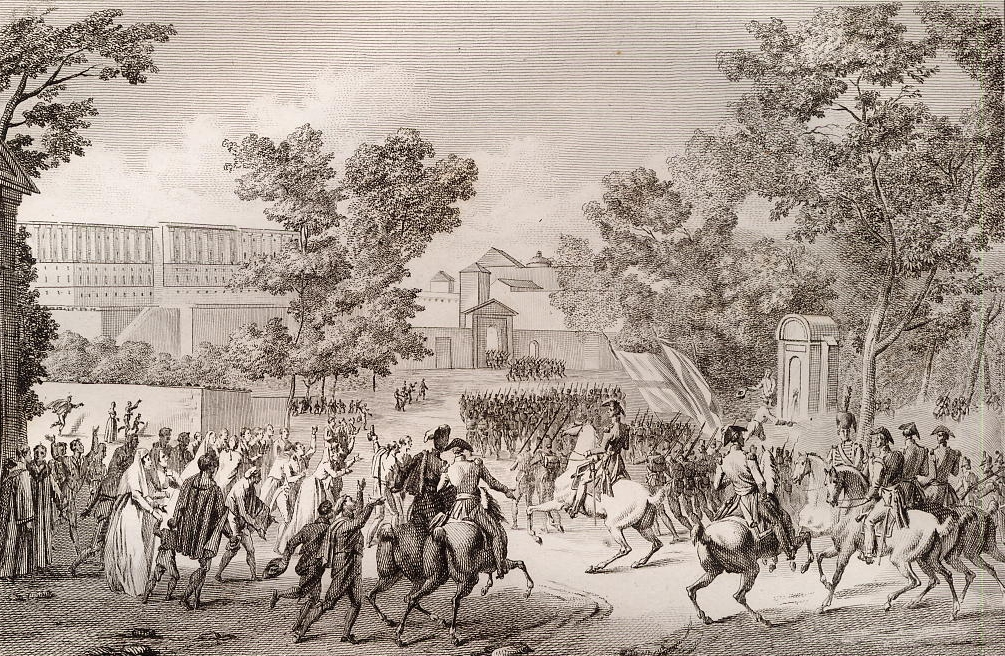
Entrada de Wellington en Madrid (12 de agosto de 1812).

Mientras tanto el general Wellington entraba en Madrid el 12 de agosto siendo recibido como un héroe nacional, no sólo a causa del «orgullo patriótico y la alegría de la liberación», sino «también y sobre todo, [de] la seguridad del pan cotidiano, después de meses y meses de hambre y de mal vivir». Al día siguiente fue proclamada la Constitución de Cádiz entre las aclamaciones de la gente en las calles. Se promulgaron dos decretos contra los afrancesados. Por el primero, con fecha del 21 de septiembre, se les declaraba incapaces para ostentar un cargo público, especialmente a los que hubieran sido condecorados con la Real Orden de España; por el segundo, de 29 de septiembre, se ordenaba el arresto de todas las personas con opiniones políticas «sospechosas». Las prisiones se llenaron y hubo que recurrir al Retiro para albergar a tanto detenido y se obligó a los empleados públicos que habían permanecido en Madrid a entregar una declaración jurada indicando la duración y naturaleza de sus servicios, así cómo habían conseguido los puestos que ocupaban, y muchos de ellos a pesar de haber cumplido el requisito acabaron encarcelados. Las mujeres de los funcionarios «huidos» fueron obligadas a ingresar en conventos o a pagar una fianza. Esta represión «legal» fue acompañada de una represión «popular» también de gran dureza. Miot de Mélito, el hombre de confianza de José I, escribió en sus Memorias: «Se hicieron violencias inútiles contra las mujeres y los niños de los españoles que, siguiendo al Gobierno al que se habían unido, habían creído poder dejar sus familias seguras en Madrid, o no habían podido llevarlas consigo por falta de medios. Se sometió a depuraciones odiosas, y a menudo ridículas, a individuos desconocidos». Además, la Gazeta de Madrid se llenó de artículos injuriosos contra los que habían colaborado con el «rey intruso» y contra sus familias. También contra los compradores de los bienes de los conventos clausurados por José I y contra las mujeres que habían mantenido relaciones con los franceses.

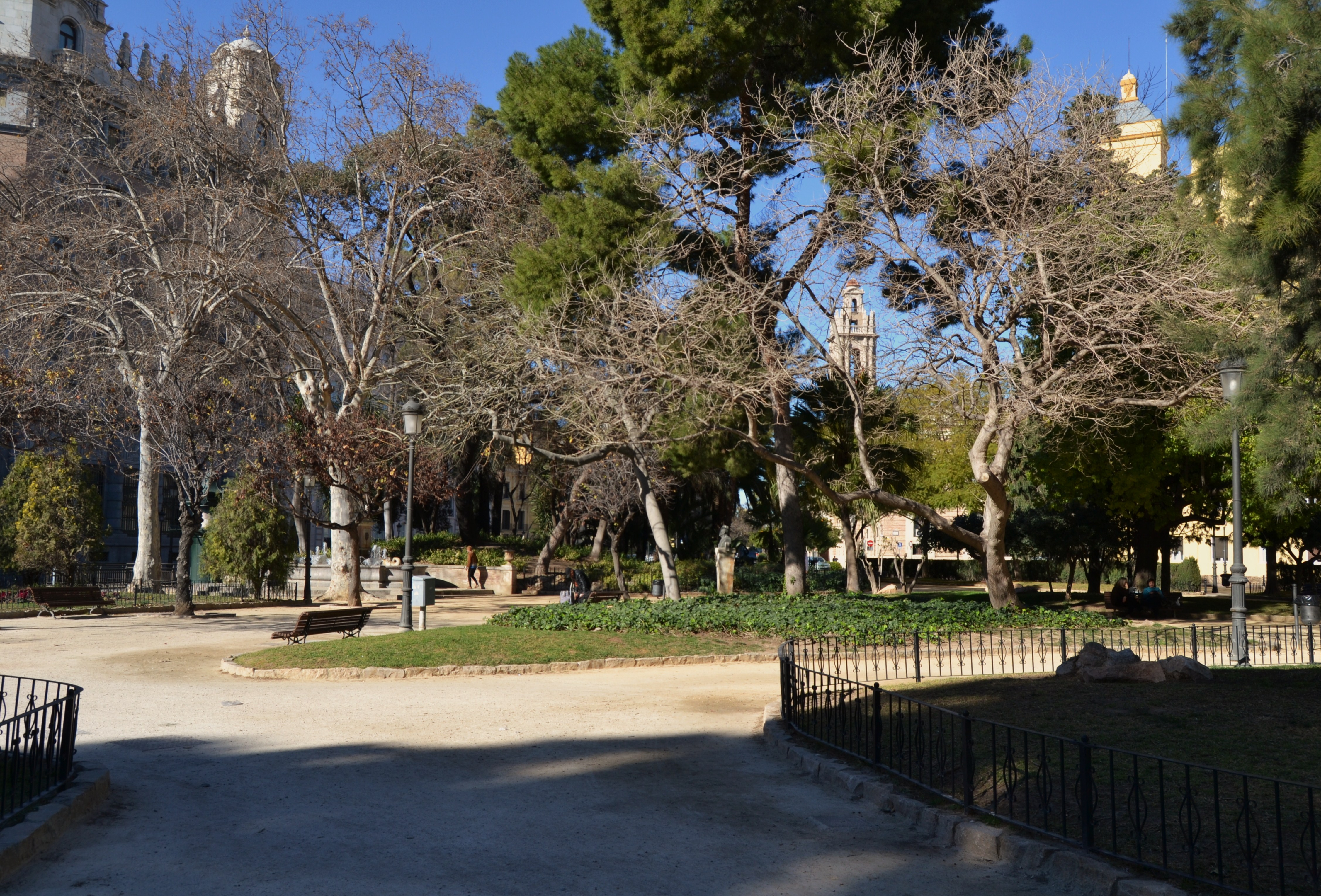
Jardines de la Glorieta de Valencia, espacio público creado por el mariscal Suchet durante la ocupación francesa de la ciudad (1812-1814).

José I llegó a Valencia el 31 de agosto. Al día siguiente Napoleón, que se encontraba a las puertas de Moscú, recibió la noticia del «desastre de Salamanca» del que hizo responsable al mariscal Marmont —una semana después tendría lugar la batalla de Borodinó—. Cuando entró en Valencia José I fue objeto de todos los honores por parte el mariscal Suchet, acompañado por las autoridades civiles y eclesiásticas de la ciudad. Según Miot de Mélito, «José, aunque vencido y fugitivo, volvió a ser rey en Valencia». Los que le acompañaban se asombraron de la libertad y la seguridad que se vivía en la ciudad y en toda la zona circundante. Suchet, a quien Napoleón le había otorgado el Ducado de la Albufera tras haber conquistado Valencia, había sabido ganarse a la población, abandonando las duras medidas iniciales, «con una política más hábil que la implantada por los generales de José en otros lugares». El mariscal Suchet escribió en sus Memorias: «A medida que los resultados de la Administración francesa en el país valenciano se hicieron notar, el pueblo, que hasta entonces había manifestado un horror enorme al caer bajo el yugo extranjero, se convirtió en un espectador tranquilo de la ocupación imperial, ya que no solamente no hubo de verse violentado en sus costumbres y creencias, sino que aún gozaba de más libertad que bajo el régimen español». «El recibimiento prestado, unido a la normalidad reinante en la zona, hizo creer al Bonaparte español que su reinado volvía a asentarse. La verdad residía en que Suchet era el auténtico amo de la situación por el simple hecho de ser el dueño de los fondos destinados a sostener los restos del Estado josefino…», ha afirmado Rafael Abella.

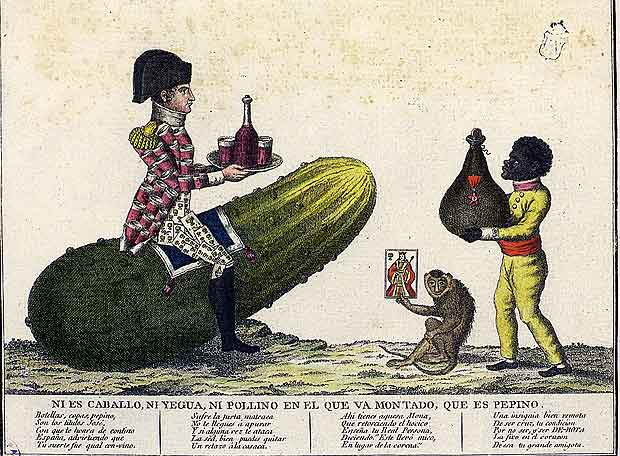
Caricatura española conocida como "Sátira contra José Bonaparte" (Museo Municipal de Madrid, 1814). "Es un grabado coloreado de mano anónima, que muestra a José cabalgando sobre un pepino alusivo a su nombre. El pantalón del rey está hecho con naipes, y su casaca con copas de licor. La imagen se acompaña de un lema –“Ni es caballo, ni yegua, ni pollino en el que va montado, que es pepino”–, y de un largo poema" Alude a la supuesta adicción de "Pepino Bonaparte" al juego y a la bebida.

El principal problema al que tuvo que enfrentarse el mariscal Suchet fue alojar y alimentar a los cuarenta mil refugiados que habían llegado de Madrid, además de hacer efectivos los atrasos de varios meses que se les debían a las tropas que habían acompañado al rey y a los funcionarios del Estado josefino. Para aliviar la presión sobre la ciudad distribuyó a muchos de los recién llegados por los pueblos cercanos y le pidió al rey, alojado en el palacio del conde de Parcent, que solo mantuviera a su lado al personal imprescindible.
Por su parte el mariscal Soult acabó cumpliendo la orden de retirarse de Andalucía que el rey le reiteró el 17 de agosto desde El Toboso, durante su viaje de Madrid y Valencia. «Ante todo, tened en cuenta, sin ninguna discusión, que vuestro deber es ejecutar mis órdenes, y no enviarme instrucciones. Si continuáis rehusando ejecutar las disposiciones que os ordeno, seréis el responsable de todos los desastres que sobrevendrán aún a los ejércitos imperiales, cuyo mando me ha confiado el emperador», le dijo el rey. «Creed que nadie mejor que yo lamenta los sacrificios que consiento respecto de Andalucía, pero los debo a la gloria de las armas francesas y a la seguridad de Europa y de las fronteras», añadió. Poco después Soult levantaba el sitio de Cádiz y evacuaba las ciudades de Sevilla, Málaga y Granada. Según Thierry Lentz, en realidad Soult solo abandonó Andalucía cuando recibió una orden directa del ministro imperial de la guerra, el general Clarke. En el cuartel general estaban convencidos de que «sus reticencias se debían más a su ambición devoradora que a razones estratégicas». De hecho a su ejército le acompañaron numerosos transportes cargados con las riquezas que había saqueado en Andalucía.
Soult con su ejército no llegó a la región de Valencia hasta principios de octubre. Con él iban más de 15 000 civiles que habían servido o apoyado a la monarquía josefina en Andalucía ―entre ellos el periodista Alberto Lista, uno de los «afrancesados» más destacados― y que temían las represalias de los «patriotas», lo que agravó aún más el problema de los refugiados ―las bocas «inútiles», como se les llamó―. Soult se reunió el 3 de octubre en Fuente la Higuera ―en la frontera del antiguo Reino de Valencia y el de Murcia―, con el rey José, acompañado de su jefe de Estado Mayor Jourdan, y con Suchet —el ministro de la Guerra O'Farrill no fue invitado—. La entrevista no fue nada cordial, ya que José I había tenido conocimiento de forma casual de que Soult había escrito unas cartas a Napoleón en las que lanzaba graves acusaciones contra él, pero acordaron lanzar una contraofensiva del Ejército del Centro sobre el Tajo apoyada por dos columnas del ejército de Soult, mientras el ejército de Suchet garantizaba la seguridad de Valencia. Consideraron prioritario restablecer el contacto con el Ejército de Portugal —las fuerzas francesas situadas sobre el río Duero—.
La situación de los refugiados en Valencia era tan insostenible que el 6 de septiembre el rey ―por iniciativa del mariscal Suchet― había organizado un convoy que condujera a Francia, pasando por Zaragoza y Jaca, a las mujeres de los militares franceses y a los empleados franceses y españoles que así lo desearan, aunque estos últimos «no gozarían de sueldo alguno» en Francia. El 10 de septiembre, salieron de Valencia más de 3000 personas en una columna integrada por 367 vehículos y 3060 caballos, mulos y burros. Algunas personas se quedaron en Zaragoza a la espera de que cambiara la situación. Otros dos convoyes les siguieron en octubre, en los que también viajaron oficiales franceses que habían decidido volver a su país.

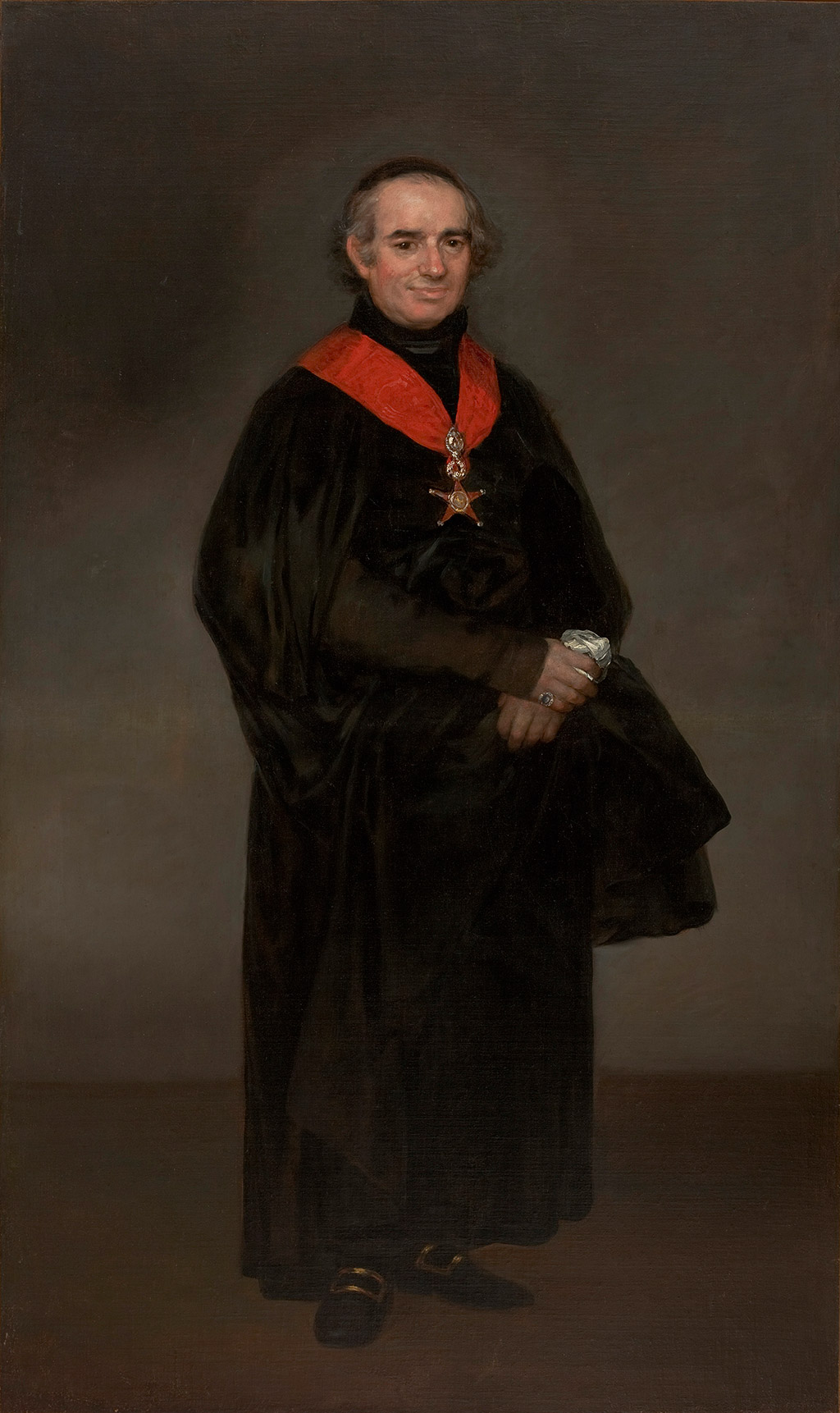
Retrato de Juan Antonio Llorente por Francisco de Goya (circa 1810). El eclesiástico y erudito Juan Antonio Llorente fue uno de los afrancesados más destacados. Aquí aparece luciendo su banda y medalla de caballero de la Real Orden de España.

Uno de los que se quedó en Zaragoza fue el erudito Juan Antonio Llorente que antes de partir había publicado en Valencia un folleto titulado Discurso sobre la opinión nacional de España acerca de la guerra con Francia. En él había defendido la tesis de que la guerra sólo la querían «los grandes de España y señores de pueblos, los monjes y frailes, y la parte del clero secular, poseedora de diezmos y de ricas propiedades territoriales, y estas clases solamente la fomentaban por sus intereses particulares contra los comunes de la nación, abusando de su ascendiente sobre la ignorancia del bajo pueblo español, que a su costa labraba sus cadenas y su ruina». También había publicado el folleto Observaciones sobre las dinastías de España en el que afirmaba que «todas las familias que han poseído su centro desde los godos (incluso éstos) fueron francesas, pues aun la de Austria tenía origen francés». Años después Llorente sobre este último folleto escribió: «Consideré, pues, oportuno instruir al pueblo español en este artículo de historia nacional para que no extrañase tanto la subordinación al nuevo soberano». En Zaragoza, donde permanecería hasta principios de julio de 1813, publicó unas Reflexiones sobre la Representación que había hecho ante las Cortes de Cádiz el obispo de Orense. En ellas decía que «los españoles del gobierno de Cádiz no representan la nación ni su espíritu, y sólo eran unos siervos condecorados del ministerio inglés de Londres» y pedía a los «amantes verdaderos de la patria» que se unieran al rey José.
Según el testimonio del embajador francés, el carácter de José I se fue agriando durante su estancia en Valencia. Se hizo cada vez más desconfiado. En un consejo de ministros llegó a decir que sólo haría caso al ministro de la Policía, no permitiendo que los otros ministros «continuasen siendo los protectores de todos los personajes destacados por sus conductas sospechosas». Según Juan Mercader Riba, el cambio de carácter de José I se debió sobre todo a las defecciones que se estaban produciendo entre sus partidarios y también al desastroso estado de la Hacienda real.

### Vuelta a Madrid y abandono definitivo de la capital (noviembre 1812-marzo 1813)
En cuanto llegó la noticia a Valencia de que Wellington había dejado Madrid el 1 de septiembre para tomar Burgos, lo que no consiguió porque su castillo resistió un asedio de treinta tres días, y que a continuación se había retirado hacia sus bases en Portugal temiendo quedar aislado por la ofensiva desde el Duero del Ejército de Portugal al mando del general Bertrand Clausel que el 18 de agosto había tomado Valladolid, el rey José Napoleón I marchó hacia Madrid al frente del Ejército del Centro apoyado por el Ejército del Mediodía del mariscal Soult. Salió de Valencia el 17 de octubre y llegó a la capital el 2 de noviembre, aunque solo estuvo dos días pues continuó en persecución de los ingleses que decidieron no presentar batalla y adentrarse en Portugal. La entrada definitiva de José I en Madrid tendría lugar el 23 de noviembre —el 2 de diciembre, según Michael Glover—. «Había recuperado su capital pero no se puede decir que hubiera recuperado su reino. Andalucía estaba perdida para siempre. Las provincias del norte, excepto las aisladas guarniciones francesas, estaban en manos de las guerrillas, y Mina, el más grande de los líderes de la guerrilla, estaba financiando sus operaciones cobrando derechos de aduana de los bienes importados de Francia. Las comunicaciones entre París y Madrid discurrían, cuando lo hacían, a través de Valencia. El rey y Soult apenas se hablaban. Se podía afirmar que los británicos habían vuelto a Portugal, pero el panorama difícilmente podía ser más sombrío», ha afirmado Michael Glover.
Según Manuel Moreno Alonso, a partir de su vuelta a la capital «el rey actuó más como un generalísimo que como un rey». Así lo reflejó la propia Gazeta que había reanudado su publicación interrumpida el 10 de agosto. En ella se decía que la vuelta del rey a Madrid «era una operación militar y no un acontecimiento político». De hecho, la Corte y los funcionarios civiles seguían en Valencia. También el embajador francés La Forest, muy enfermo. El 9 de enero de 1813 fue cuando recibieron la orden de regreso a la capital, aunque no llegarían hasta el 15 de febrero ―también acudieron a Madrid algunos de los partidarios de José I que habían permanecido a la expectativa en Zaragoza―. Entre los que regresaron se encontraban Meléndez Valdés, Ramón José de Arce y los dos fieles consejeros de José Bonaparte, Miot de Mélito y Paul Félix Ferri-Pisani, conde de San Anastasio. De hecho esta minoría de afrancesados eran ya los únicos que seguían apoyando realmente a la monarquía josefina.

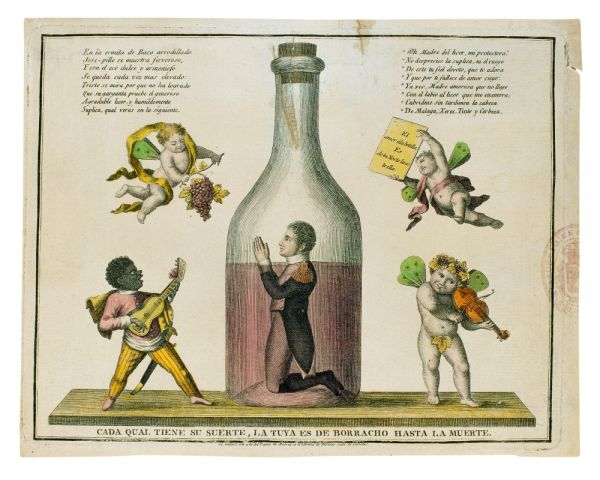
Caricatura española titulada "Sátira contra José I" (Museo Municipal de Madrid, 1814). "Muestra a José Bonaparte dentro de una botella de vino, arrodillado y con las manos en actitud orante mientras el rojo líquido le llega hasta el cuello. Fuera de la botella aparecen un criado negro y tres putti con alas de mariposa: el primero tañe una guitarra; los demás portan un violín, un racimo de uvas y una cartela con la letra “El amor a la botella Es de tu Norte la estrella”. Además, complementan la lámina un lema –“Cada qual tiene su suerte. La tuya es de borracho hasta la muerte”– y un poema de dieciséis versos. Evidentemente esta estampa [está] confeccionada cuando José I ya ha sido expulsado de Madrid y cuando la estrella militar de Napoleón declina en Europa".

Poco después de haber entrado definitivamente en Madrid el rey José I promulgó un real decreto en que se mandaba que los miembros de la nobleza y cualquier tipo de funcionarios ―civiles, militares y eclesiásticos― que hubieran aceptado cargos durante la estancia del duque de Wellington en la capital hiciesen una declaración jurada en la que manifestaran que «en su honor y conciencia» habían «permanecido fieles al juramento prestado al rey José, el 13 de diciembre de 1808». Si no lo hacían serían considerados como enemigos y tratados como tales. Más tarde impuso a los habitantes de Madrid que habían contribuido a favor de Wellington el pago de dos millones de reales ahora en su favor. Los que no lo hicieran verían embargados sus bienes y serían sometidos a consejos de guerra o enviados a Francia.
A finales de 1812 llegó la noticia del desastre de la campaña de Rusia de Napoleón. «Su efecto fue devastador. La moral de los franceses y de sus tropas cayó en picado». A partir de ese momento «el reino de José tenía, necesariamente, los días contados». En «los postreros días del año 1812» «Madrid transparentaba una honda tristeza, el Palacio Real, casi desierto». A principios de enero el mariscal Soult recibió la orden de Napoleón de que, acompañado de sus mejores oficiales, fuera a Maguncia para incorporarse a la Grande Armée y hacerse cargo del mando del Ejército del Elba ―para gran alivio de José I que había pedido en repetidas ocasiones a su hermano que lo librara de él―. Además, cada regimiento que había en España debía enviar a Francia 25 hombres de «élite» que se incorporarían a la Guardia Imperial. También numerosa artillería. De esta forma las fuerzas napoleónicas en España quedaron reducidas a 110 000 hombres frente al total de 200 000 que sumaban las tropas anglo-luso-españolas de Wellington. Este había conocido el desastre de la campaña napoleónica en Rusia por medio de un informe del gobierno británico que llegó a Lisboa el 18 de enero.
«El desastre en tierras rusas obligó a replantearse la estrategia francesa en España. La prudencia impuesta por la merma de efectivos forzó a un repliegue sobre la línea del Duero». Así, poco después de que volviera inesperadamente a París el 18 de diciembre de 1812 Napoleón le ordenó a su ministro de la Guerra, el general Clarke, duque de Feltre, que le comunicara a su hermano que trasladara su cuartel general a Valladolid, dejando solo una guarnición en Madrid. «De este modo, las comunicaciones de cuartel general con Francia serán las más cortas y seguras, y la parte del norte de España estará mejor protegida contra cualquier acontecimiento», le dice. Pero José I se resistió a cumplir la orden porque era consciente de que abandonar la capital significaba poner fin a su reinado ―«equivale a aterrorizar a todos mis partidarios y dar alientos a cualquier nueva audacia enemiga», le dirá al embajador francés―.
El 9 de febrero Napoleón le reiteró que se apostara en Valladolid y le recriminó que no hubiera puesto orden en Navarra, la Rioja y Aragón donde estaban actuando impunemente las guerrillas de Espoz y Mina interrumpiendo así las comunicaciones del Ejército imperial. El día 23 Napoleón le vuelve a insistir en situar la línea defensiva en el río Duero para prevenir una ofensiva de Wellington desde Portugal. Ese mismo día un secretario particular de José I le entregó una nota al embajador francés La Forest en la que le decía que «el mejor partido a adoptar es el de confiar el mando de sus tropas [de Napoleón] a la defensiva, a un general-en-jefe estrictamente militar, el cual haría vivir a sus soldados como en un país enemigo, y ya no habrá ocasión de preocuparse de sostener una Corte, ni un gobierno ni ninguna Administración regular». La nota concluía aceptando la salida de Madrid: «La existencia de un rey es incompatible con el estado actual de cosas, y como que estoy lejos de poder contrarrestar los puntos de mira del Emperador, prefiero ya desde ahora mandar mis equipajes a Valladolid y acabar con toda esta ficción soberana». Sin embargo, José I, ingenuamente, según Miguel Artola, aún confiaba en poder revertir la situación. Nada más abandonar Madrid le escribía al general Clarke: «Si se tranquiliza a los principales habitantes acerca de la suerte futura de su país, si se ponen a mi disposición la mitad de las tropas que se van a emplear, si se me da libertad para administrar este país como pienso, si se me permite enviar a Francia a cualquier oficial de que tenga queja y llevar esta guerra como yo creo, pronto pacificaré este país, como pacifiqué el reino de Nápoles; con los mismos medios obtendré los mismos resultados».

### Derrota en Vitoria y salida de España (marzo-junio 1813)

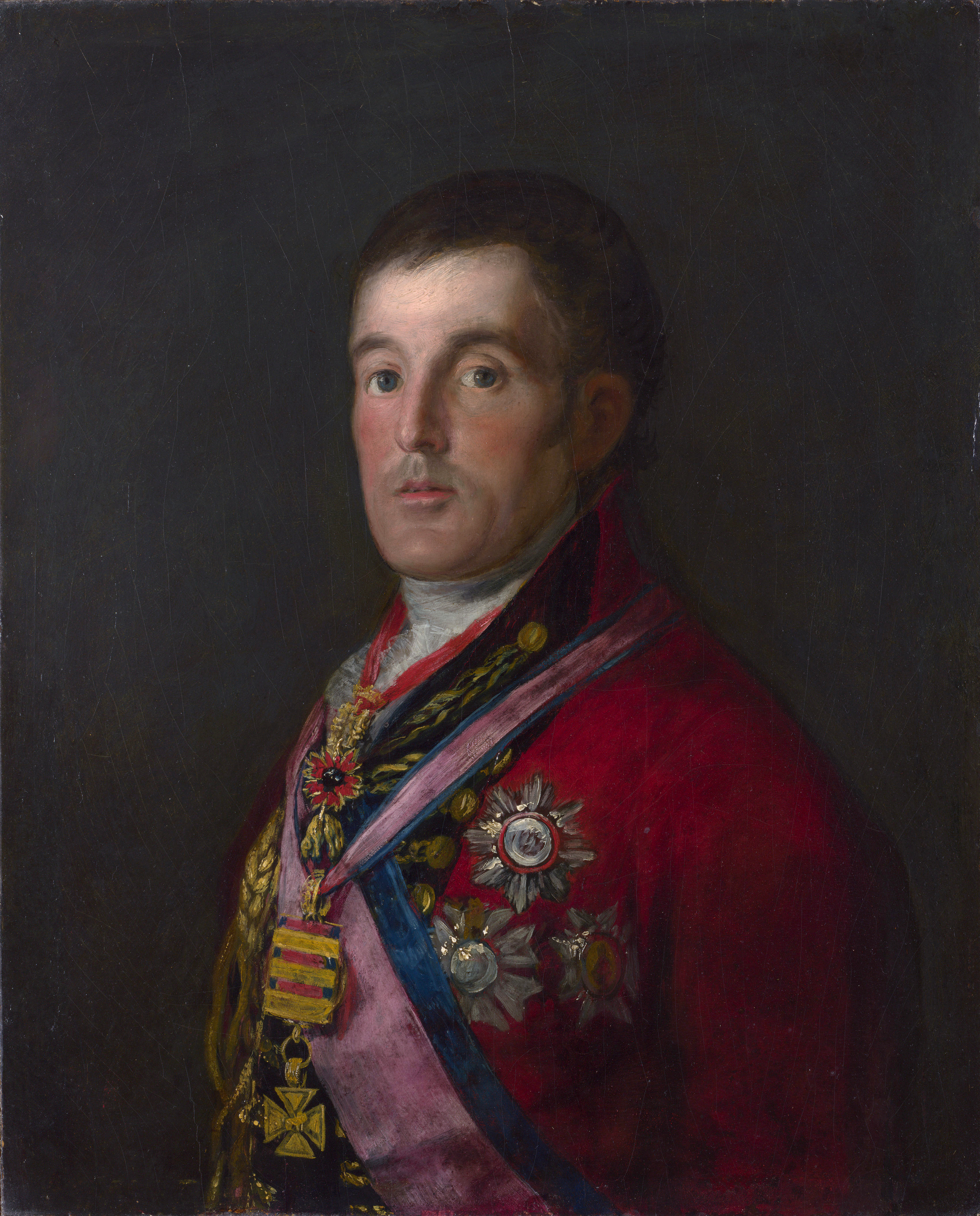
Retrato de Lord Wellington por Francisco de Goya (1812-1814).

El 17 de marzo de 1813 ―dos días antes de su onomástica― José Napoleón I abandonó Madrid, a donde ya nunca volvería. Con el rey se marcharon casi todos los funcionarios y los miembros del servicio palatino. Del gobierno sólo permanecieron en Madrid el ministro de Policía y el de Hacienda. La guarnición de la capital quedó al mando del general Hugo, padre del futuro escritor Víctor Hugo. Según Josep Fontana, el general Hugo se encargó de «organizar el saqueo de las iglesias y palacios de Madrid, Toledo y El Escorial».
Tras pasar por Segovia, José I llegó a Valladolid el 23 de marzo. Allí fue cumplimentado por las autoridades civiles y eclesiásticas y recibió diputaciones de varias localidades, entre ellas León, Tordesillas, Villalpando, Mayorga y Valencia de Don Juan. En Valladolid se volvieron a plantear los mismos problemas que en Valencia: cómo alojar y mantener a la enorme cantidad de personas que habían seguido al rey. La situación se agravó a finales de mayo cuando, tras conocer que Wellington había cruzado La Raya hispano-portuguesa el 15 de ese mes, José I ordenó a sus funcionarios y oficiales que todavía permanecían en Madrid que abandonaran la capital. El último convoy compuesto por más de trescientos coches, en el que iban «ministros, consejeros de Estado, una parte del cuerpo diplomático y muchas familias distinguidas de esta capital», salió el 27 de mayo e iba al mando del general Hugo. Por otro lado, en Valladolid se ultimó la operación del envío de cuadros de pintura a Francia como obsequio a Napoleón y que unos comisarios regios venían preparando desde 1810. En aquel momento el ejército bajo el mando directo de José I se había reducido a 76 000 hombres. Wellington estaba al mando de 90 000. Por primera vez en la Peninsular War Wellington tenía superioridad numérica.
Ante el avance de Wellington, que había sido nombrado por las Cortes de Cádiz «general en jefe de todas las tropas españolas de la Península», José I abandonó Valladolid en dirección a Vitoria el 1 de junio, continuando con el repliegue hacia la frontera ordenado por Napoleón. El 13 de junio Wellington ya estaba en Burgos, de donde José I había salido la antevíspera. El 16 de junio estableció su cuartel general en Miranda de Ebro. Miot de Mélito escribió: «Después de cinco años de guerra y problemas, he aquí que estamos en el mismo lugar que estábamos en 1808». Entonces José I, tras dudar al principio, decidió, «en tanto buen francés y fiel servidor del Emperador galo», presentarle batalla con sus propias fuerzas confiando en que llegarían a tiempo ―lo que no ocurriría― las tropas del general Clausel (situado en Pamplona) y las del general Foy (en Guipúzcoa), que entre ambos hubieran aportado 27 000 hombres (y sin poder contar con el ejército de Suchet, que se replegaba hacia Cataluña). Como ha señalado Manuel Moreno Alonso, «se jugó el reino a una sola carta». El choque se produjo el 21 de junio de 1813 en la que sería conocida como la batalla de Vitoria y la derrota del ejército francés fue total. La desproporción numérica fue clave: 55 000 hombres del lado francés frente a 83 500 al mando de Wellington. El desastre fue aún mayor porque la retirada ordenada por José I a las tres horas de iniciados los combates se tuvo que hacer a través de los campos de cultivo porque los caminos estaban obstruidos por centenares de vehículos y por el tren y las piezas de artillería de sitio, inútiles en aquellas circunstancias.

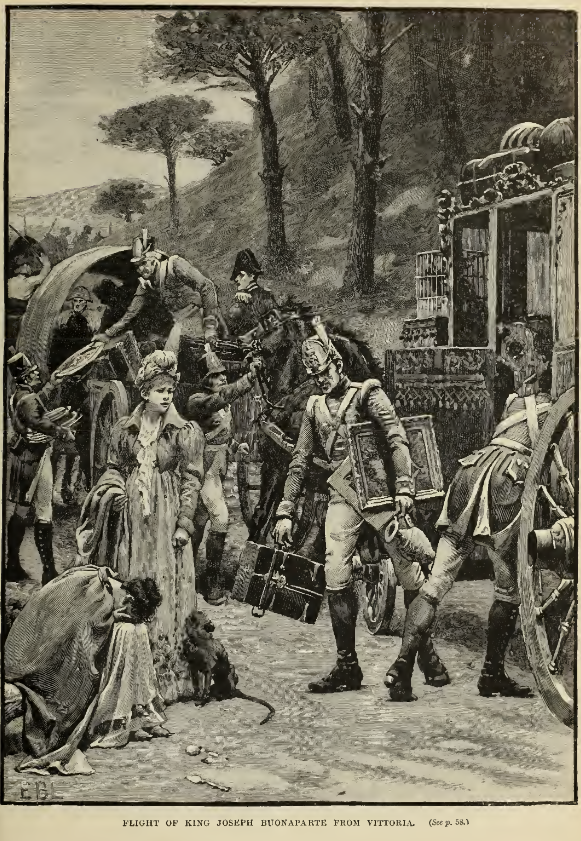
Grabado inglés alusivo al «equipaje» que dejó abandonado José I tras su huida después de la derrota en la batalla de Vitoria.

El propio rey estuvo a punto de caer prisionero. Consiguió huir a caballo, pero tuvo que dejar abandonada la caravana de furgones que le seguía cargada con documentos y pertenencias personales y con los bienes que había expoliado en España (el episodio será recreado por Benito Pérez Galdós en su novela El equipaje del rey José, publicada en 1875). El 23 de junio, dos días después de la derrota, José I llegó a Pamplona y desde allí le escribió una carta a su esposa (una carta cuyo final, según Miguel Artola, «prueba hasta el último extremo la irreflexión y la inconsciencia del que fue durante cinco años monarca español, y que una vez perdido el reino, se deshacía de, él con toda tranquilidad»):

Mi querida amiga, anteayer el ejército ha sido atacado en la posición de Vitoria, antes de haberse podido reunir con las tropas del ejército de Portugal bajo las órdenes del general Clausel, después de haber sido debilitado por la salida de dos inmensos convoyes a los cuales fue preciso dar escolta. Se ha luchado todo el día con gran encarnizamiento. Nuestra pérdida en muertos y heridos ha podido ser igual, pero hemos perdido todos nuestros equipajes y la artillería por la dificultad de los caminos. No obstante hemos salvado todos los enganches. Los enemigos tenían al menos una fuerza doble que la nuestra, porque el ejército de Portugal nos falta, y las bandas de todas las provincias se han unido a los ingleses.[...]
 Después de disponer en la frontera los ejércitos, y una vez unidos los del Norte y Aragón, iré a Mortefontaine, a donde debía haberme retirado después de lo de Salamanca.

«Para el mayor de los Bonaparte, la aventura española terminaba en unas condiciones poco gloriosas». El 27 de junio cruzaba la frontera por Vera de Bidasoa acompañado por su fiel Miot de Mélito. Ya no volvería a pisar territorio español. Se instaló en San Juan de Luz el día 29 desde donde escribió largas cartas a su esposa, al ministro imperial de la Guerra y a su hermano Napoleón. A este último le dijo que «la pacificación de España por la fuerza de las armas es imposible». Napoleón culpó a su hermano de la derrota y de todos los errores cometidos en España durante los cinco años anteriores. Según el emperador, todo se había debido a la «excesiva ineptitud del rey y de Jourdan» (el asesor militar y hombre de confianza de José Bonaparte, cuyo consejo de no entablar batalla en Vitoria había sido desoído por el rey). «No ha mostrado ni talento militar ni habilidad administrativa... Evidentemente el rey no es un soldado, pero debe ser responsable por sus defectos y su mayor defecto fue seguir una profesión que no entendía. Si al ejército le faltó un hombre, fue un general. Si el ejército tuvo un hombre de más, fue el rey», le escribió Napoleón al ministro imperial de la Guerra. Como ha señalado Thierry Lentz, «desde todos los puntos de vista, Vitoria fue más que una batalla perdida. Hundió definitivamente la reputación militar de José, fácil cabeza de turco de todos los errores constatados desde 1808. Constituyó también un amargo fracaso para el sistema napoleónico: el reino católico se había perdido y el ejército anglo-español podía esperar penetrar dentro de poco en el sudoeste de Francia».
Mientras tanto seguían cruzando la frontera los españoles partidarios del rey José (los «afrancesados»), lo que constituía el primer exilio español de la historia comtemporánea. Se calcula que más de dos mil familias españolas entraron en Francia entre el 23 y el 28 de junio de 1813. Otras lo hicieron durante los meses siguientes, temerosas de las represalias que podrían sufrir por haber servido o haber apoyado al «Rey Intruso» ―en Zaragoza, por ejemplo, de los dos consejeros de Estado que no abandonaron la ciudad, uno perdió la vida y el otro fue apaleado por «una plebe desenfrenada» hasta casi morir―. «Los prefectos de policía se quedaron impresionados del estado de miseria de aquellos hombres», comenta Manuel Moreno Alonso. En total fueron entre 10 000 y 12 000 familias las que pasaron a Francia. Juan López Tabar ha identificado a 2933 personas, un 70 % del total del censo de afrancesados confeccionado por él (aunque pudieron ser más porque solo se tiene la certeza de que permanecieran en España unas 500).
Alberto Lista, un afrancesado desengañado con la monarquía josefina, le escribió desde el exilio a su amigo, el también afrancesado Félix José Reinoso ―que escribió una apasionada defensa de los que, como él y Lista, habían servido al rey José―: «¿Quieres saber cuál fue mi error? Éste: haber creído que la revolución de Francia había dado a esta nación un nuevo carácter. Me engañé, amigo. Son los franceses de Brenno, de Francisco I y de Luis XIV».

### Pérdida de la Corona (junio-diciembre de 1813)

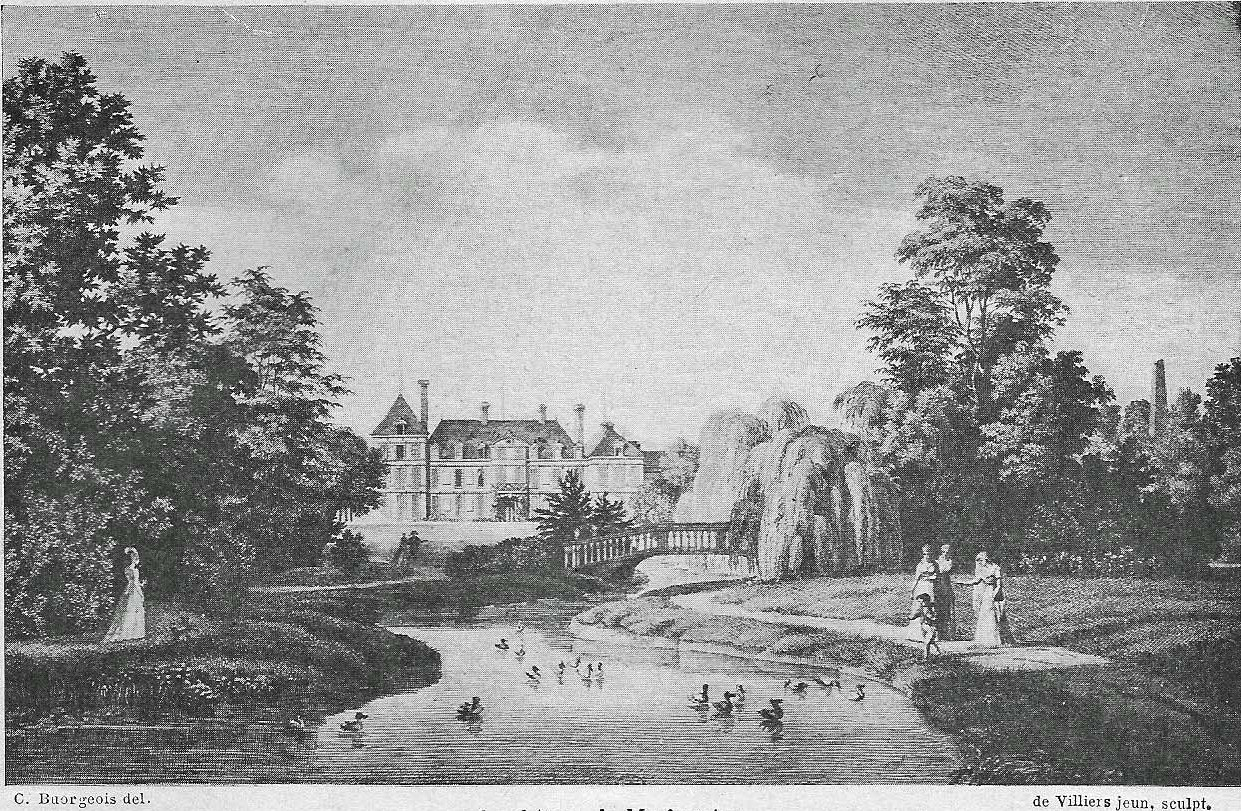
Grabado del del Château de Mortefontaine.

El 11 de julio de 1813 un enviado de Napoleón le comunicaba a José Bonaparte que había sido destituido como comandante en jefe del ejército imperial de España ―para colmo su sustituto sería el mariscal Soult, su acérrimo enemigo―. El 30 de julio José llegó de incógnito a su Château de Mortefontaine ―su hermano le había proporcionado un pasaporte a nombre del conde de Survilliers, el nombre de una de sus propiedades, y le había prohibido que se detuviera en París―. Allí estuvo todo el tiempo vigilado por la policía. Las únicas visitas que recibió fue la de los ministros Azanza y Almenara. Sin embargo, a pesar de la prohibición hizo algunas escapadas a París para ir a la ópera o para ver a algunos amigos, en ocasiones acompañado por Miot de Mélito. El ministro de policía, el general Savary, estuvo al corriente de ellas, pero no se atrevió a arrestarlo y se contentó con llamar la atención a Miot de Mélito sobre las irregularidades de la conducta del hermano mayor del emperador.
Oficialmente José Napoleón I dejó de ser rey de España el 11 de diciembre de 1813, fecha del Tratado de Valençay por el que Napoleón —ansioso por quitarse de encima el «fardo» español y de recuperar el ejército de Suchet para hacer frente a los aliados de la Sexta Coalición que estaban a punto de entrar en Francia tras su victoria en la batalla de Leipzig del 16-19 de octubre de 1813; de hecho el 8 de octubre Wellington había cruzado la frontera española por el sudoeste y un mes después ocupaba San Juan de Luz— reconocía como rey de España a Fernando VII, que había permanecido prisionero del emperador en el castillo de Valençay durante más de cinco años. El Tratado lo había negociado secretamente el embajador en la corte de José I, el conde de La Forest. La Forest había llevado una carta de Napoleón dirigida a Fernando VII en la que el emperador acusaba a Inglaterra de «fomentar en España la anarquía, el jacobinismo y la aniquilación de la monarquía y de la nobleza, con el objetivo de establecer una república. No puedo ser indiferente a la ruina de una nación tan cerca de mi frontera y con la que tengo tantos intereses en común. Estoy por lo tanto ansioso por eliminar todos los pretextos para la intervención inglesa y por restablecer esos lazos de amistad y de buena vecindad que han unido durante largo tiempo a nuestras dos naciones».
Ante las protestas de su hermano, Napoleón, que hasta entonces no había conseguido que José I renunciara a su condición de rey de España («En tanto que la dinastía de V.M. reinará en Francia, España no podrá ser feliz más que por mi o por un príncipe de su sangre», le había escrito José a su hermano), le dijo en una carta fechada el 7 de enero de 1814:

Hermano, os voy a explicar en dos palabras el estado de mis asuntos: Francia ha sido invadida, toda Europa está en armas contra Francia, pero sobre todo contra mí. Ya no sois rey de España; no necesito vuestra renuncia porque no deseo España para mí, ni quiero disponer de ella. No quiero mezclarme más en los asuntos de este país más que para vivir en paz con él y disponer del ejército que tengo allí.

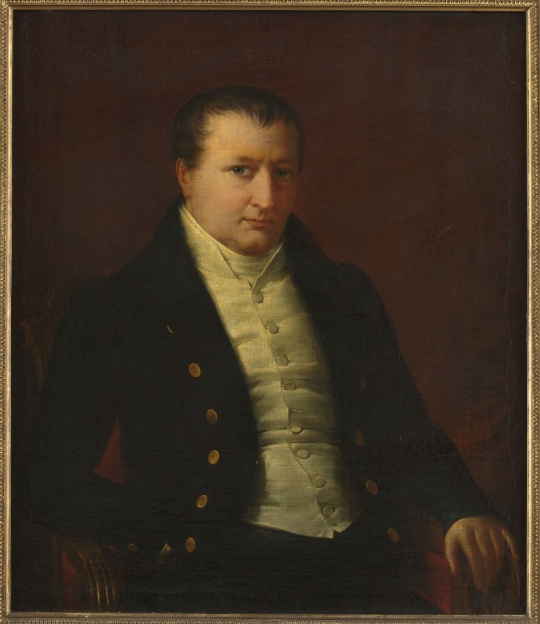
Retrato de José Bonaparte en su finca de Estados Unidos.

Poco después el emperador lo nombró lugarteniente del reino de Francia responsable de la seguridad de la emperatriz y de la defensa de París. Tras la abdicación de Napoleón en abril de 1814 y la restauración de la Monarquía borbónica en Francia, José Bonaparte, con el título de conde de Survilliers, se marchó a Suiza donde compró una propiedad a orillas del lago Leman. Volvió a París para apoyar a Napoleón durante los Cien Días y tras la derrota definitiva de este en la batalla de Waterloo y su confinamiento en la isla de Santa Elena emigró a Estados Unidos, adquiriendo una finca en New Jersey. Su esposa Julia Clary no le acompañó y siguió en Europa. Quienes sí estuvieron un tiempo con él en América fueron sus hijas Carlota, primero, Zenaida, después. José Bonaparte volvió a Europa a finales de 1832, instalándose en Londres, pero como no se le permitió pisar suelo francés ni reunirse con su esposa en Italia volvió a Estados Unidos tres años después. Su regreso definitivo a Europa no se produjo hasta finales de 1839, instalándose de nuevo en la capital británica. Al año siguiente sufrió un ataque de apoplejía y en 1841 consiguió por fin la autorización para poder ver a su esposa en Florencia. Allí moriría el 28 de julio de 1844. Siguiendo sus deseos fue enterrado con el Toisón de Oro alrededor de su cuello, una distinción que se había otorgado a sí mismo cuando fue rey de España. Su mujer falleció ocho meses después. En España sus antiguos partidarios pretendieron celebrar un funeral, pero el gobierno liberal moderado de Isabel II, hija y sucesora de Fernando VII, lo prohibió.

## Debate entre historiadores
Según Juan Mercader Riba (1971),

la primera afirmación que se desprende de nuestro trabajo, es que estos cinco años españoles de José Bonaparte fueron para él y para su régimen un amargo recorrido, una colosal frustración. Esta atmósfera de honda pesadumbre y de melancólico e irremediable fracaso, envuelve espesamente toda nuestra explicación… Pero esta historia truncada, carente de logros positivos duraderos, esta historia de un reinado que para la mayoría de los españoles de aquel tiempo y aun para la posteridad no debía haber existido jamás, por su vicio de origen, que radicaba en una irrupción política y en una bajeza moral, contiene a pesar de lo que se diga, resquicios plenamente positivos y bastante dilatados a nuestro modo de ver… […] La posibilidad que ya desde el principio avizoramos, de un noble designio renovador de las formas de la administración y del gobierno de España, acaso la de una mutación sustancial en las estructuras sociales superiores que implicaría la entronización de la nueva dinastía, un viento fresco y saludable que se abalanzara de fuera para barrer de una vez usos carcomidos y caducos que se obstinaban a la desesperada en perdurar; el desarrollo (no por entrevesado, no menos incitante) de todo un plan de gobierno ambicioso y progresivo, idóneo continuador hasta cierto punto de la misión histórica de los mejores Borbones dieciochescos… constituyen temas suficientemente admisibles para que les apliquemos atención.
 Si ultra lo dicho, anotamos que también en la otra España [que denominaremos, libre o resistente (y que en la terminología al uso ha venido en ir llamándose patriótica o nacional)], en aquel rincón de Cádiz contemporáneamente, unas Cortes de emergencia estaban enfrascadas en el fragor de la lucha, en una tarea análogamente transformista, se impone, como es lógico, formalizar un paralelo entre quienes por caminos distintos, aunque no siempre divergentes, trataban de labrar un porvenir prometedor para los españoles todos. Y José Bonaparte y los suyos, los afrancesados y colaboracionistas, equivocados o no, se hallaron desde el primer instante en la brecha, lidiando igualmente para conseguirlo.

Según Michael Glover (1972),

indudablemente José cometió errores, no menos importantes durante la campaña de Vitoria, pero nada de lo que hubiera hecho podría haber salvado su corona. Había sido situado en una posición imposible y el resultado era inevitable. Era el hombre equivocado para el puesto, y, aunque hizo lo mejor que pudo bajo unas circunstancias intolerables, no podía esperar mantenerse en pie contra sus tres adversarios —el obstinado orgullo de la nación española, la habilidad y determinación del ejército de Wellington y las intromisiones mal informadas del Emperador Napoleón. En última instancia, las faltas cometidas en España fueron las faltas de Napoleón. Puso a su hermano en una situación que hubiera puesto a prueba los talentos de un genio y procedió a frustrar todo esfuerzo que él hizo para lograr el éxito de la tarea que se le había encomendado.[...]
El emperador había estado bajo la ilusión de que los españoles estaban tan disgustados con el gobierno de los Borbones que darían la bienvenida a un monarca alternativo cortés, amable y de mentalidad liberal que pudiera llevarles reforma sin revolución. [...] Pero los españoles no querían nada de eso. Por mucho que les disgustara el gobierno de Carlos IV y del príncipe de la paz, la abrumadora mayoría prefería infinitamente incompetencia española a una utopía impuesta desde el extranjero. Es más, estaban preparados para dar sus vidas y sus propiedades para evitar tal imposición.

Según Ángel Bahamonde y Jesús A. Martínez (1994),

comprender la evolución del reinado de José I requiere tener en cuenta que lo que fue en sus orígenes un proyecto único ideado por Napoleón en la lógica del Imperio, acabó por desdoblarse en dos soluciones divergentes y contradictorias en sus objetivos finales, sobre todo a partir de la batalla de Bailén, en que se desvela una solución imperial basada en la guerra de conquista de un territorio rebelde y una solución josefina que cada vez se plantea más un desarrollo autónomo, y que se proyecta con un carácter nacional apoyado en el colectivo español genéricamente denominado “afrancesado”. José I siempre abrigó la esperanza de convertirse en rey efectivo de España y no en lugarteniente y proyección de su hermano… La marcha de la guerra fue remodelando ambos proyectos y agudizando sus contradicciones. A medida que fracasa el proyecto nacional josefino en la legitimación de hecho, es decir, en sus apoyos sociales, la resultante es un incremento de la subordinación al mayor apoyo económico y militar del Emperador, cuyos mariscales y jefes militares actuarán como auténticos virreyes en España sin reconocer la autoridad del Monarca y de su Gobierno.

Según Rafael Abella (1997),

el reinado de José I fue un auténtico espejismo, frustrado desde su inicio por la disparidad de criterios sobre España mantenidos entre José y su hermano Napoleón. Lo que de buena fe hubiera ―que lo hubo― en la conducta de José en su empeño por ser un monarca ávido de llevar a sus súbditos los beneficios de una monarquía alejada del oscurantismo, de los residuos feudales y del escándalo de los últimos Borbones, se vio frustrado por el vicio de origen de su instauración: una ocupación militar con todo lo que ella acarreaba de explotación y de latrocinio. Por otra parte, como queda dicho, para Napoleón la aventura hispánica no pasaba de ser un objetivo militar en su guerra contra los ingleses. Y a este criterio se aferraron los altos mandos del ejército del emperador. El carácter español, rebelde, resistente a la presencia del extranjero invasor, hizo el resto.

Según Josep Fontana (2007),

[la política de José I] no pasó de las buenas intenciones, lastrada por la falta de recursos para aplicarla y por el hecho de que el precario poder de estos hombres [que lo apoyaban: los «afrancesados»] se asentaba sobre unos ejércitos que devastaban el país y actuaban sin tomar en cuenta al gobierno ni al rey. Difícilmente se podían hacer reformas si quienes controlaban el territorio teóricamente sometido a José I no eran sus funcionarios, sino los jefes militares franceses, algo que Napoleón sancionó de hecho cuando, a partir de febrero de 1810, creó una serie de “gobiernos” en el norte ―los de Cataluña, Aragón, Navarra y Vizcaya, a los que se fueron añadiendo otros cuatro [sic] en años sucesivos―, cuyos ingresos serían destinados exclusivamente a los gastos del ejército. […] Las reformas que habían de transformar España surgirían del Cádiz de las cortes y no del Madrid de José Bonaparte.

Según Manuel Moreno Alonso (2008),

la designación de José Napoleón I como rey de España, después de la experiencia positiva de dos años como rey de Nápoles, fue el más importante error cometido por Napoleón en toda su vida. No pudo imaginar que aquella formidable intriga para el nombramiento de su hermano como rey iba a provocar una guerra nacional de proporciones extraordinarias. Por primera vez en la historia de Europa, toda una nación se levantó en contra de un rey impuesto desde fuera. [...] Al imponerlo como rey de España, Napoleón metió a su hermano José en un avispero insoportable pues, a diferencia de la leyenda de buen rey que dejó en Nápoles, en España representó una causa perdida, y eso que hizo todo cuanto pudo en aras del bien de la nación.

Según Thierry Lentz (2016),

el balance del reino josefino fue poco menos que catastrófico. [Los ejércitos franceses] dejaron tras ellos un país arrasado, con sus ciudades y pueblos en ruinas, una economía agotada, campos devastados y un capital diezmado. Los ingresos del Estado, que ascendían antes de 1807 a más de 1,4 miles de millones, cayeron a 660 millones para el período 1814-1819. Además, el reino estaba pasando a ser una débil potencia solamente continental: al otro lado del Atlántico, sus colonias marchaban hacia su emancipación, lo que debilitaba sobre todo a la metrópoli. La guerra —llamada "guerra de Independencia" al otro lado de los Pirineos— había costado la vida a 110 000 soldados de los ejércitos imperiales y —quizás— a tres o cinco veces más de españoles, epidemias y hambrunas incluidas.